# Autoritratto

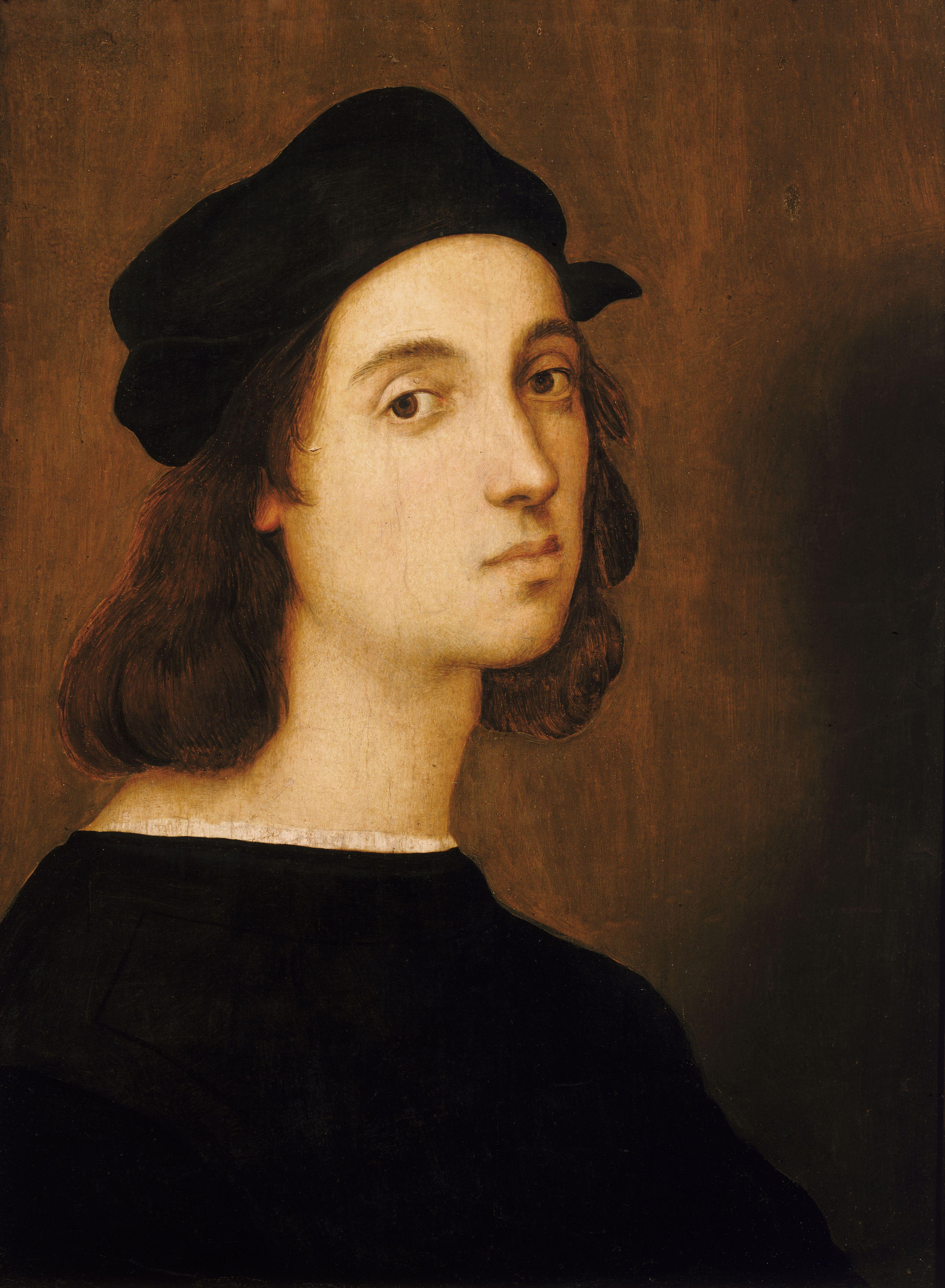
Raffaello, Autoritratto (1506, Firenze, Uffizi)

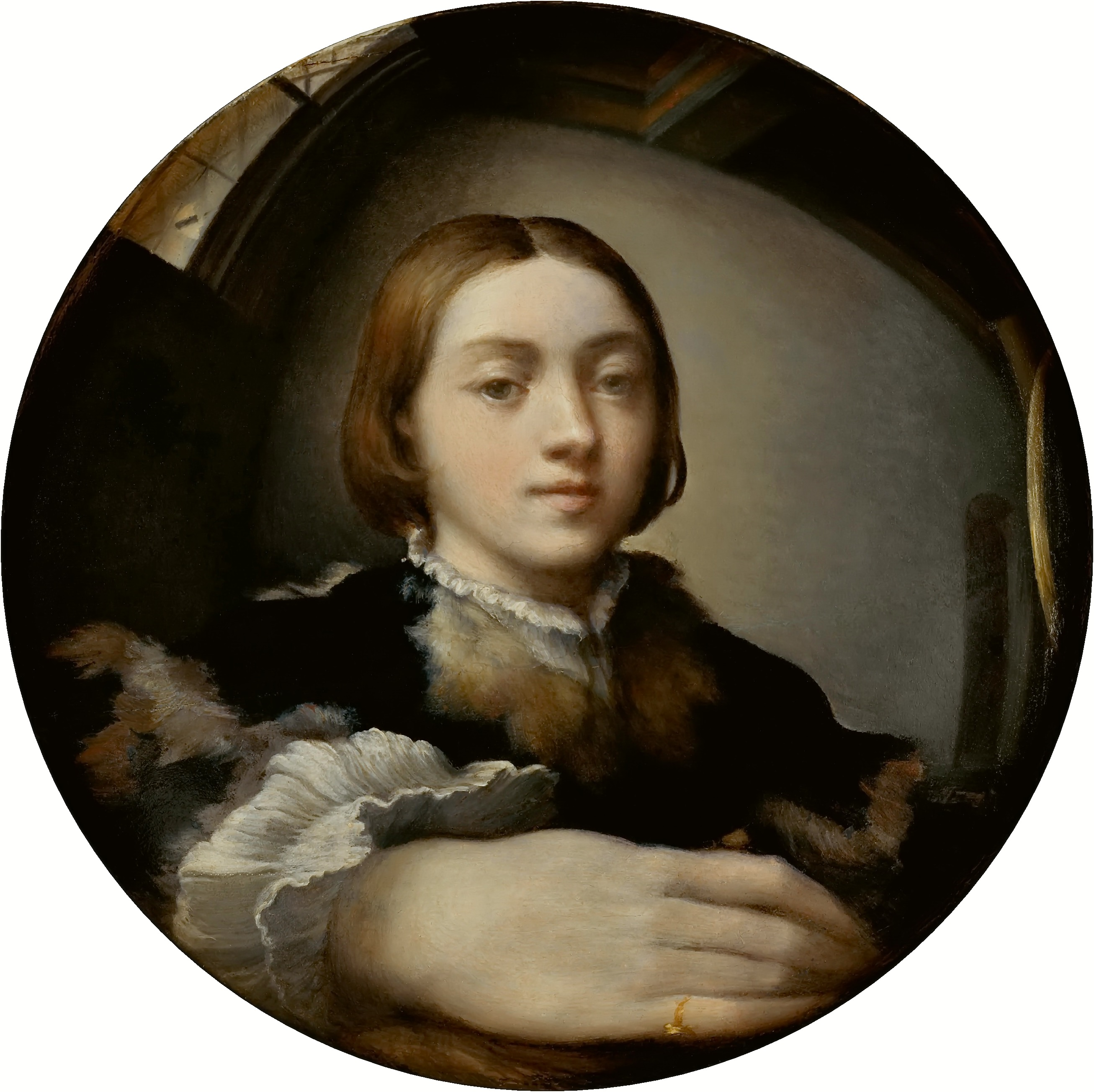
Parmigianino, Autoritratto entro uno specchio convesso (1524 circa, Vienna, Kunsthistorisches Museum)

Un autoritratto è un ritratto che un artista fa di sé stesso.
Pressoché sconosciuto all'arte antica, il genere è andato affermandosi nel periodo medievale, fino a raggiungere completa dignità artistica nel Rinascimento, grazie soprattutto ai pittori italiani e dell'Europa settentrionale. Conobbe nel corso dei secoli diverse formule stilistiche, fra le quali la più nobile è considerata quella dell'autoritratto cosiddetto «autonomo». Fra gli artisti che maggiormente si dedicarono alla raffigurazione delle proprie fattezze vi furono il tedesco Albrecht Dürer e gli olandesi Rembrandt e Van Gogh.
Pur essendo un fenomeno prevalentemente pittorico, non mancano notevoli esempi di autoritratto scultoreo; nel XIX secolo, l'invenzione della fotografia fu occasione della nascita dell'autoritratto fotografico.

## L'autoritratto nell'arte antica
Nell'arte antica mancò una vera e propria tradizione artistica legata all'autoritratto. Non sono infatti considerabili tali alcune raffigurazioni di artisti all'opera rintracciabili in certe pitture egizie o su alcuni vasi greci, trattandosi infatti di immagini corporative equivalenti alla firma dell'artigiano. Significativa in ambito greco è l'informazione data da Plutarco nella Vita di Pericle (e riportata da Cicerone) secondo il quale lo scultore Fidia avrebbe avuto l'«ardire» di ritrarsi in fianco a Pericle tra i personaggi della Battaglia delle Amazzoni scolpita a bassorilievo sullo scudo dell'Atena Promachos nel Partenone: un gesto che sarebbe costato al suo autore una condanna per empietà, alla quale sarebbe seguito il volontario esilio che lo condusse alla morte lontano da Atene. I greci dopotutto disprezzavano il ritratto stesso, e si deve aspettare l'ellenismo per avere una accettazione della rappresentazione fisiognomica in generale.

## Il medioevo e i primi autoritratti ambientati
L'arte medievale vide una prima diffusione dell'autoritratto, ma sempre sotto forma di particolare contestualizzato nell'insieme dell'opera e mai come genere autonomo: si parla in proposito di autoritratti «ambientati» (o «situati»). La funzione di queste raffigurazioni, eseguite a mo' di firma, era semplicemente la certificazione della paternità dell'opera.
Fra le ragioni dell'inesistenza dell'autoritratto come genere artistico a sé stante vi era la scarsa importanza che l'arte medievale attribuiva alla somiglianza fisionomica delle persone raffigurate nei ritratti. Più importanti erano le connotazioni sociali e professionali, a tal punto che solo attraverso di esse era possibile risalire all'identità della persona rappresentata nel ritratto o nell'autoritratto. Soprattutto, nella società medievale l'artista era visto sostanzialmente come un artigiano, privo della caratura culturale della quale avrebbero goduto pittori e scultori dei secoli a venire.

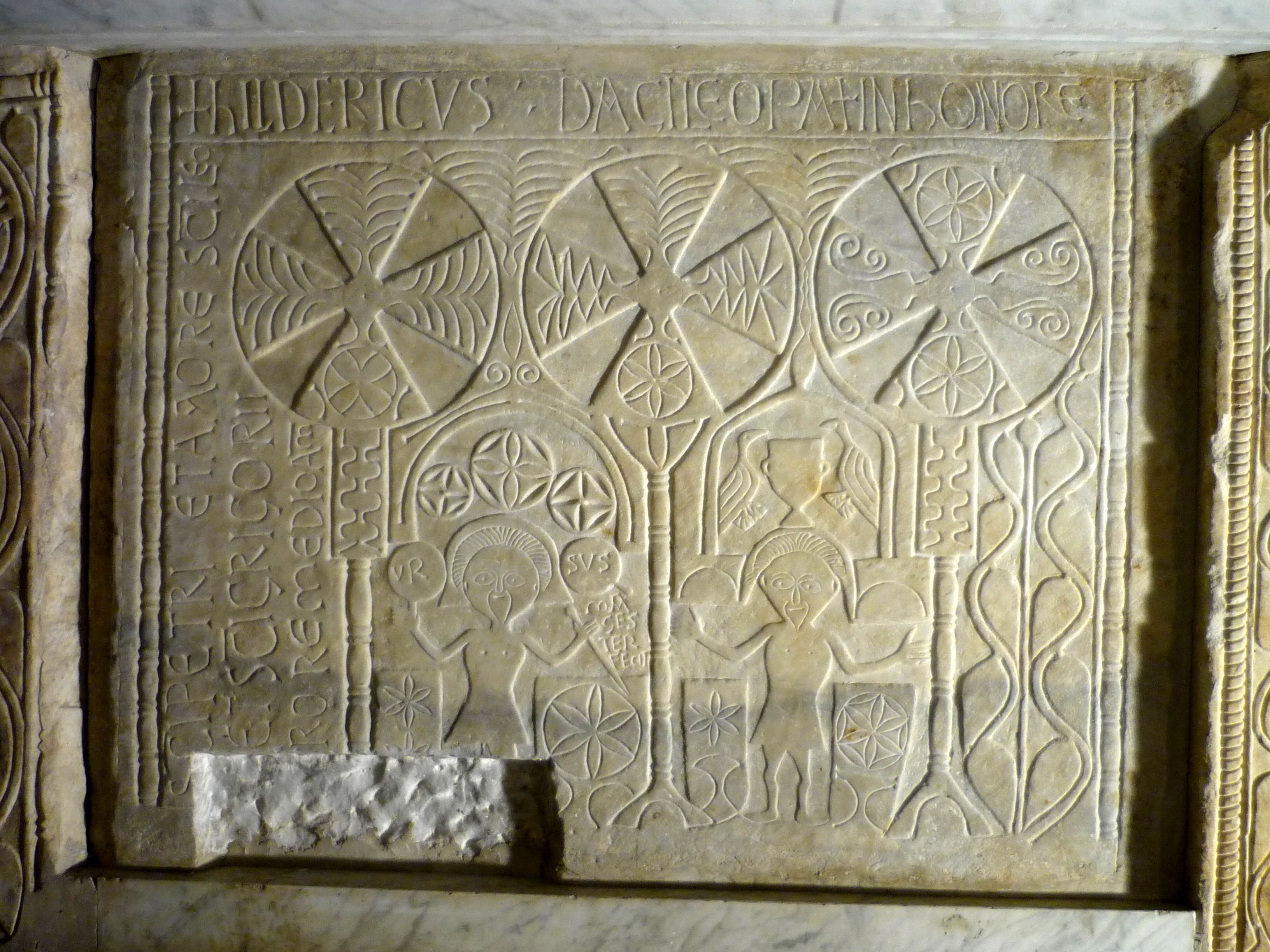
La «lastra di Ursus» a Ferentillo. Nella parte inferiore i ritratti del committente e dello scultore.

In numerosi casi, sempre nell'ambito dell'uso dell'autoritratto come firma, avveniva un accostamento fra l'artigiano e la figura del donatore, rappresentati insieme in atteggiamento di preghiera: è il caso dell'immagine che lo scultore Ursus realizzò di sé e del duca Ulderico tra il 739 e il 740 sull'altare dell'abbazia di San Pietro in Valle a Ferentillo, o di quella dell'orafo Volvinio sull'altare di Sant'Ambrogio nel IX secolo, in cui l'artigiano è addirittura incoronato al pari dell'arcivescovo Angilberto dallo stesso sant'Ambrogio. Talvolta vi era addirittura coincidenza fra le figure del donatore e dell'artigiano, come nel caso di Hugo d'Oignies, orafo e frate converso che donò al suo monastero un manoscritto sulla cui copertina in argento egli si raffigurò nell'atto della donazione. Tendenzialmente, tali fenomeni sono riscontrabili maggiormente nell'arte dell'Europa settentrionale, più che in quella meridionale.
Giorgio Vasari riportò notizia di alcuni autoritratti eseguiti da Giotto (1267-1337): al Castello Nuovo di Napoli il pittore avrebbe realizzato un ciclo raffigurante uomini famosi, inserendo anche il suo volto; a Gaeta «il suo proprio ritratto presso un grande crocifisso» sarebbe stato inserito in alcune scene del Nuovo Testamento, mentre a Firenze si sarebbe ritratto accanto a Dante nella cappella del palazzo del Podestà.

## Il Rinascimento: sviluppo e diversificazione dell'autoritratto
L'epoca rinascimentale vide un notevole sviluppo del genere artistico dell'autoritratto, che mano a mano si diffuse maggiormente e acquisì sempre più dignità artistica autonoma, con episodi notevolissimi e seguaci illustri soprattutto in Italia e nell'Europa del Nord. Tra le cause del nuovo interesse che gli artisti cominciarono a nutrire verso la raffigurazione del proprio volto ve ne furono di tecniche, culturali e sociali.

### Lo sviluppo dell'autoritratto: ragioni tecniche

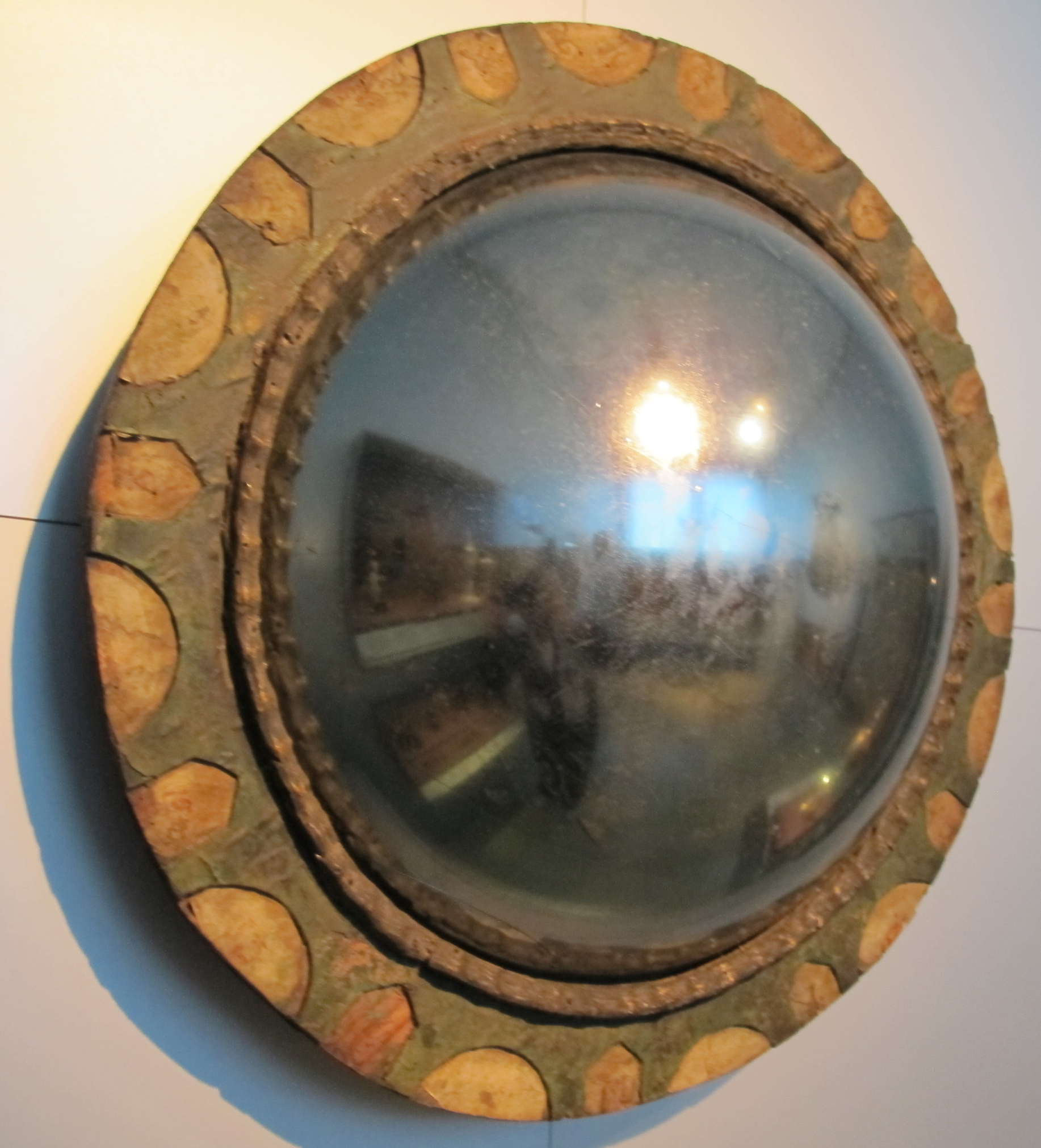
Uno specchio convesso del XVI secolo.

Sul piano tecnico, la diffusione di nuovi materiali e di nuove modalità di stesura del colore (si pensi in particolare alla pittura a olio) resero possibili notevoli miglioramenti nella resa sia disegnativa che coloristica e chiaroscurale dei dipinti. Inoltre, il perfezionamento e la notevole diffusione dello specchio facilitarono il compito dei pittori nell'atto di autoritrarsi, e contribuirono all'imporsi del modello compositivo prevalente, ossia quello caratterizzato dallo sguardo obliquo del soggetto e dalla posa di tre quarti. Tuttavia, va ricordato che solo dal 1516 si cominciarono a produrre a Murano specchi piatti simili a quelli moderni. Sino ad allora erano diffusi specchi convessi, che generavano una distorsione ottica dal centro all'esterno dell'immagine tale da rendere particolarmente difficoltosa l'esatta percezione della propria immagine riflessa e di conseguenza il suo trasferimento sulla tela.

### Ragioni culturali
Significativa fu anche la nascita di una diversa prospettiva culturale: la centralizzazione filosofica del ruolo dell'uomo rispetto al creato, operata dalla cultura umanista, ingenerò un notevole accrescimento nella sensibilità artistica dell'interesse per il volto umano, per i suoi tratti fisionomici e per le sue molteplici espressioni e sfumature con un conseguente incremento nella produzione di ritratti e, di conseguenza, di autoritratti. Questo nuovo tema della pittura rinascimentale - esemplificabile con le parole di Leonardo «farai le figure in tale atto, il quale sia sufficiente a dimostrare ciò che la figura ha nell'animo; altrimenti la tua arte non sarà laudabile» - segnò lo stacco definitivo con l'arte precedente.
L'interesse culturale per la psiche del soggetto raffigurato, e nello specifico dell'artista stesso, assunse durante il Cinquecento connotazioni di natura pseudoscientifica: centrali furono infatti le teorie della fisiognomica elaborate Giovan Paolo Lomazzo e l'importanza che Gerolamo Cardano diede alla magia e all'alchimia come basi metodologiche delle sue ricerche sull'animo umano. Sarà invece nel secolo successivo che il discorso assunse una dimensione più scientifica, nell'accezione moderna della parola.

### Ragioni sociali
Tuttavia l'elemento che più di ogni altro determinò lo sviluppo del fenomeno dell'autoraffigurazione fu di ordine sociale. La figura dell'artista passò infatti da una dimensione meramente tecnico-artigianale ad una più marcatamente creativa e culturale. Per secoli infatti gli artisti subirono la soggezione degli antichi maestri greci e romani, mitizzati dagli scrittori dell'età classica, e si consideravano appartenenti ad una classe sociale artigianale, legata all'applicazione del proprio lavoro manuale e alle conoscenze che questo implicava, più che a doti di ordine intellettuale. 
Tuttavia, a partire dal XIII secolo divennero sempre più frequenti i rapporti culturali e personali fra artisti ed intellettuali, come nel caso di Simone Martini, divenuto amico del Petrarca; di conseguenza sempre più spesso essi cominciarono ad essere citati nelle opere letterarie dell'epoca: Cimabue e Giotto vennero menzionati nella Commedia, Buffalmacco e lo stesso Giotto lo furono nel Decameron. Nel secolo successivo addirittura molti artisti assunsero prestigio anche in campo umanistico o scientifico: Piero della Francesca fu valente matematico, Leon Battista Alberti e Lorenzo Ghiberti furono apprezzati teorici dell'arte, Leonardo da Vinci divenne uno degli scienziati più noti e poliedrici della storia. Il ruolo dell'artista completò così in due secoli una vera e propria «scalata sociale», che lo pose in una posizione di assoluto prestigio culturale. Si diffusero come logiche conseguenze la prassi di firmare i propri lavori, contribuendo ad attirare l'attenzione, oltre che sull'opera, anche sul suo autore, e la considerazione del proprio volto come soggetto degno di attenzione e raffigurazione artistica.

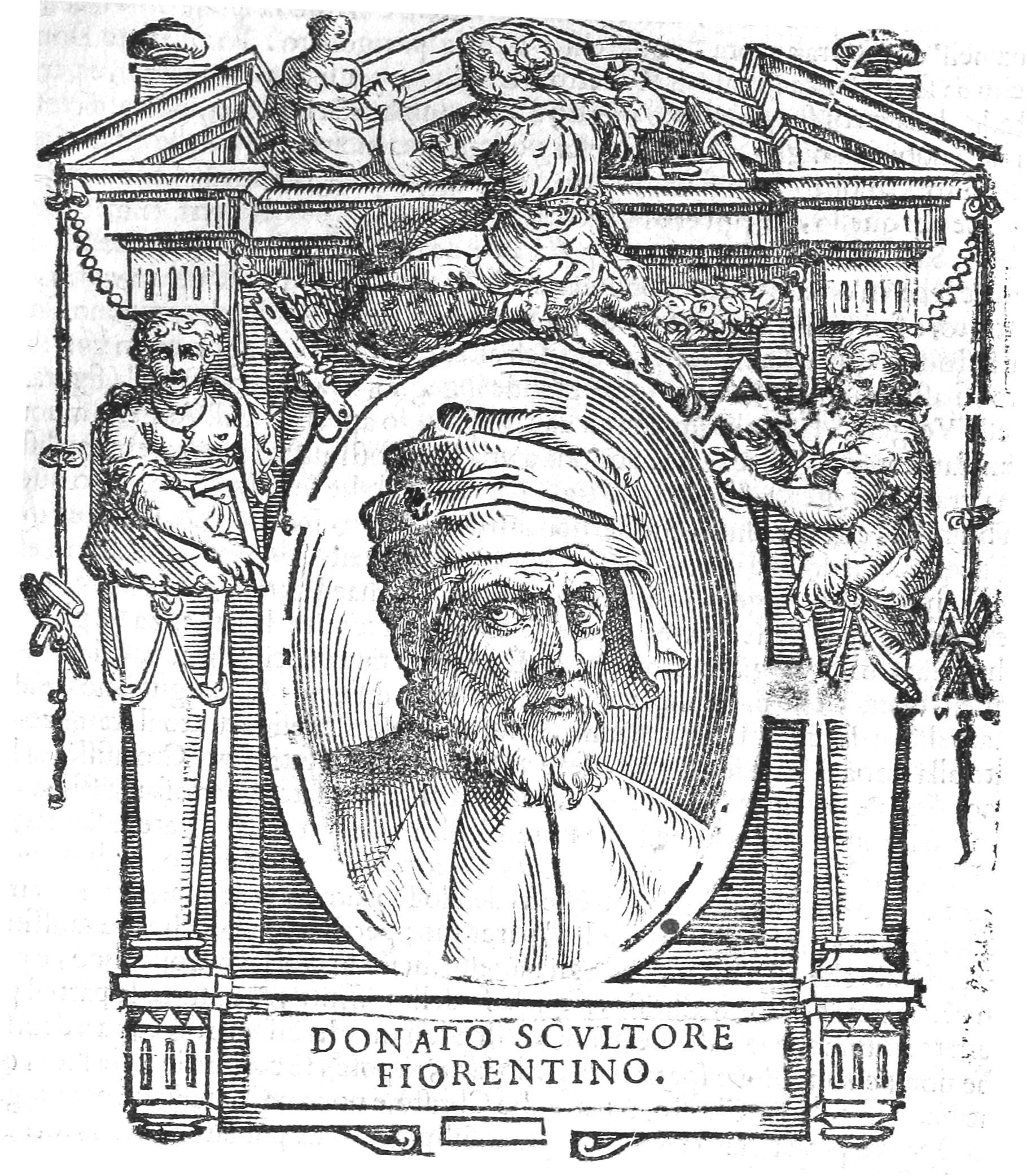
L'effigie di Donatello tratta dalle Vite di Giorgio Vasari.

Così, il processo di emancipazione dell'artista dal suo originario ruolo di artigiano è testimoniato dall'evoluzione che in epoca rinascimentale ebbero gli autoritratti, da timide raffigurazioni del pittore che «si limita a occhieggiare, appartato, ai margini della composizione» (gli autoritratti cosiddetti «ambientati») a genere e soggetto autonomo, «simbolo delle conquiste sociali e intellettuali dell'artista, che sente di poter dare indipendente dignità alla propria immagine, senza doverla più giustificare con l'inserimento ai margini di composizioni complesse».
La figura e il volto dell'artista cominciarono del resto a suscitare interesse anche da parte dei rappresentanti dell'élite culturale del tempo: Vasari ad esempio scrisse le Vite impostandole biograficamente come una sequenza di ritratti, che si preoccupò di approfondire anche da un punto di vista dell'aspetto fisico e caratteriale.

### La diversificazione e la nascita dei principali filoni
Si delinearono così quattro diverse concezioni e linee di sviluppo dell'autoritratto. L'autoritratto «situato» (o «ambientato)», unico tipo di autoritratto praticato dalla tradizione medievale, aprì la strada alla nascita del cosiddetto «criptoritratto». Accanto ad esso nacque la tradizione dell'autoritratto «autonomo», in cui la raffigurazione del pittore è protagonista unica del dipinto, e che sarebbe diventato il principale genere di autoritratto. Si affermarono inoltre gli autoritratti «delegati» (o «simbolici» o «allegorici»), in cui l'artista è rappresentato nei panni di un personaggio storico, sacro o mitologico, coerente ed integrato nella composizione (come anche avviene nei ritratti situati), e quelli «di gruppo», di ambientazione sia familiare che professionale. Quest'ultimo filone tuttavia, pur vantando episodi notevoli anche in epoca rinascimentale, conobbe un pieno sviluppo solo a partire dal XVII secolo.

### Gli autoritratti ambientati
Questo filone, di impostazione ancora tardo-medievale, fu particolarmente in voga nel Quattrocento e nei primi anni del Cinquecento italiano.
Esempi particolarmente noti sono quelli di Piero della Francesca, che si ritrasse in preghiera nel Polittico della Misericordia (1444-64) e dormiente nella Resurrezione (1465), di Filippo Lippi, che si ritrasse nell'Incoronazione della Vergine (1441-47) e nelle Storie della Vergine (1466-69), e di Andrea Mantegna, il cui volto compare nella Presentazione al Tempio (1455) e nel ciclo di affreschi nella Cappella Ovetari: una volta nelle vesti di soldato nel Giudizio di san Giacomo, un'altra volta, probabilmente, nella Predica di san Giacomo, infine in un arcone i cui affreschi furono distrutti da un bombardamento nel corso della seconda guerra mondiale. Numerosi anche gli autoritratti di Ghirlandaio nei suoi cicli di affreschi e in pale come l'Adorazione dei Magi degli Innocenti o l'Adorazione dei pastori Sassetti, in cui diede a un pastore le sue fattezze.

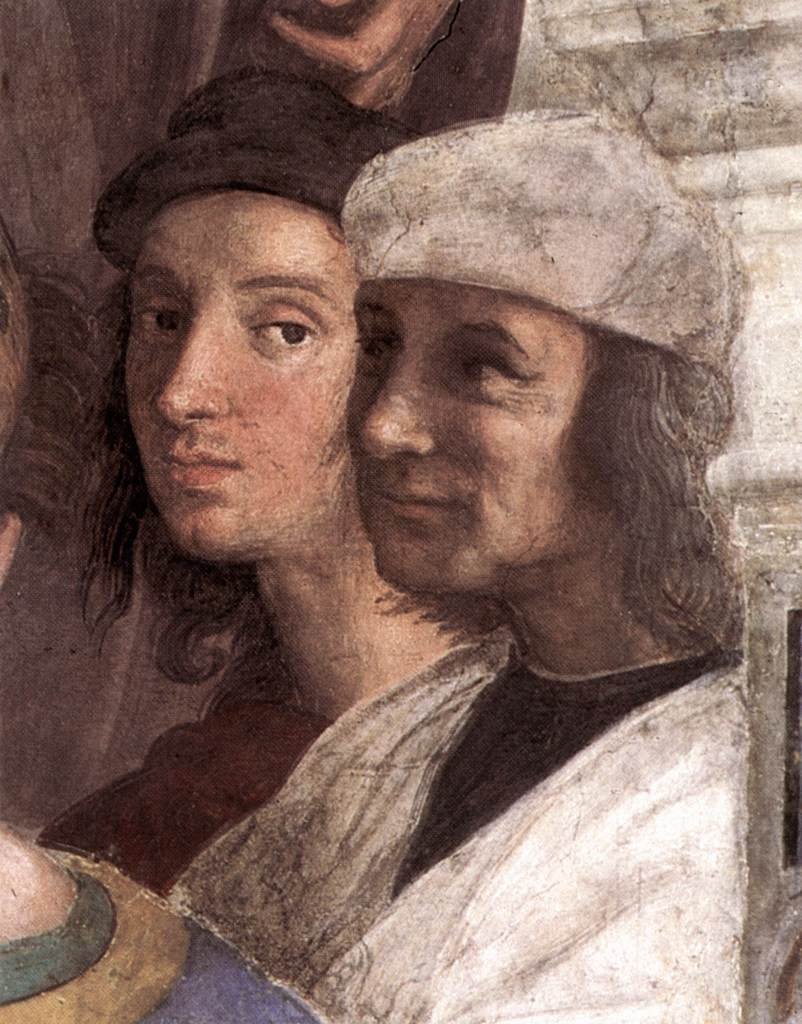
Raffaello, particolare dell'autoritratto nella Scuola di Atene, 1509 (Stanza della Segnatura, Palazzo Pontificio, Città del Vaticano).

Di diversa e più moderna impostazione sono invece gli autoritratti ambientati di Benozzo Gozzoli nella Cappella dei Magi (1459), che per facilitare il riconoscimento scrisse il suo nome sul copricapo, di Masaccio nella Resurrezione del figlio di Teofilo e san Pietro in cattedra (1424-28) e di Filippino Lippi nella Disputa di Simon Mago e crocifissione di san Pietro (1482-85), entrambi nella Cappella Brancacci a Santa Maria del Carmine (Firenze), di Sandro Botticelli nell'Adorazione dei Magi (1475), di Luca Signorelli, ritrattosi in fianco al Beato Angelico, coautore degli affreschi nella Cappella di San Brizio nel Duomo di Orvieto (1499-1502), e di Raffaello nella Scuola di Atene (1509-10).
In questi ultimi dipinti si manifesta infatti un medesimo espediente pittorico, per il quale il volto dell'artista, pur apparendo in punti e circostanze marginali della composizione, si impone alla vista grazie allo stacco netto rispetto all'impostazione narrativa degli altri personaggi e allo sguardo rivolto ad incrociare quello dell'osservatore. Ad una simile soluzione compositiva non sembra estranea la raccomandazione espressa nel 1435 da Leon Battista Alberti nel suo De pictura: l'umanista sottolineò infatti l'importanza di inserire nella scena «uno viso di qualche conosciuto e degno uomo che ritrarrà tutti gli occhi di chi la storia riguardi». Sul piano emotivo, incrociare lo sguardo dell'artista rappresenta al contempo per l'osservatore «un momento molto emozionante e coinvolgente, un prezioso contatto personale con l'opera d'arte». Ad ogni modo, l'espediente era ancora una volta suggerito e facilitato dal procedimento realizzativo, basato sull'uso dello specchio.
In particolare, nell'autoritratto raffaelliano l'inserimento del proprio volto fra quello dei filosofi ateniesi ha inoltre un preciso significato ideologico: «in tal modo gli artisti vengono a far parte della cerchia dei dotti, e le arti plastiche, considerate "meccaniche", assurgono allo stesso piano delle "arti liberali", rivelando così una nuova, più orgogliosa e consapevole affermazione della dignità intellettuale del lavoro artistico [che] quindi non si limita alla sola traduzione in forme visibili, ma sottende un lavoro mentale una ricerca dell'"idea"». Si tratta in altre parole del compimento della presa di consapevolezza del ruolo culturale dell'artista, cominciata a partire dal tardo medioevo, di cui l'autoritratto è stato un potente mezzo espressivo.

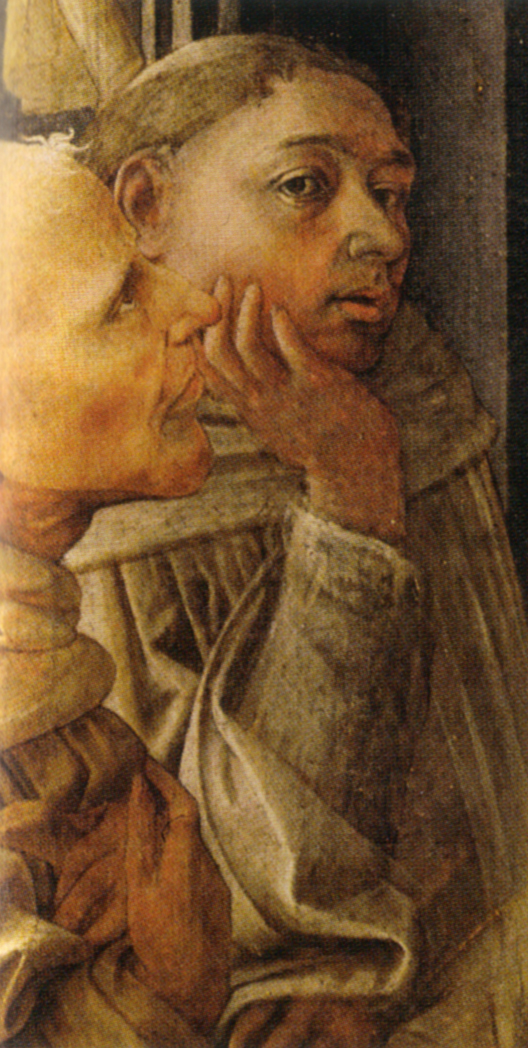
Filippo Lippi, particolare dell'autoritratto nell'Incoronazione della Vergine, 1441-47 (Firenze, Uffizi)
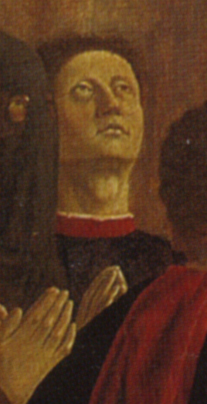
Piero della Francesca, particolare dell'autoritratto nel Polittico della Misericordia, 1444-64 (Sansepolcro, Museo civico)
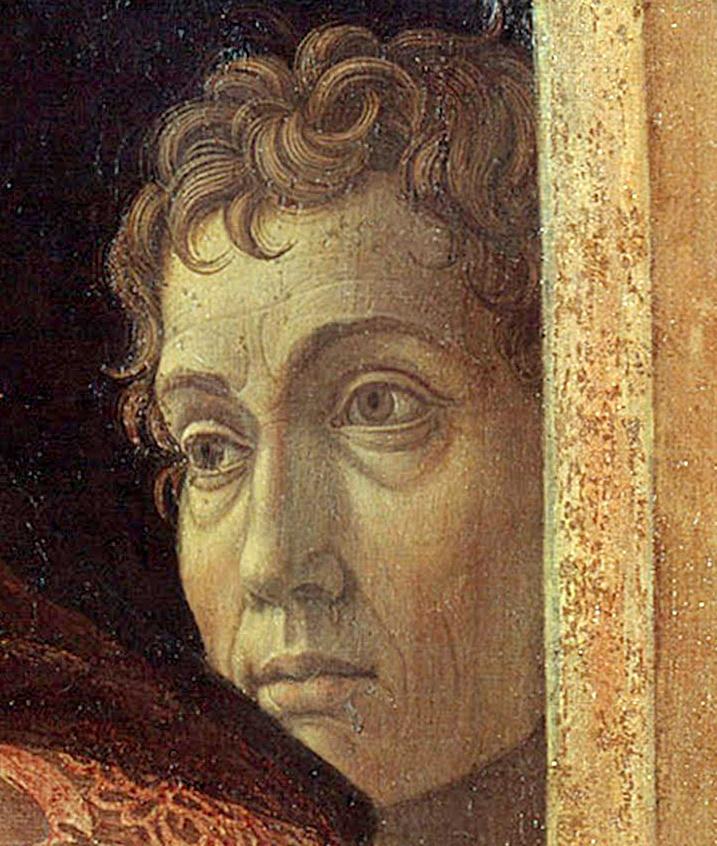
Andrea Mantegna, particolare dell'autoritratto nella Presentazione al Tempio, 1455 (Berlino, Gemäldegalerie)
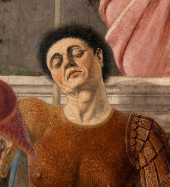
Piero della Francesca, particolare dell'autoritratto nella Resurrezione, 1465 (Sansepolcro, Museo civico)
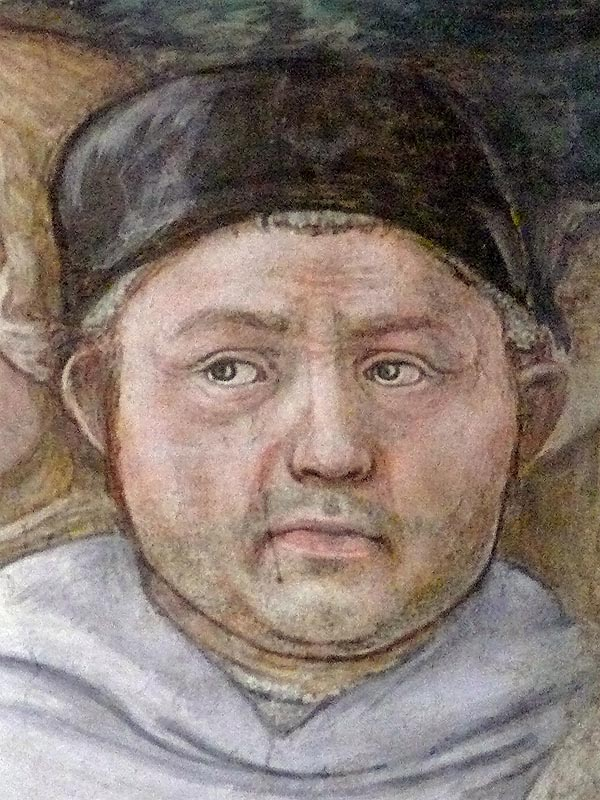
Filippo Lippi, particolare dell'autoritratto nelle Storie della Vergine, 1466-69 (Spoleto, Duomo)
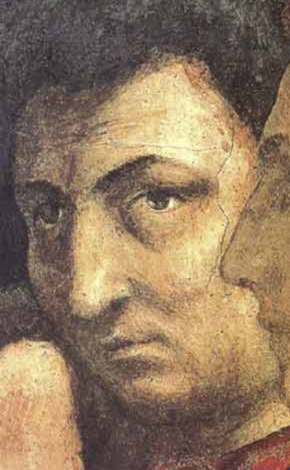
Masaccio, particolare dell'autoritratto nella Resurrezione del figlio di Teofilo e san Pietro in cattedra, 1424-28 (Firenze, Santa Maria del Carmine, Cappella Brancacci)
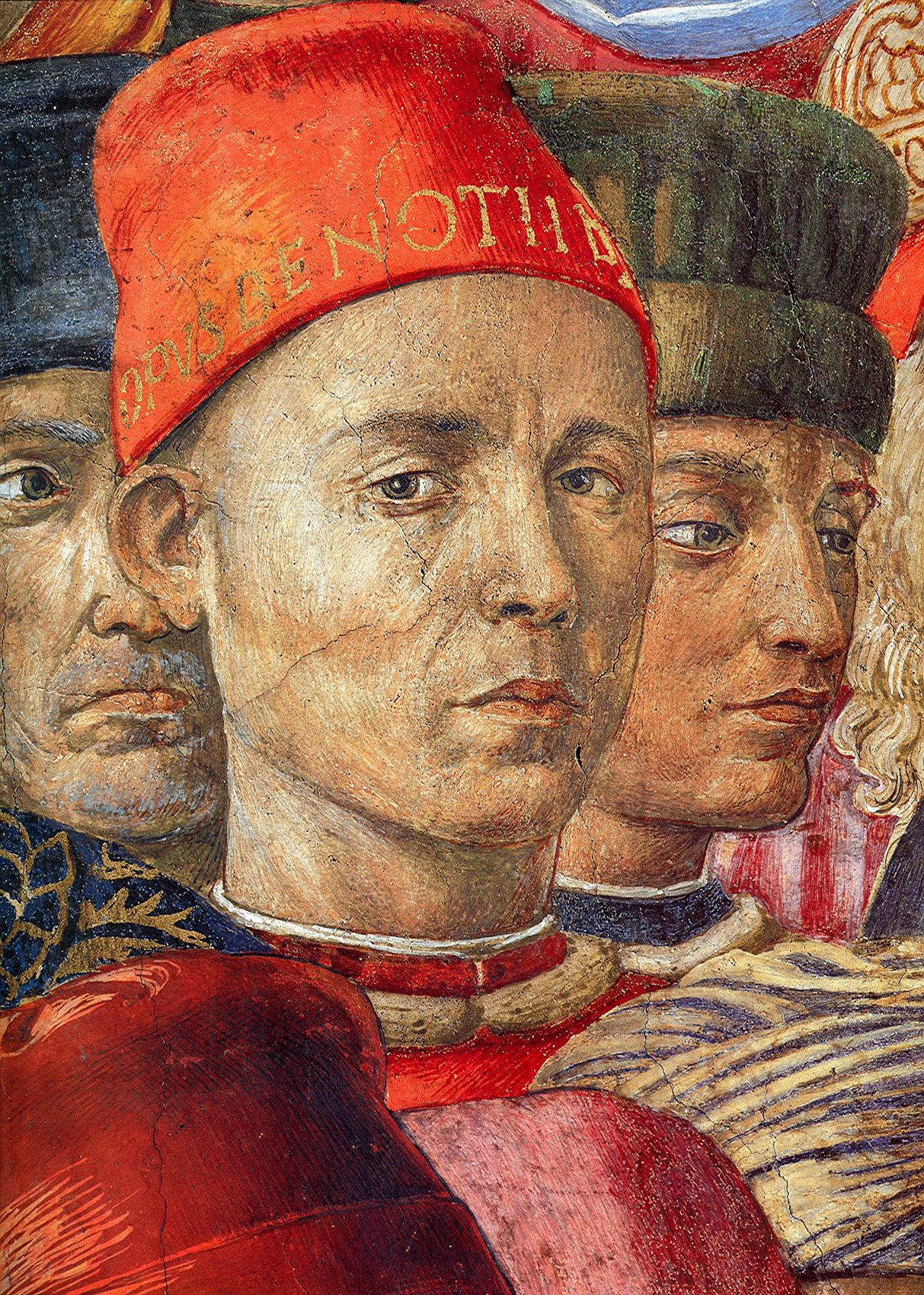
Benozzo Gozzoli, particolare dell'autoritratto negli affreschi della Cappella dei Magi, 1459 (Firenze, Palazzo Medici Riccardi)
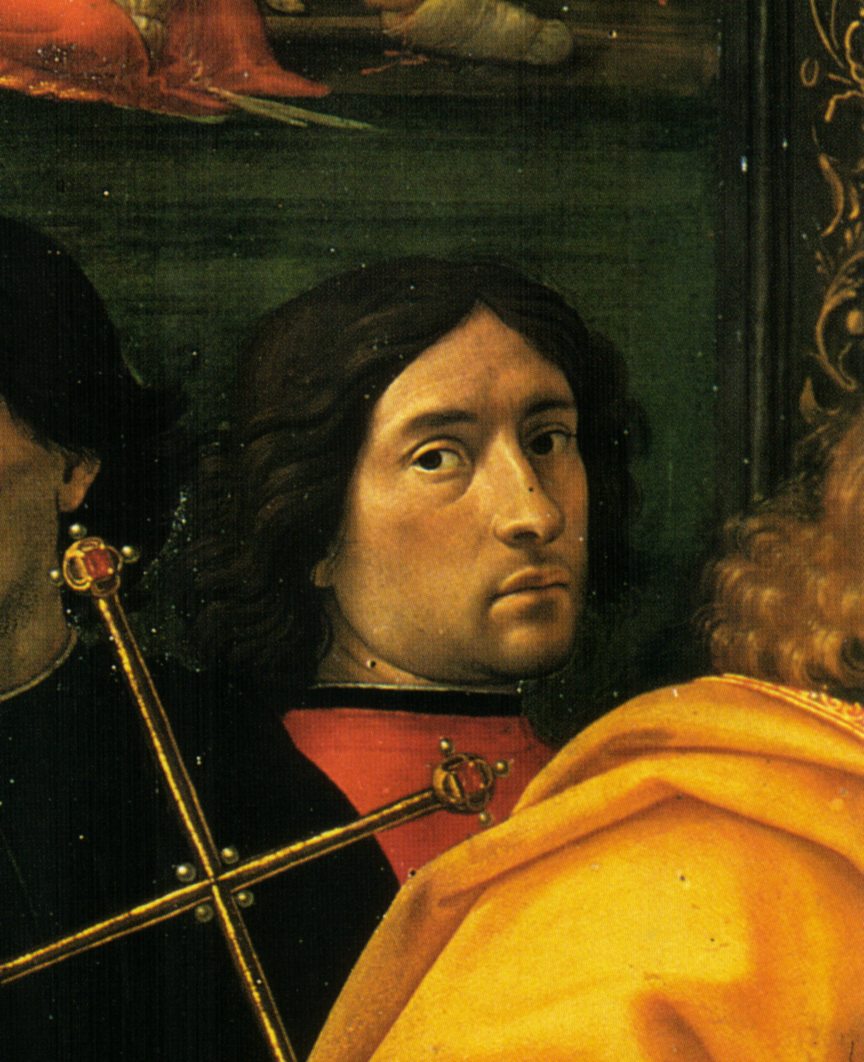
Domenico Ghirlandaio, ' particolare dell'autoritratto nell'Adorazione dei Magi degli Innocenti, 1485-88 (Firenze, Galleria dello Spedale degli Innocenti)
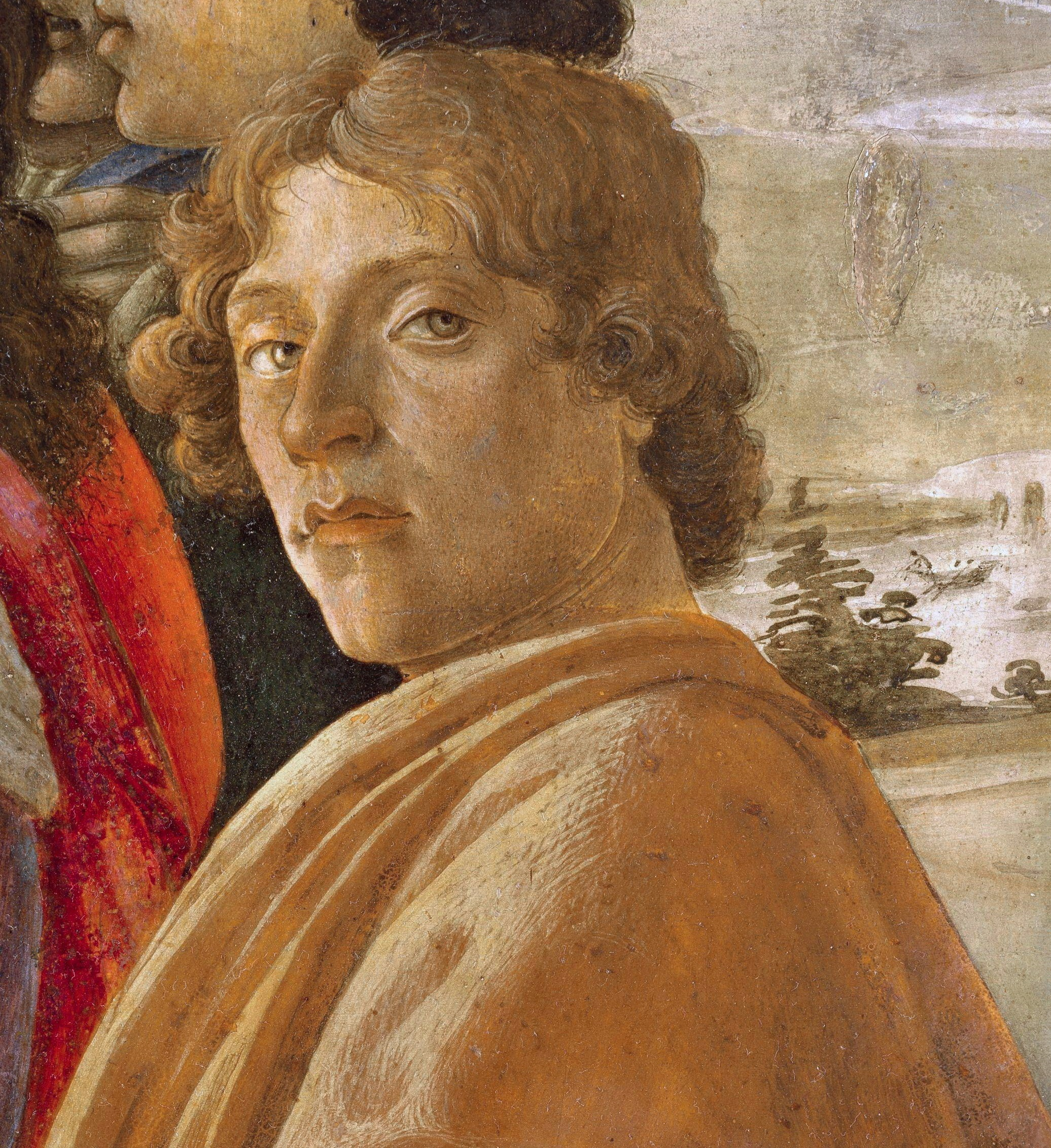
Sandro Botticelli, particolare dell'autoritratto nell'Adorazione dei Magi, 1475 (Firenze, Uffizi)
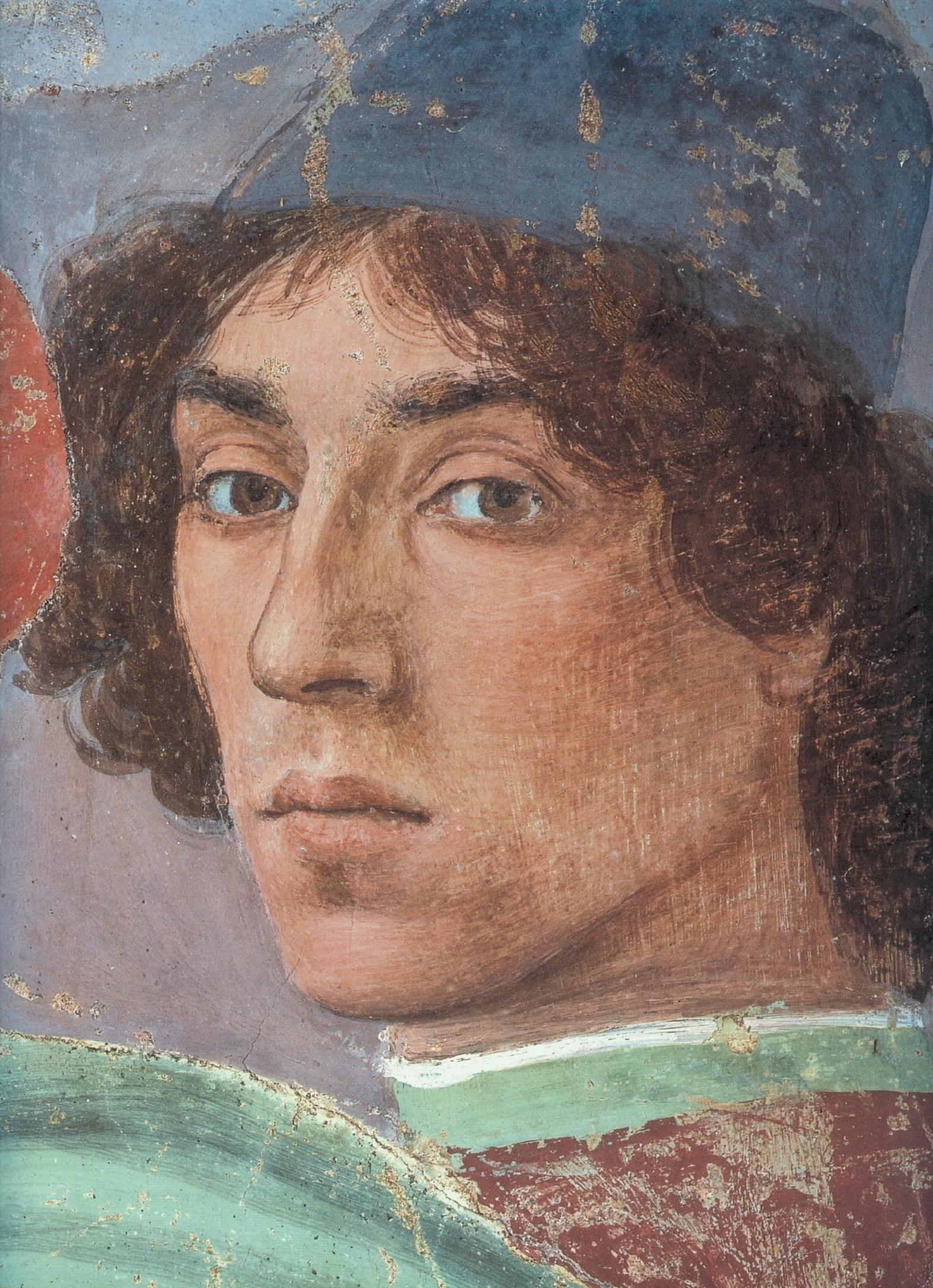
Filippino Lippi, particolare dell'autoritratto nella Disputa di Simon Mago e crocifissione di san Pietro, 1481-82 (Firenze, Santa Maria del Carmine, Cappella Brancacci)
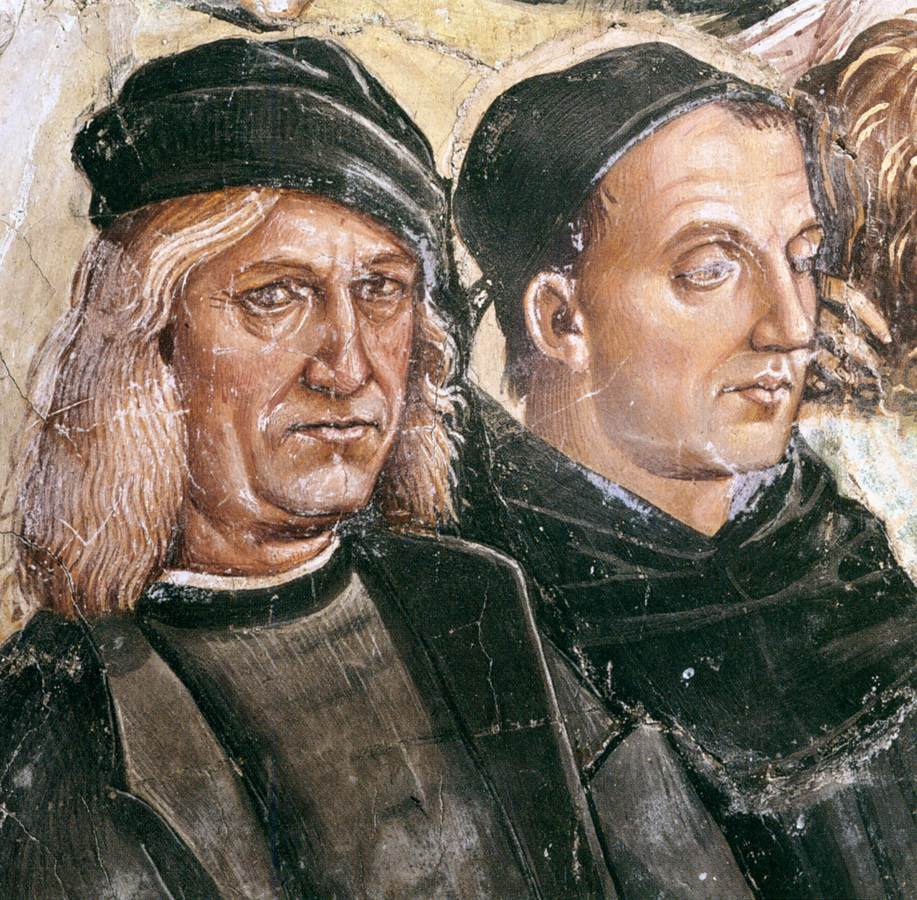
Luca Signorelli, particolare dell'autoritratto (a sinistra, in fianco al ritratto del Beato Angelico) negli affreschi della Cappella di San Brizio, 1499-1502 (Orvieto, Duomo)
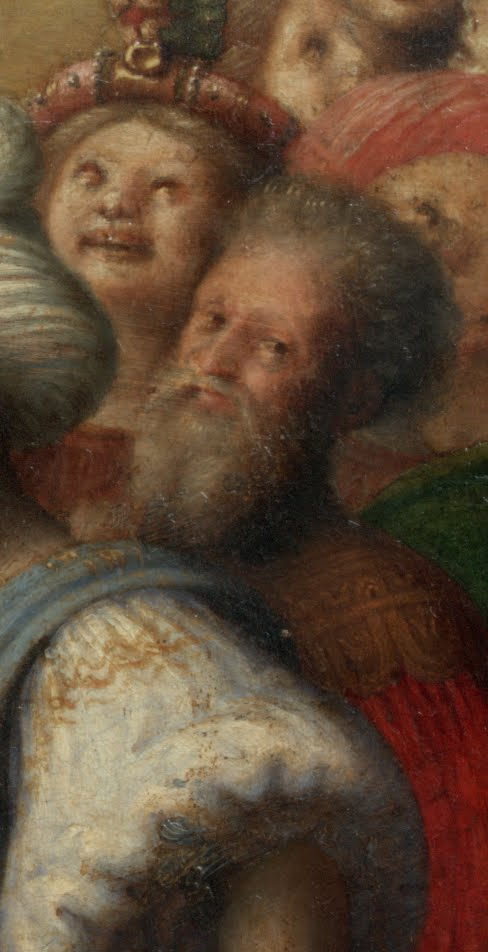
Piero di Cosimo, particolare dell'autoritratto nella Liberazione di Andromeda, 1510-13 circa (Firenze, Uffizi)
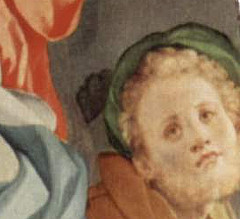
Pontormo, particolare dell'autoritratto nella Deposizione, 1526-28 circa (Firenze, cappella Capponi, Santa Felicita)

### L'autoritratto fra ambientazione e autonomia
Nei primissimi anni del XVI secolo si collocano due autoritratti, ugualmente sperimentali e particolarmente curiosi, in quanto ibridi fra raffigurazione situata e autonoma e per questo testimoni del graduale passaggio dall'una all'altra soluzione concettuale: si tratta di due quadri, provvisti di cornici e targhe commemorative, raffiguranti i volti del Perugino e del Pinturicchio, che i due artisti affrescarono a mo' di trompe-l'œil nei cicli decorativi, rispettivamente, della Sala delle Udienze del Collegio del Cambio a Perugia (1502) e della Cappella Baglioni nella Collegiata di Santa Maria Maggiore a Spello (1501).
Più tardi, l'espediente venne ripreso da Annibale Carracci in un Autoritratto su cavalletto (1605).

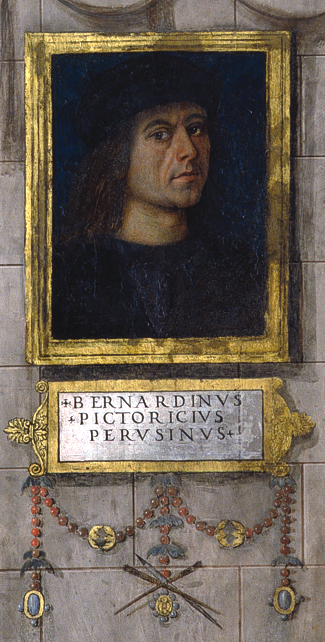
Pinturicchio, particolare dell'autoritratto negli affreschi della Cappella Baglioni, 1501 (Spello, Collegiata di Santa Maria Maggiore)
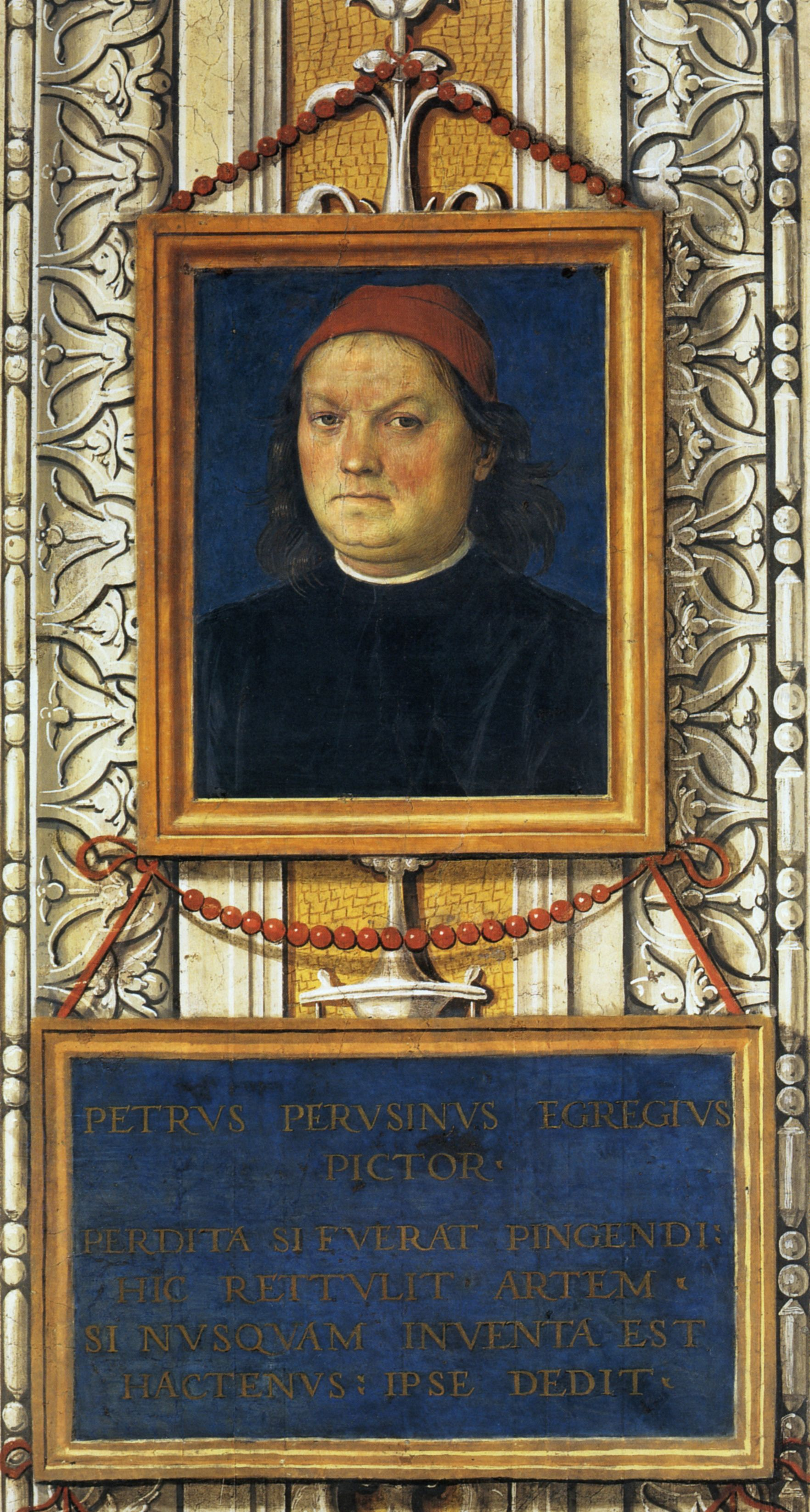
Perugino, particolare dell'autoritratto negli affreschi della Sala delle udienze, 1502 (Perugia, Collegio del Cambio)
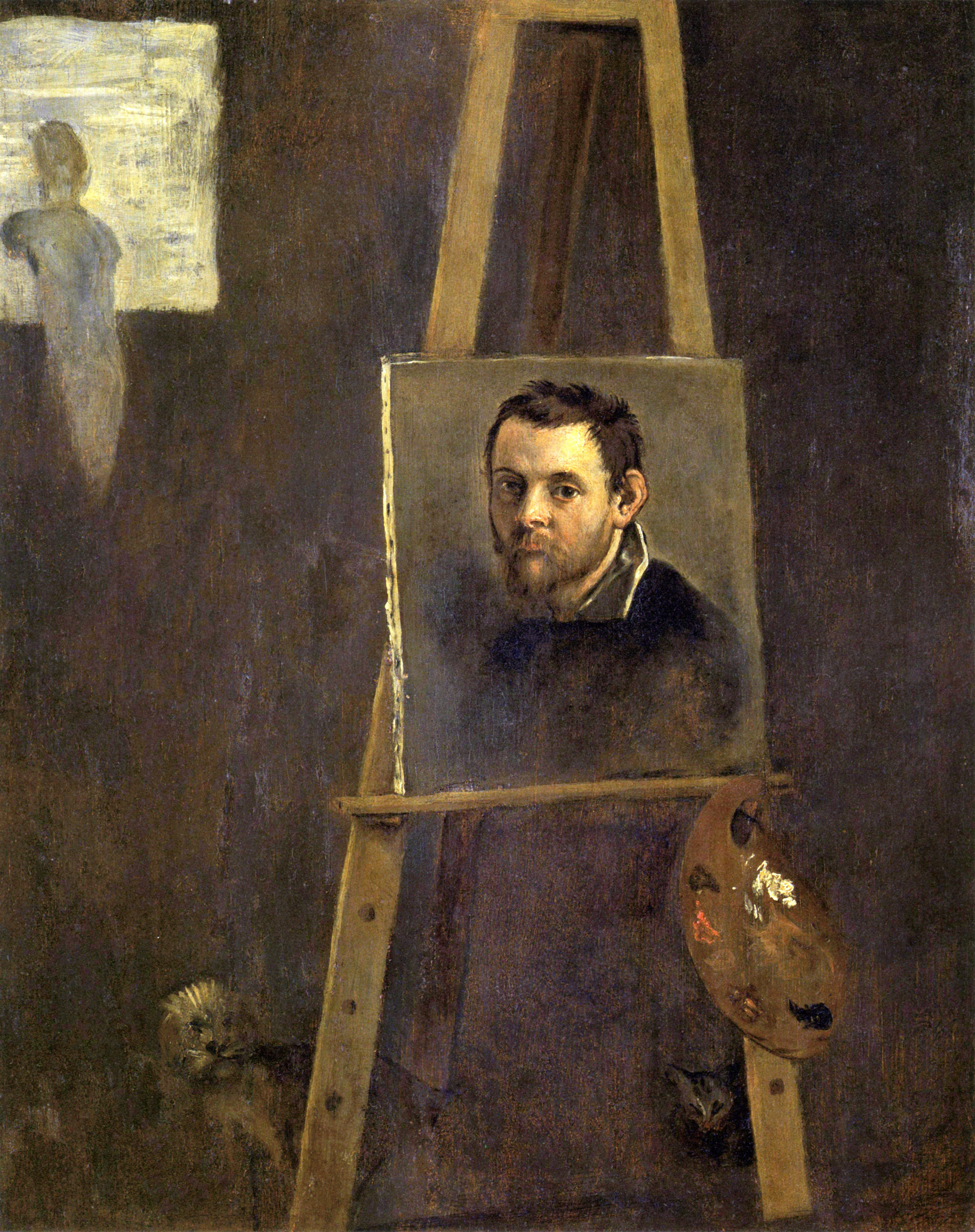
Annibale Carracci, Autoritratto su cavalletto, 1605 (Firenze, Uffizi)

### Gli autoritratti autonomi: sviluppo concettuale e sperimentazioni tecniche

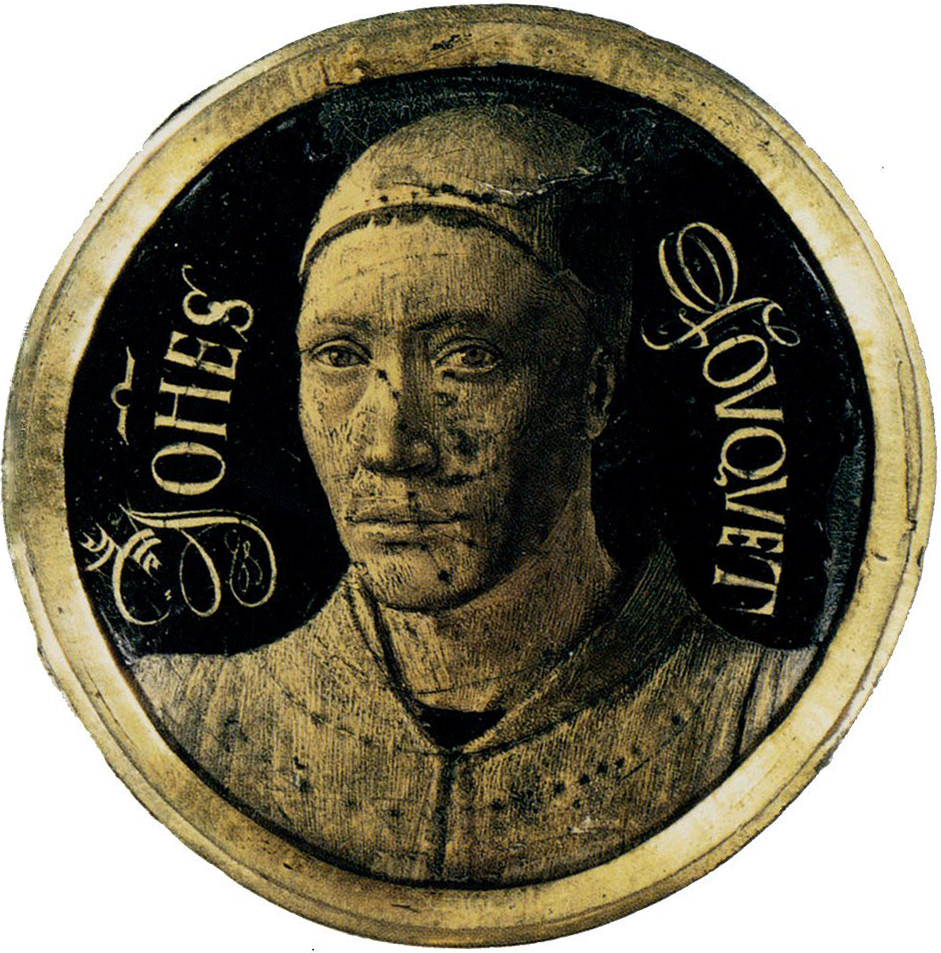
L'Autoritratto di Jean Fouquet, 1450 (Parigi, Louvre), considerato il primo autoritratto autonomo nella storia dell'arte.

Accanto al genere «ambientato», la seconda metà del Quattrocento e tutto il secolo successivo videro, con il rapido rafforzarsi del prestigio sociale degli artisti, un notevole sviluppo dell'autoritratto come genere autonomo, nel quale l'artista si poneva come protagonista assoluto della composizione: si tratta senza dubbio del filone destinato a incontrare maggior successo e a diventare predominante nei secoli successivi, nonché punto di arrivo del processo di codificazione dell'autoraffigurazione medievale e rinascimentale.
L'autonomia del genere venne probabilmente inaugurata da un medaglione di Jean Fouquet conservato al Museo del Louvre, datato 1450 e di conseguenza considerato il primo autoritratto autonomo della storia. Tuttavia, è stato ipotizzato che la persona raffigurata nel celebre Ritratto di uomo con turbante rosso (1433) di Jan Van Eyck sia proprio il pittore stesso: in questo modo la nascita dell'autoritratto come genere autonomo sarebbe anticipata di circa venti anni.
Molto spesso l'autoritratto veniva concepito ed eseguito con finalità di ostentazione del proprio ruolo sociale e culturale. Celebre a questo proposito è l'Autoritratto di Berlino di Tiziano, dipinto tra il 1560 e il 1565, in cui l'artista, ormai anziano ed affermato, si ritrasse ancora vigoroso e con al collo la vistosa catena d'oro, insegna del titolo di Conte Palatino conferitogli da Carlo V nel 1533. Di tutt'altra resa psicologica è invece il celebre Autoritratto di Raffaello, nel quale l'urbinate dà di sé un'immagine delicata e quasi effemminata, in modo non dissimile da quanto fece pochi anni dopo ne La scuola di Atene, ma presa quasi di spalle, con una soluzione compositiva ancora più moderna.

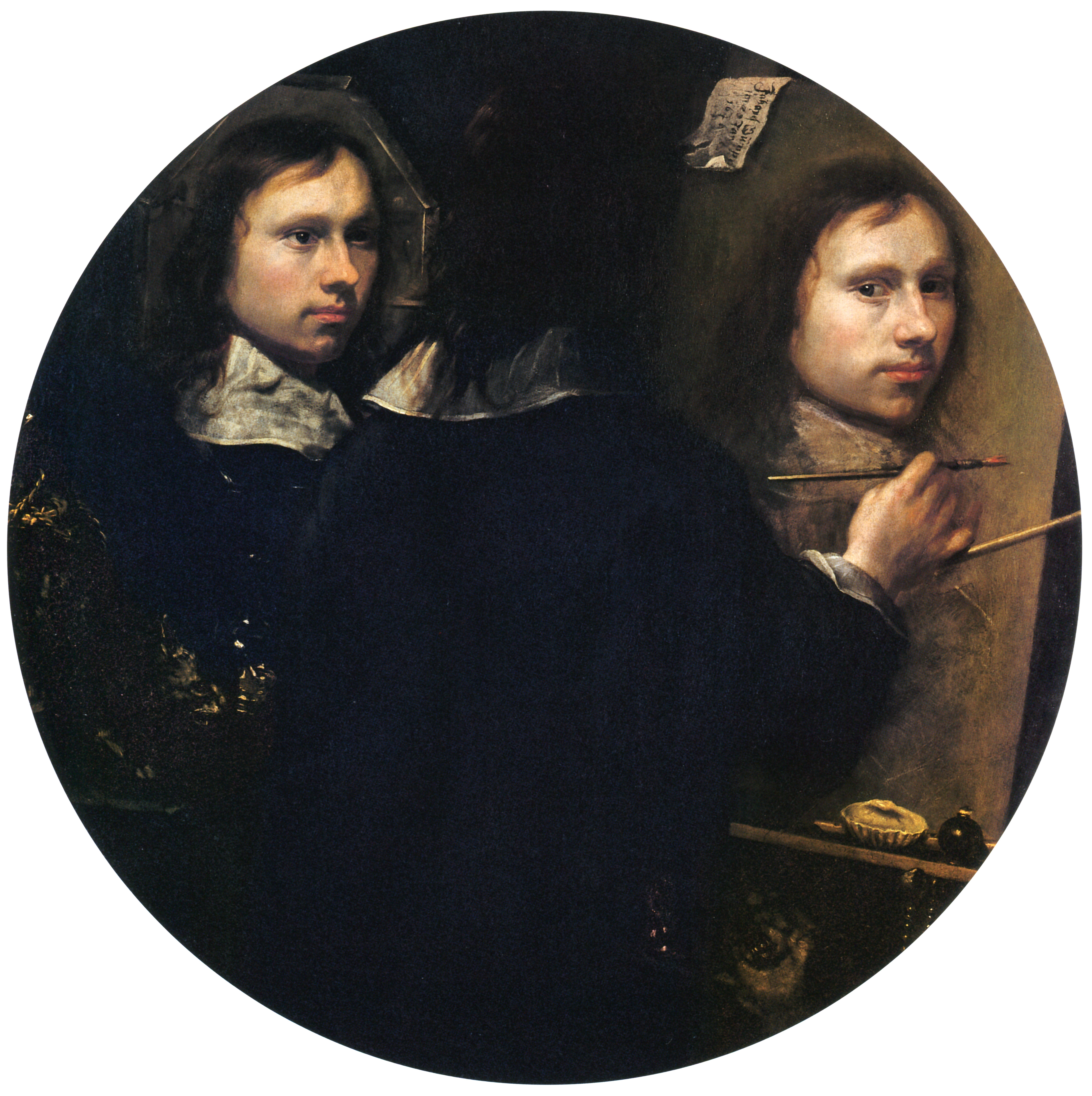
Johannes Gumpp, Autoritratto, 1646 (Firenze, Uffizi)

Infatti, sul piano tecnico, l'impostazione tipica dei ritratti ambientati, secondo la quale il pittore si raffigurava nell'atto di compiere una leggera torsione del volto rispetto al busto e le ricerche quattro-cinquecentesche sugli effetti volumetrici delle figure, nate nel contesto della disputa sul «primato delle arti» che contrappose scultori e pittori, e nelle quali primeggiarono fra i secondi Leonardo e Giorgione, aprirono la strada a quella che divenne una delle sperimentazioni più ardite nella pittura rinascimentale, quella finalizzata agli effetti volumetrici, se non addirittura tridimensionali, dei ritratti e degli autoritratti. Generalmente l'effetto veniva ricreato accentuando la torsione del corpo, come ad esempio, oltre che nello stesso autoritratto di Raffaello, nell'Autoritratto come David (1509-10) e nell'Autoritratto di Budapest (1510) di Giorgione, a volte spingendo l'effetto fino a creare autoritratti quasi di spalle, come nel caso del Giovane con pelliccia di Palma il Vecchio (1509-10), grandemente lodato dal Vasari. 

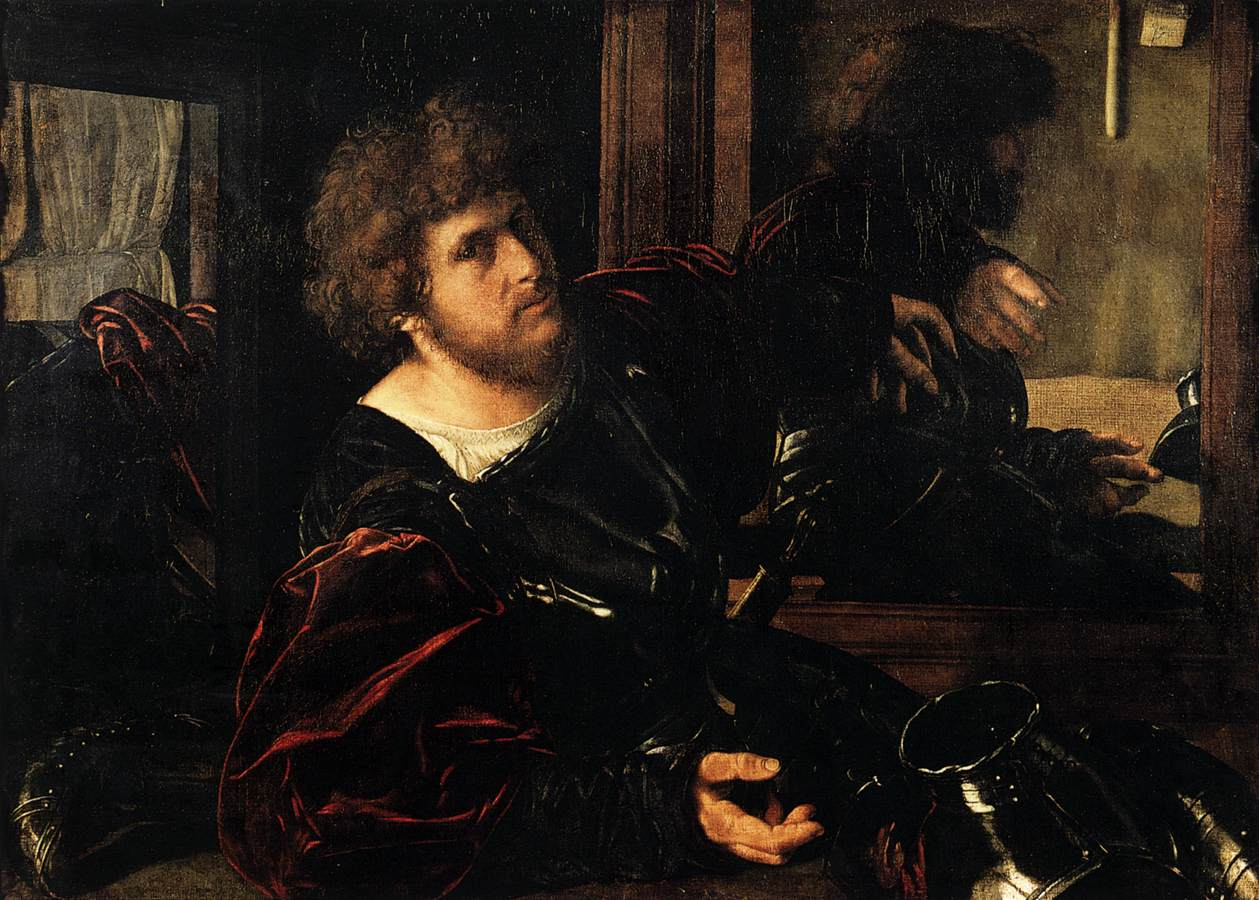
Giovanni Girolamo Savoldo, Ritratto di Gaston de Foix, 1529 (Parigi, Louvre)

In alcuni casi, specialmente in ambito veneto, si puntò invece ad una vera e propria tridimensionalità e per raggiungerla si arrivò a scomporre l'immagine attraverso elaborati giochi di specchi, sulla scorta di quanto già sperimentato proprio da Giorgione in un dipinto perduto, nel quale un cavaliere era raffigurato nell'atto di togliersi l'armatura in riva ad un ruscello, le cui acque riflettevano l'immagine da altri punti di vista, dando all'osservatore la possibilità di guardare il soggetto da diverse angolature. In fatto di autoritratti, il caso forse più celebre è quello del Ritratto di Gaston de Foix del Savoldo (1529), che potrebbe in realtà essere più verosimilmente un autoritratto: il soggetto è ritratto di tre quarti, come da tradizione, ma la sua immagine è visibile anche da dietro, da ben due diverse angolature, per mezzo dei due specchi presenti nella scena. I giochi di specchi furono portati a conseguenze ancora più fantasione nel secolo successivo dall'Autoritratto  di Johannes Gumpp (1646), in cui il pittore si raffigurò di spalle nell'atto di guardare il suo volto allo specchio e di riprodurlo contestualmente sulla tela, mostrandosi «a destra come ricordo della sua immagine riflessa nello specchio, a sinistra come egli stesso si vede riflesso e al centro come pensa di essere visto dagli altri [...] a ricordare che ogni "copia" del reale non può essere considerata il suo "doppio" quanto piuttosto il ricordo del modello», in una sorta di triplice dialogo tra finzione e realtà.

### Il criptoritratto e l'autoritratto delegato

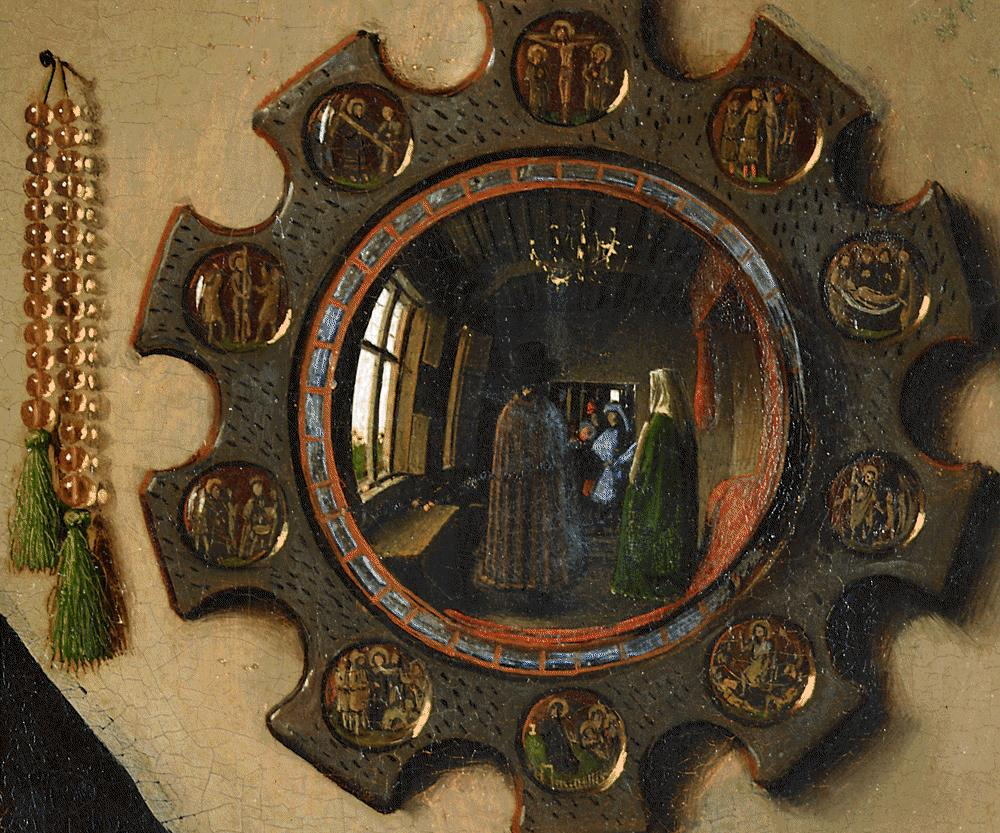
Jan van Eyck, particolare del Ritratto dei coniugi Arnolfini, 1434 (Londra, National Gallery)

I filoni del criptoritratto e dell'autoritratto delegato ebbero particolarmente successo in contesto fiammingo. Il primo ebbe come più noto esponente Jan van Eyck, il quale si ritrasse nell'immagine riflessa dello specchio nel Ritratto dei coniugi Arnolfini (1434) e nei riflessi dello scudo di san Giorgio nella Madonna del canonico Van der Paele (1436). Analoga sperimentazione fu ripresa nel 1625 dall'olandese Pieter Claesz nella sua Vanità (o Natura morta con ritratto).
In ambito italiano sono celebri anche i due inserimenti del proprio volto che Andrea Mantegna fece nella decorazione della Camera degli sposi nel Castello di San Giorgio a Mantova. Oltre ad una targa dedicatoria firmata, egli infatti mimetizzò il suo ritratto in grisaille fra il fogliame decorativo di un pilastro dipinto a trompe-l'œil e in una nuvola del cielo nell'oculo affrescato sul soffitto.
L'autoritratto delegato fu reso particolarmente noto da Rogier van der Weyden, che si ritrasse nei panni di san Luca nel dipinto San Luca dipinge il ritratto della Vergine (1435-38), ed ebbe seguaci come Dirk Bouts, Jan Gossaert e Lancelot Blondeel (1498-1561).

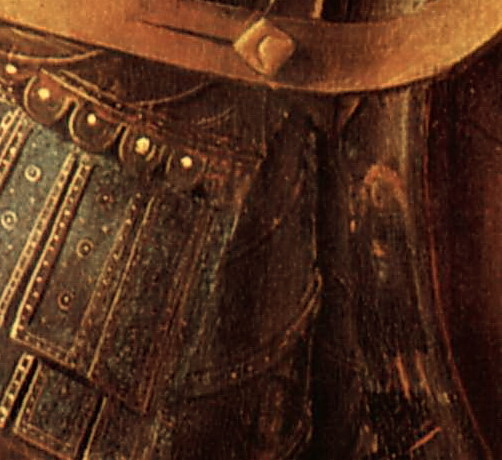
Jan van Eyck, particolare con autoritratto riflesso nell'armatura della Madonna del canonico Van der Paele, 1436 (Bruges, Groeningemuseum)
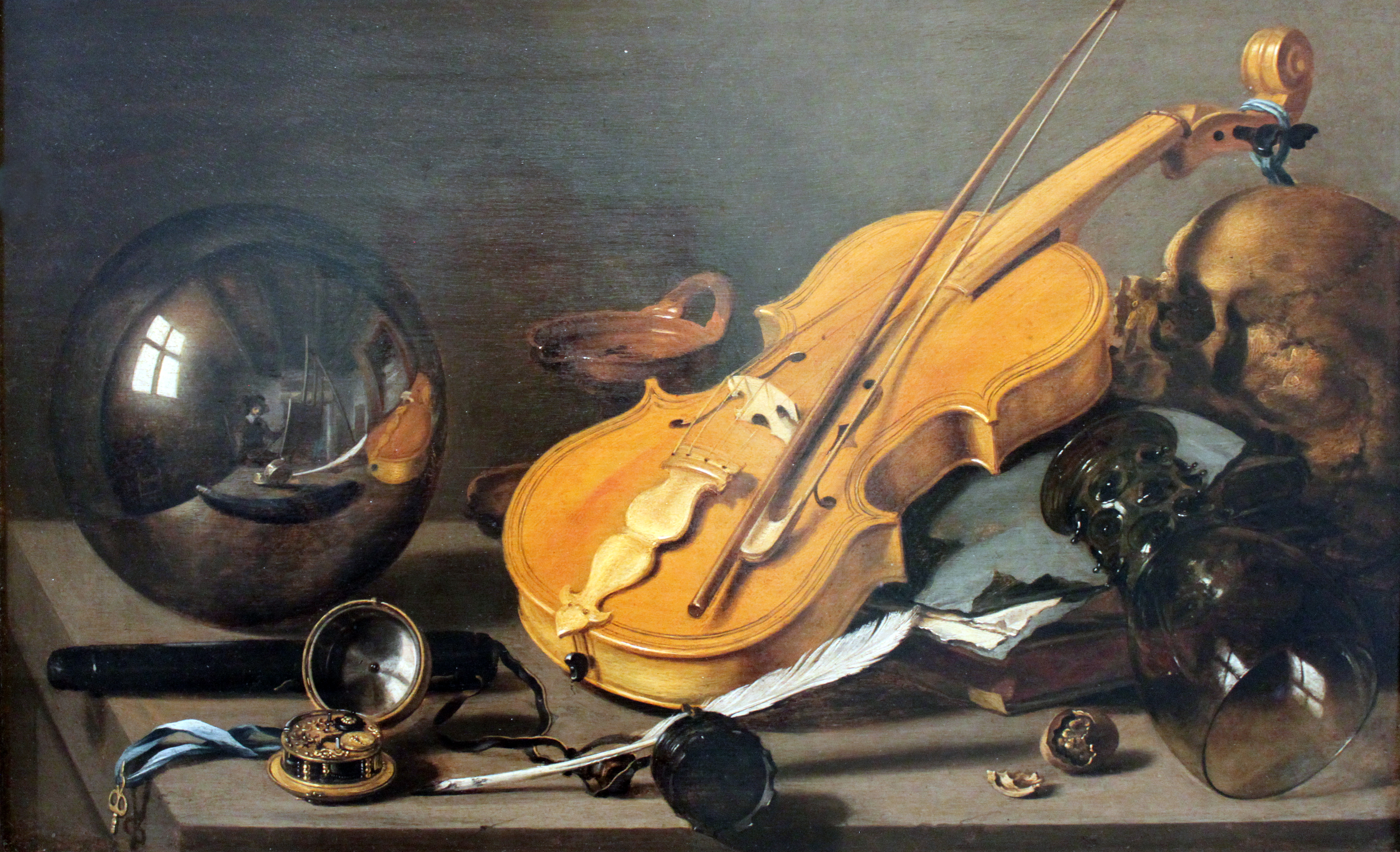
Pieter Claesz, Vanità, 1628 (Norimberga, Germanisches Nationalmuseum)
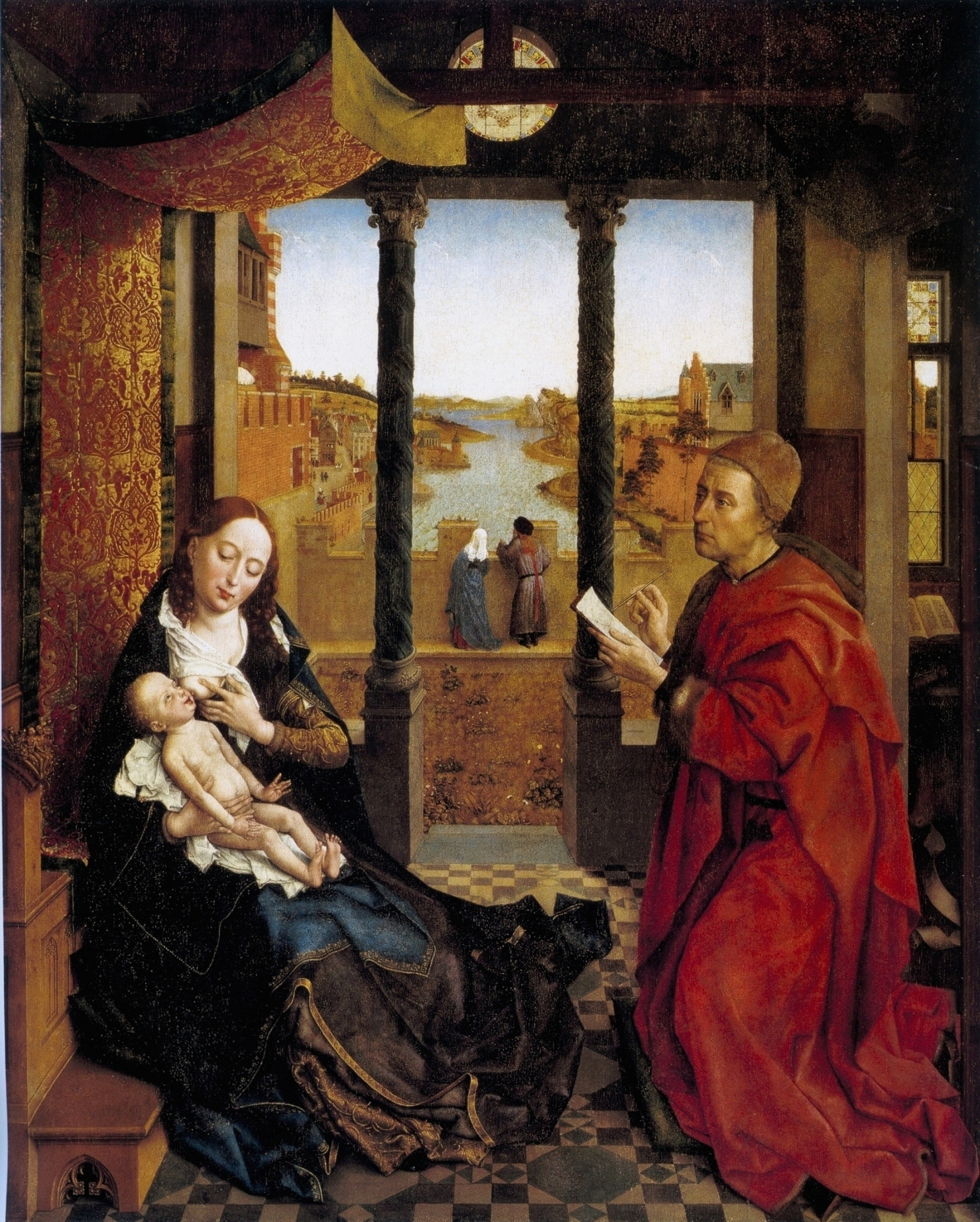
Rogier van der Weyden, San Luca dipinge il ritratto della Vergine, 1435-38 (Boston, Museum of fine arts)
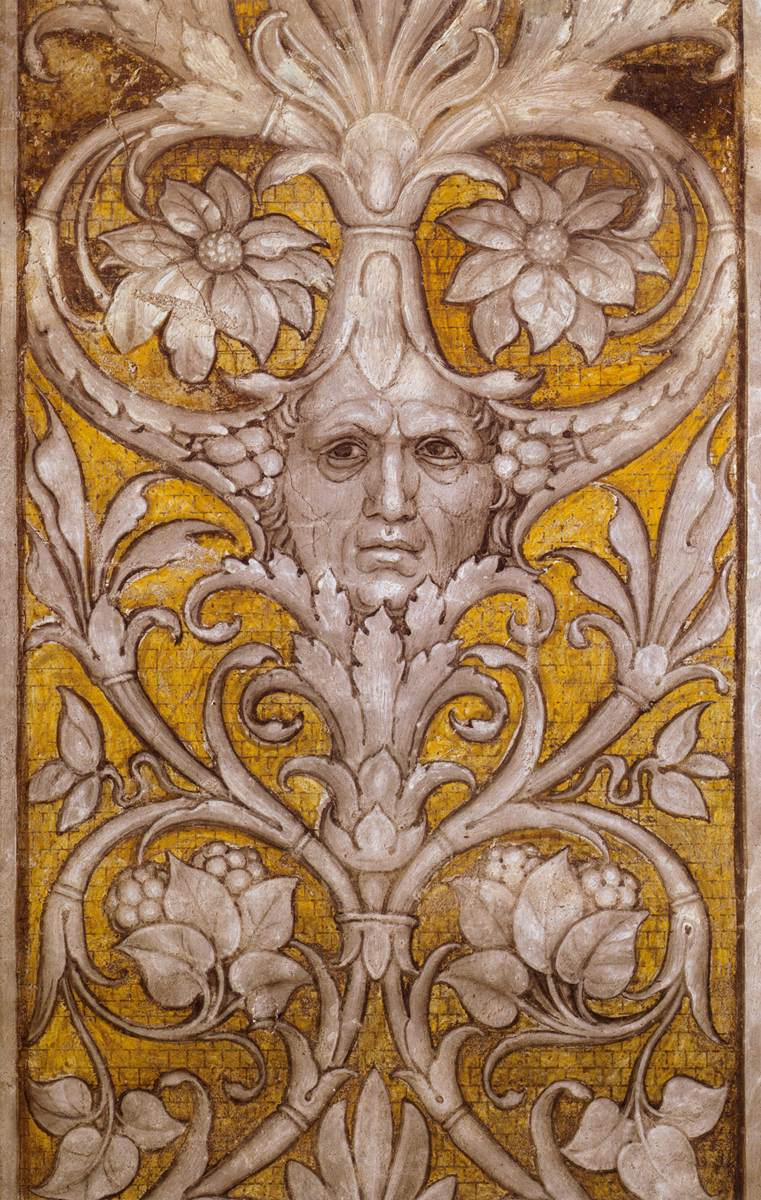
Andrea Mantegna, autoritratto nascosto nelle grisaille della Camera degli Sposi, 1465-1474 (Mantova, Palazzo Ducale)

### Il gusto per il misterioso, il macabro, l'aberrante

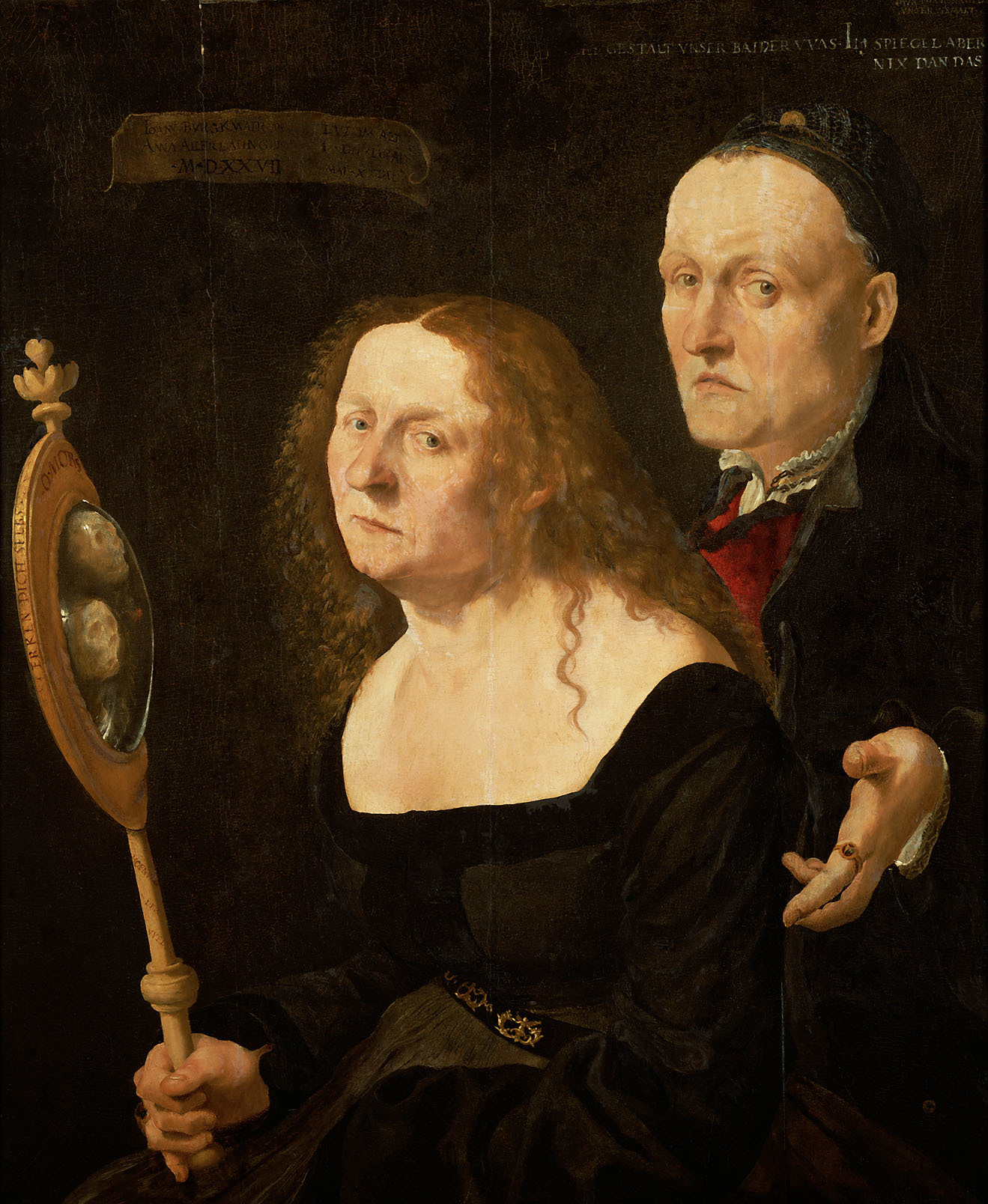
Hans Burgkmair il Vecchio, Autoritratto con la moglie, 1529 (Vienna, Kunsthistorisches Museum)

Il Rinascimento vide anche la nascita di quel particolare gusto per autoritratti inquietanti che fu caratteristico di una certa pittura dei secoli successivi (Caravaggio, Allori, Géricault e altri).
Emblematico di questo sottogenere, e in generale del rapporto fra pittura, virtuosismo, analisi psicologica, magia ed alchimia, fu l'Autoritratto entro uno specchio convesso del Parmigianino (1503-1540): dipinto nel 1523 circa, esso rivela una particolare attenzione del pittore al tema dei giochi ottici e alla distorsione della propria immagine, attenzione a cui non è estraneo il suo interesse per la magia e l'alchimia rimproveratogli dal Vasari.
In diverso contesto geografico, l'Autoritratto con la moglie di Hans Burgkmair il Vecchio (1473-1531), dipinto nel 1529, fu l'ultimo dipinto del pittore tedesco prima della morte, avvenuta pochi anni dopo. Quasi in segno di premonizione, l'artista si ritrasse insieme alla moglie davanti ad uno specchio nel quale appaiono riflessi, invece che i due volti, due teschi. In questo dipinto, considerato il capolavoro di Burgkmair, la ricerca coloristica di ispirazione veneta si fonde con rara felicità con il tema simbolico ed esistenziale tipicamente nordico.

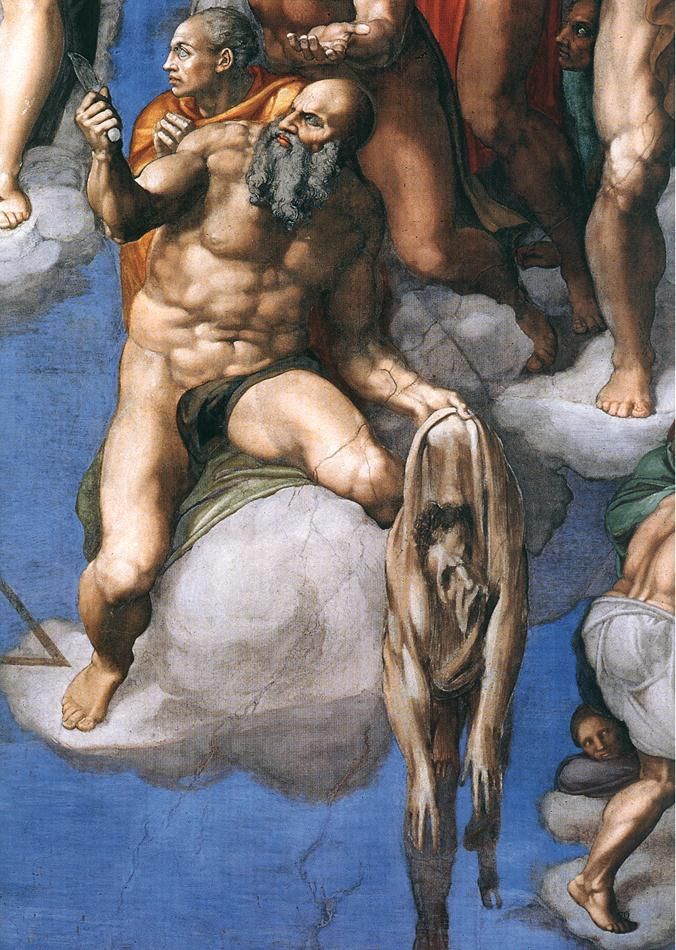
Michelangelo, particolare del Giudizio Universale, 1536-41 (Città del Vaticano, Cappella Sistina)

Di pochi anni successivo è il ritratto di sé che Michelangelo nascose nel Giudizio Universale. San Bartolomeo, secondo la tradizione morto scuoiato, viene mostrato con le sembianze di Pietro Aretino e nell'atto di reggere la sua pelle: evidente è però la differenza di sembianze fra il santo e quest'ultima, che infatti cela l'autoritratto del pittore. Il motivo che spinse Michelangelo a ritrarsi nell'affresco sta forse nel divieto che gli artisti che lavoravano per il Vaticano avevano di firmare le loro opere. I possibili significati sottesi di questa particolare scelta caricano l'autoritratto di implicazioni autobiografiche. È infatti stato ipotizzato che Michelangelo volesse in questo modo alludere alle sofferenze causategli dal ritorno a Roma nel 1534 per l'esecuzione del Giudizio, come è stata notata la coincidenza per cui san Tommaso, al quale Michelangelo era particolarmente devoto, si trova nella composizione vicino a lui ed è l'unico personaggio ad incrociare il suo sguardo con quello del Cristo, al quale rivolge anche un gesto di preghiera, alludendo forse a una speranza da parte dell'artista di intercessione per la sua anima. Secondo un'altra ipotesi, la scena alluderebbe alla vicenda che vide l'Aretino accusare Michelangelo di omosessualità in seguito a risentimenti personali dovuti proprio a diverse opinioni sulla gestione dei lavori nella Cappella Sistina: l'immagine di Michelangelo scorticato fra le mani dell'Aretino (nei panni del santo) sarebbe pertanto una testimonianza di quanto egli si sentisse ferito e straziato dalle accuse dal poeta.
Negli anni novanta l'artista e scrittrice statunitense Lilian Schwartz propose di individuare nel volto della Monna Lisa i lineamenti di Leonardo, basandosi su sovrapposizioni grafiche fra il dipinto e l'autoritratto di Torino, rese possibili dalla rotazione a specchio di quest'ultimo. A supporto di questa teoria è inoltre stato portato l'uso da parte di Leonardo della scrittura speculare. Nel 1998 invece Vittoria Haziel individuò un autoritratto leonardesco occulto nella Sacra Sindone.

### Gli autoritratti di Albrecht Dürer
L'artista che nel XV secolo approfondì maggiormente gli aspetti dell'autoraffigurazione, facendone un tema centrale della sua produzione, fu il tedesco Albrecht Dürer (1471-1528). Egli dipinse una cinquantina di autoritratti, rivelando un'attenzione fin quasi ossessiva per la propria immagine e per l'affermazione della propria personalità. Racconto autobiografico e ostentazione del proprio prestigio sociale sono di conseguenza le due direttrici della produzione düreriana.
Il primo ad essere eseguito fu l'Autoritratto all'età di tredici anni (1484), un disegno in cui, pur con qualche sbavatura esecutiva, si nota già una notevole abilità tecnica; l'autore non se ne separò mai, tanto da apporre anni dopo sulla parte alta del foglio l'annotazione «Nel 1484 ho restituito le mie sembianze sulla base di un'immagine speculare quando io, Albrecht Dürer, ero ancora un fanciullo». Altri autoritratti disegnati furono l'Autoritratto a venti anni (o Autoritratto con fascia, 1491), l'Autoritratto da ventiduenne (1493), l'Autoritratto da malato (1507), e l'Autoritratto come uomo di dolore (1522).

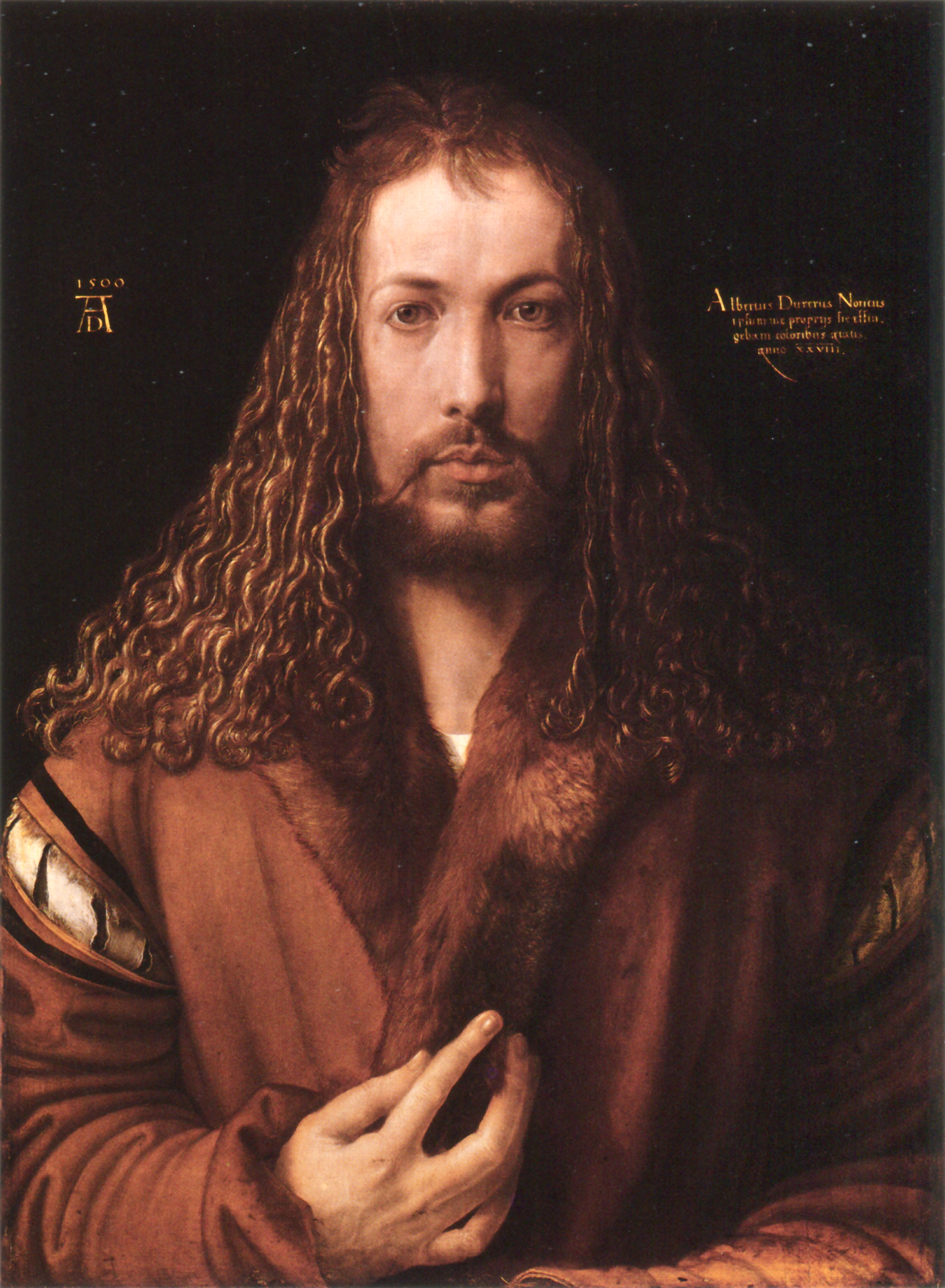
Albrecht Dürer, Autoritratto con pelliccia (1500, Monaco, Alte Pinakothek.

Quanto ai dipinti, l'artista tedesco si ritrasse in tre opere particolarmente note. Nell'Autoritratto con fiore d'eringio (1493) l'autore svela una dimensione affettiva privata: l'eringio era considerato, fin dai tempi di Plinio, simbolo della fedeltà coniugale; questo particolare, e la circostanza per cui il dipinto era stato eseguito originariamente su pergamena, facilmente arrotolabile, fanno pensare che fosse stato inviato alla fidanzata Agnes Frey. Gli altri due celebri autoritratti hanno invece un significato pubblico e professionale più evidente. L'Autoritratto con guanti, eseguito nel 1498 sull'onda del successo dell'Apocalisse - ma anche a seguito dell'ingresso nella nobiltà norimberghese -, è un elogio di se stesso e del suo prestigio intellettuale e professionale, in cui egli si presenta come degno della fiducia e della stima dei ceti più elevati, ricorrendo ad elementi quali «il taglio, la monumentalità, l'aria italiana e rinascimentale, i chiari colori, la raffinatezza delle vesti, l'eleganza della posa, fra nastro, manica e guanti, e quel tanto di manifesta altezzosità dallo sguardo». Nel celeberrimo Autoritratto con pelliccia (1500) il pittore accentuò ulteriormente la considerazione della sua figura: la ieraticità della posa e il gesto della mano, simile a quello benedicente del Salvator mundi, suggeriscono un'identificazione con Cristo e un accostamento ai dettami dell'Imitatio Christi, nonché al pensiero all'epoca ricorrente, in base al quale il potere creativo dell'artista sarebbe infuso direttamente da Dio. Intenti analoghi sono presenti nel poco noto Autoritratto come Ecce Homo (1523).
Tuttavia, uno degli autoritratti più curiosi di Dürer è anche uno dei meno noti: si tratta dell'Autoritratto da nudo, un disegno preparatorio databile fra il 1500 e il 1505 di cui sono ignote la funzione e la destinazione. La posizione innaturale ed affaticata, lo sguardo accentuato e interrogativo e l'estremo realismo anatomico, portato fino a descrivere l'ombra che l'organo genitale proietta sulla coscia destra, sembrano condurre a un'indagine di sé quasi espressionistica. Inoltre, il disegno è considerabile la prima immagine nella storia dell'arte che un pittore dà di se stesso nudo.
Il pittore tedesco praticò con frequenza il genere dell'autoritratto «situato», ritraendosi nei panni di numerosi personaggi delle sue composizioni, come avvenne ad esempio nell'Altare Jabach (1503-1504), nell'Adorazione dei Magi (1504), nella Festa del Rosario (1506), nell'Altare Heller (1507-1509), nel Martirio dei Diecimila (1508) e nell'Adorazione della Santissima Trinità (1511). Ma la vena autobiografica della sua pittura si estese anche alle numerose raffigurazioni di membri della sua famiglia.

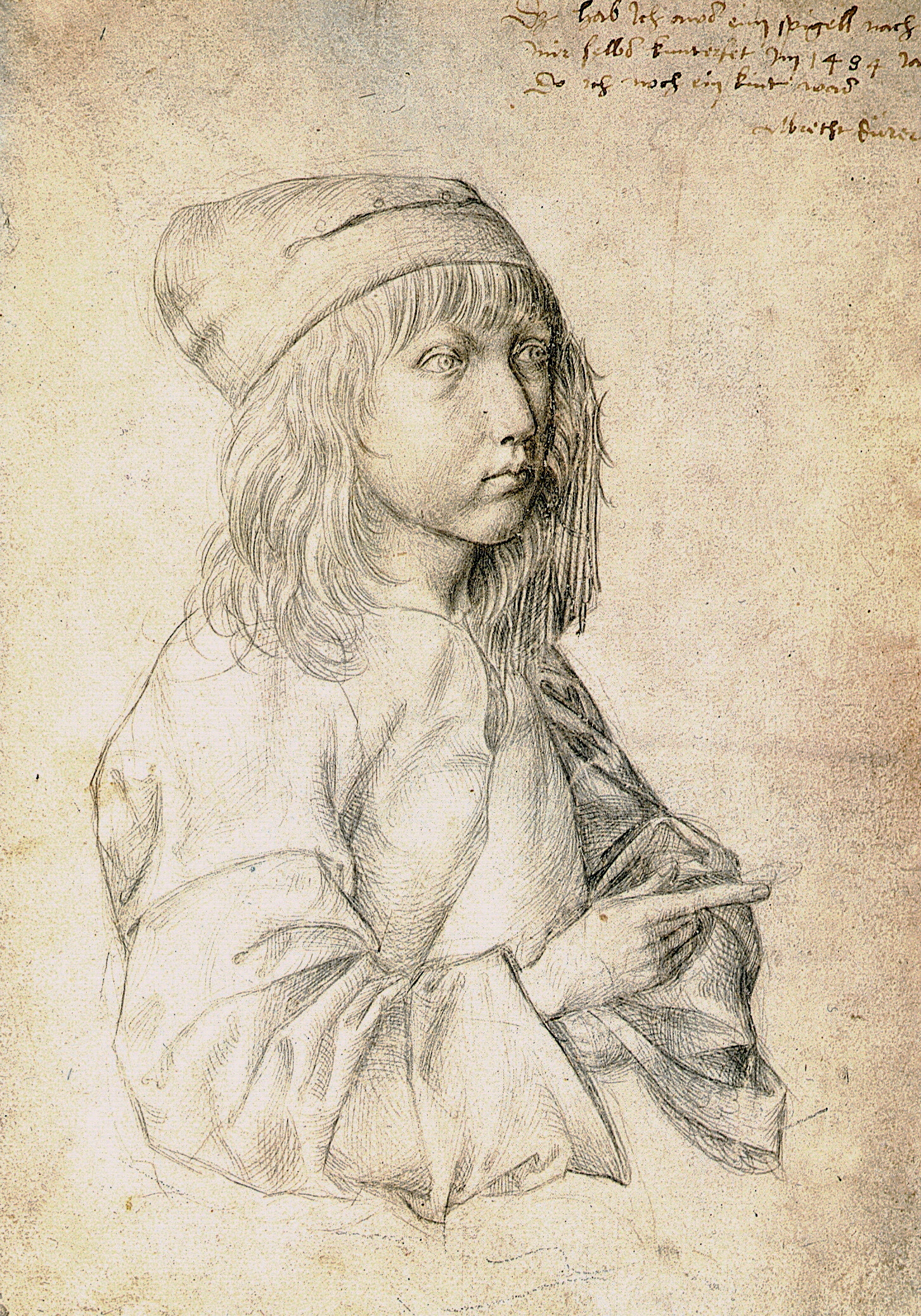
Autoritratto all'età di tredici anni, 1484 (Vienna, Albertina)
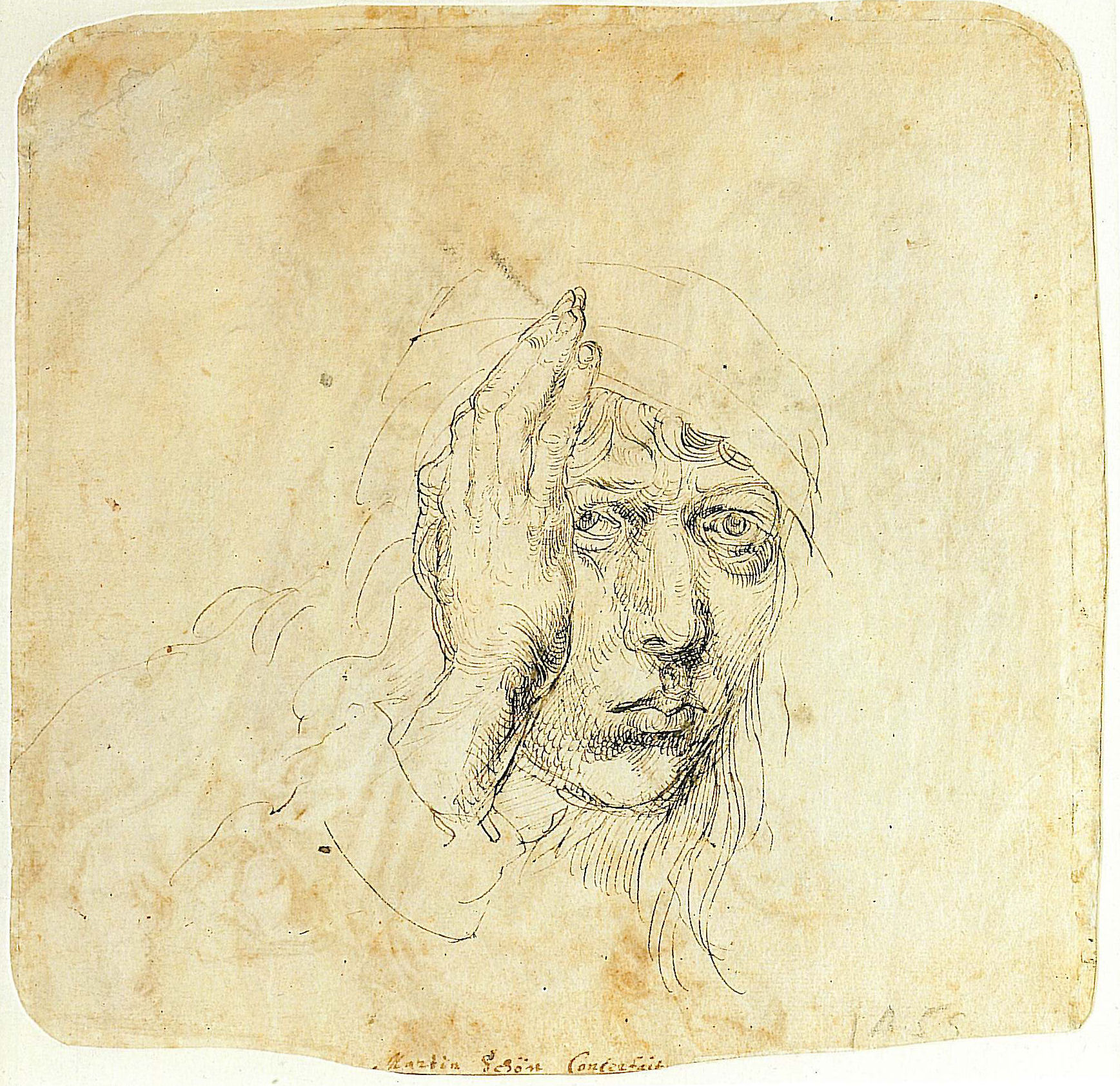
Autoritratto a vent'anni, 1491 (Erlangen, Universitätsbibliothek)
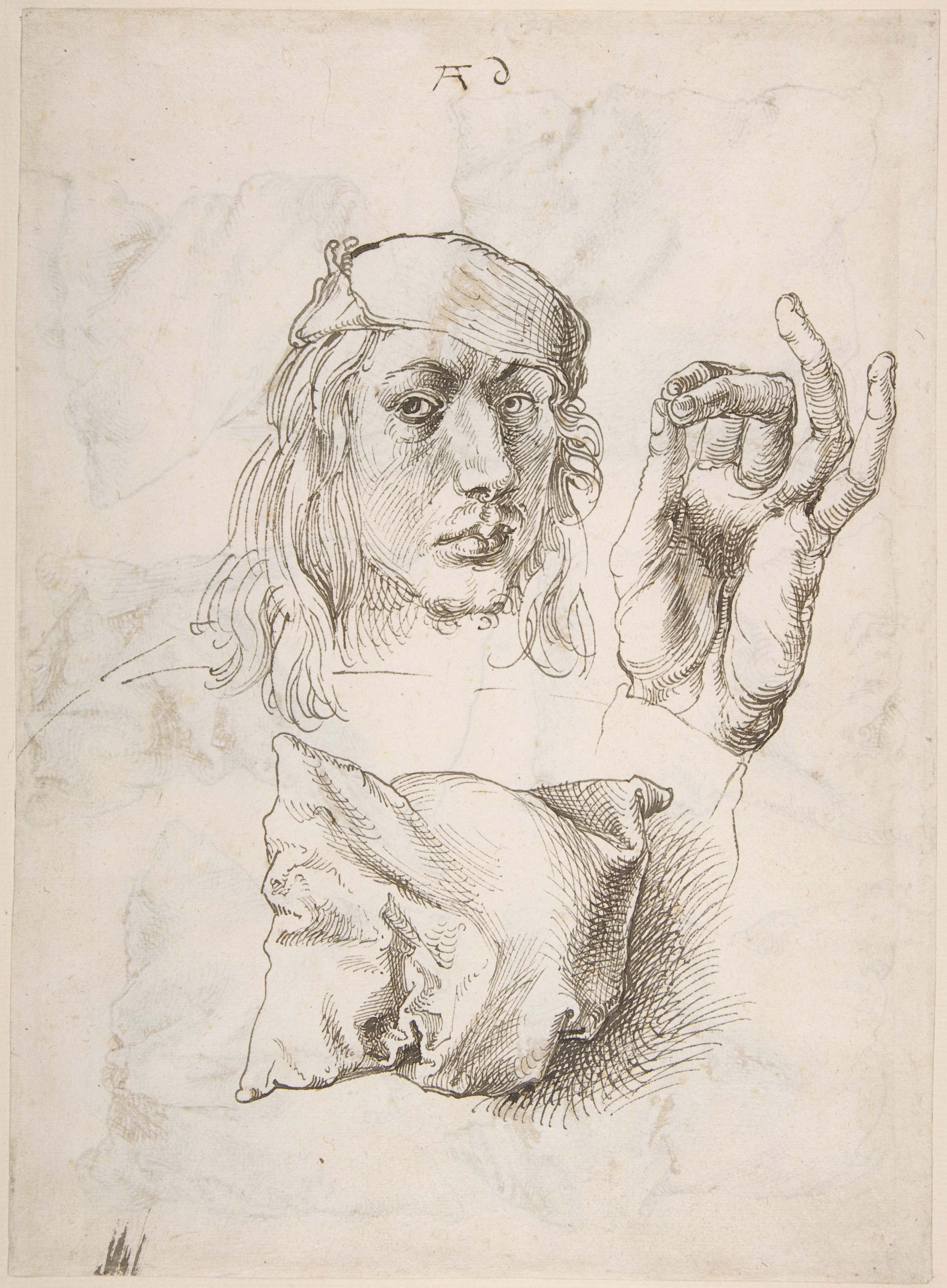
Autoritratto da ventiduenne, 1493 (New York, Collezione Lehman)
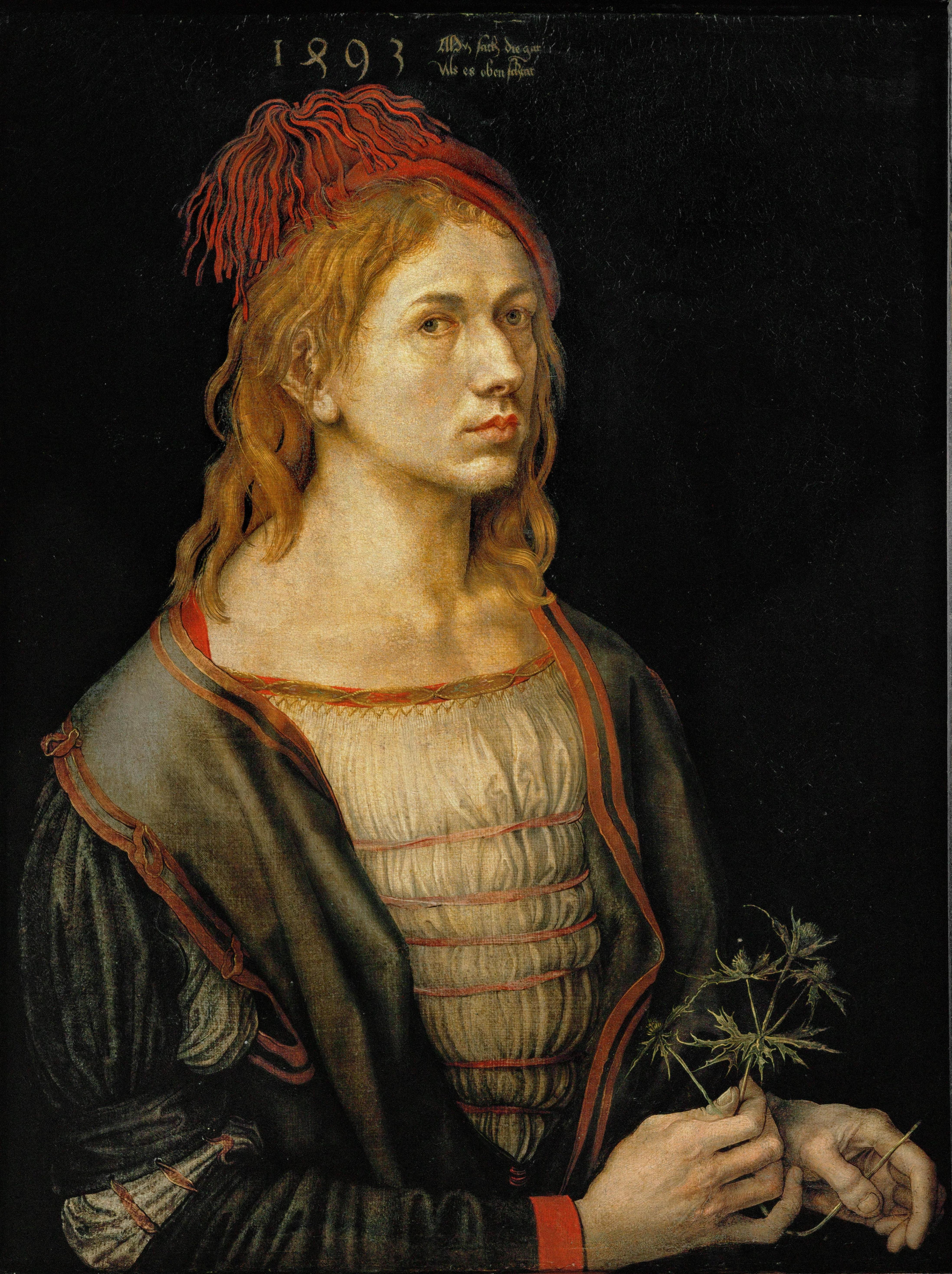
Autoritratto con fiore d'eringio, 1493 (Parigi, Museo del Louvre)
Autoritratto con guanti, 1498 (Madrid, Museo del Prado)
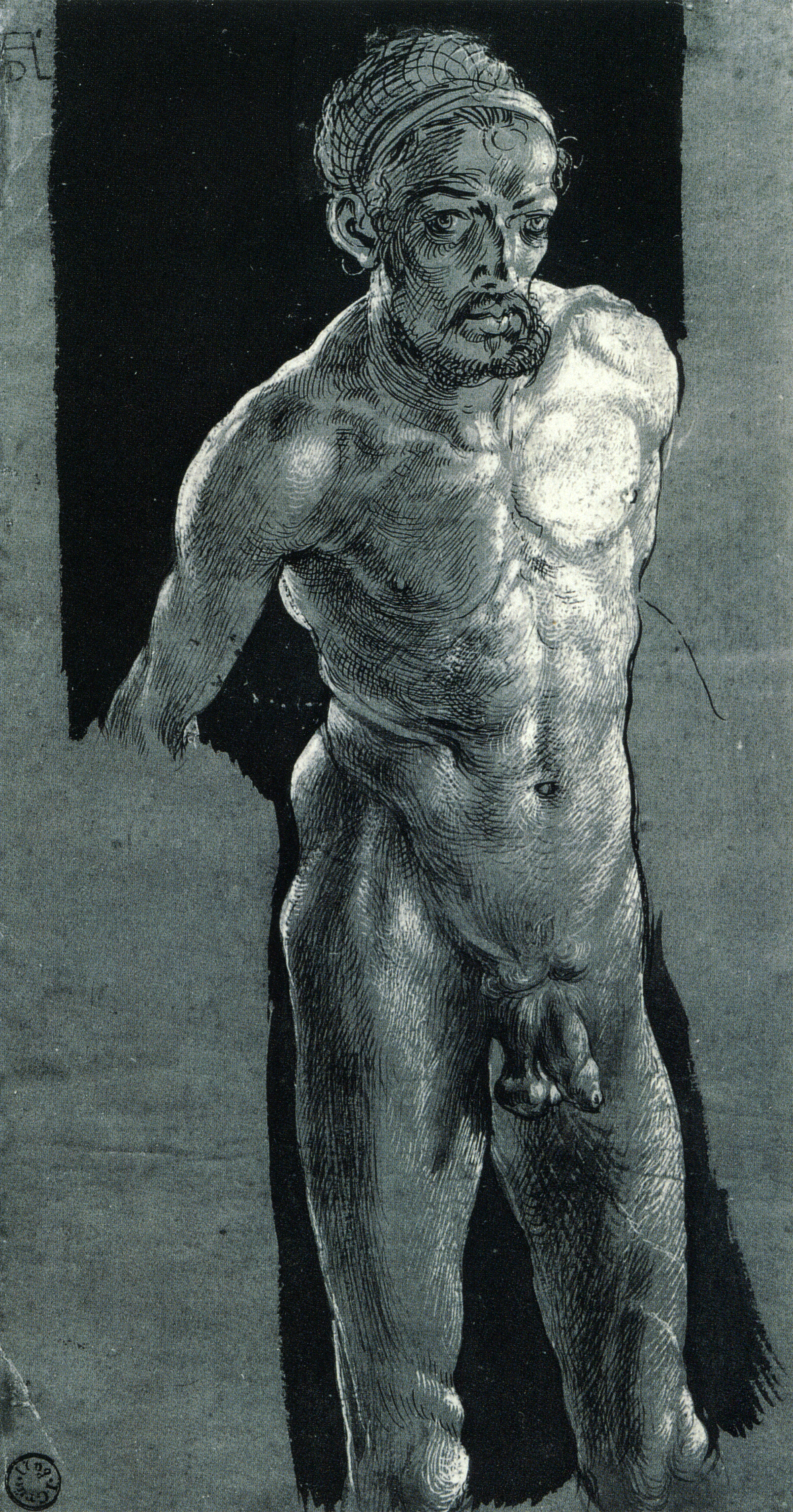
Autoritratto da nudo, 1500-1505 (Weimar, Schlossmuseum)
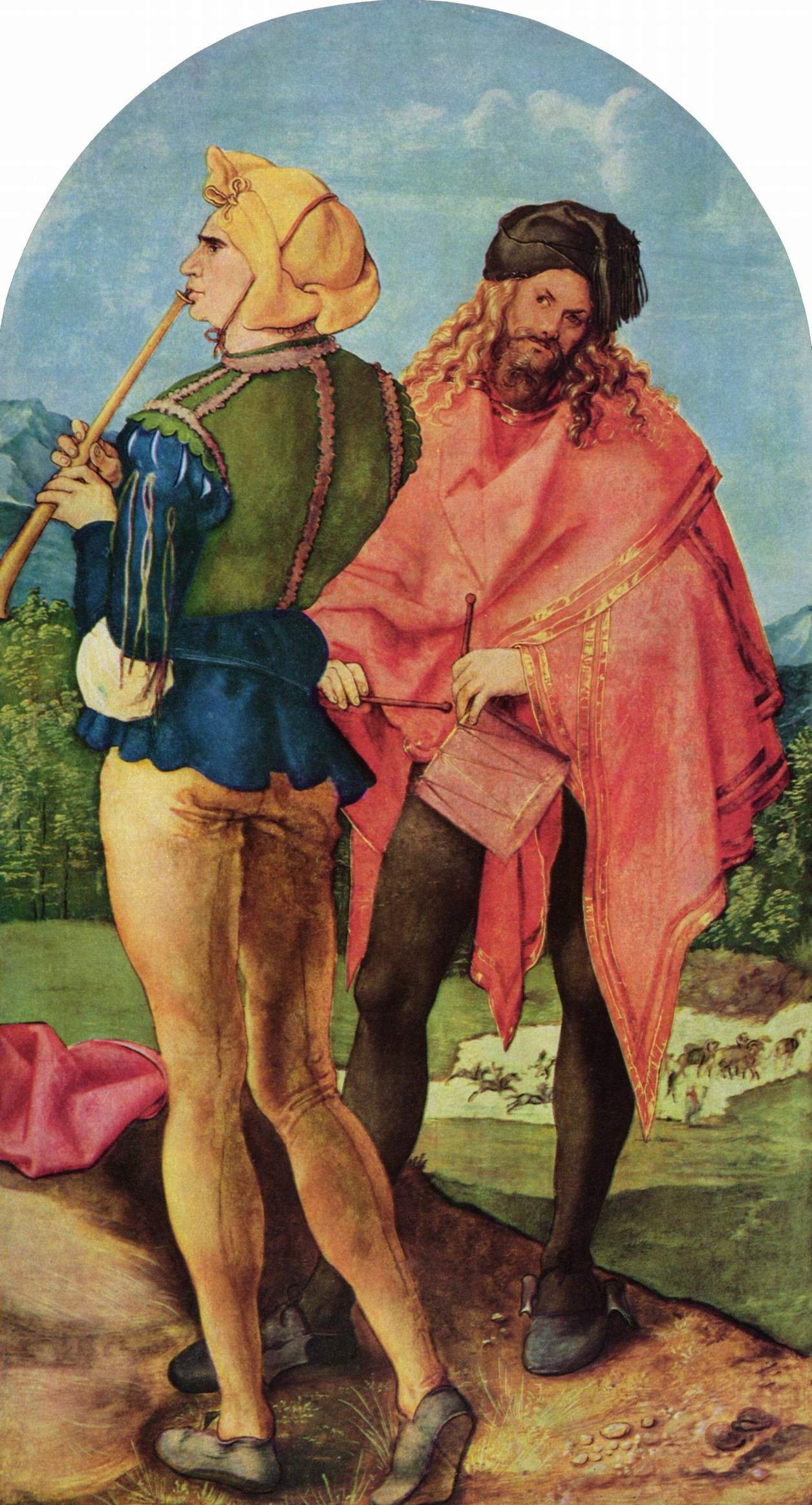
Altare Jabach (particolare), 1503-1504 (Colonia, Wallraf-Richartz Museum)
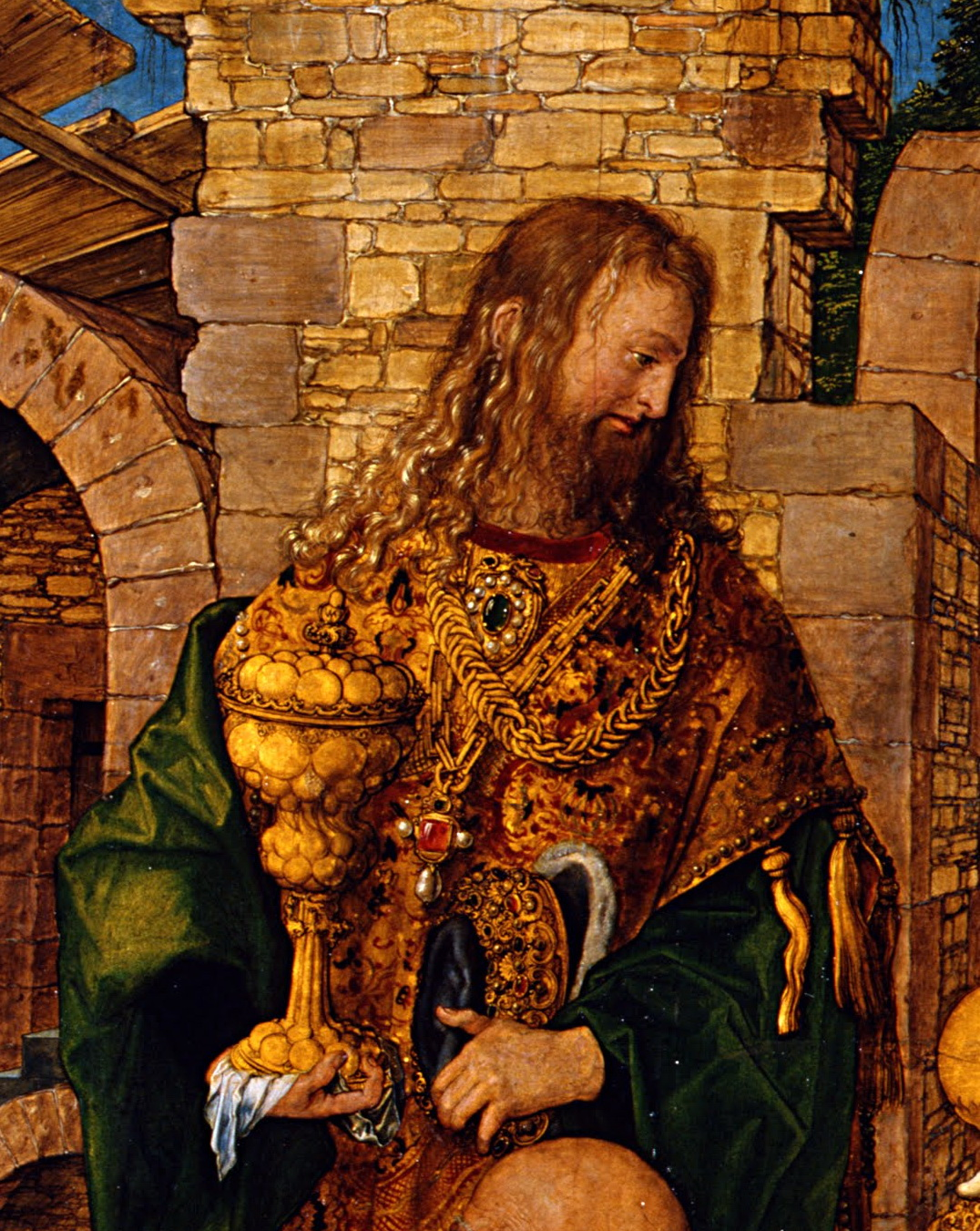
Adorazione dei Magi (particolare), 1504 (Firenze, Uffizi)
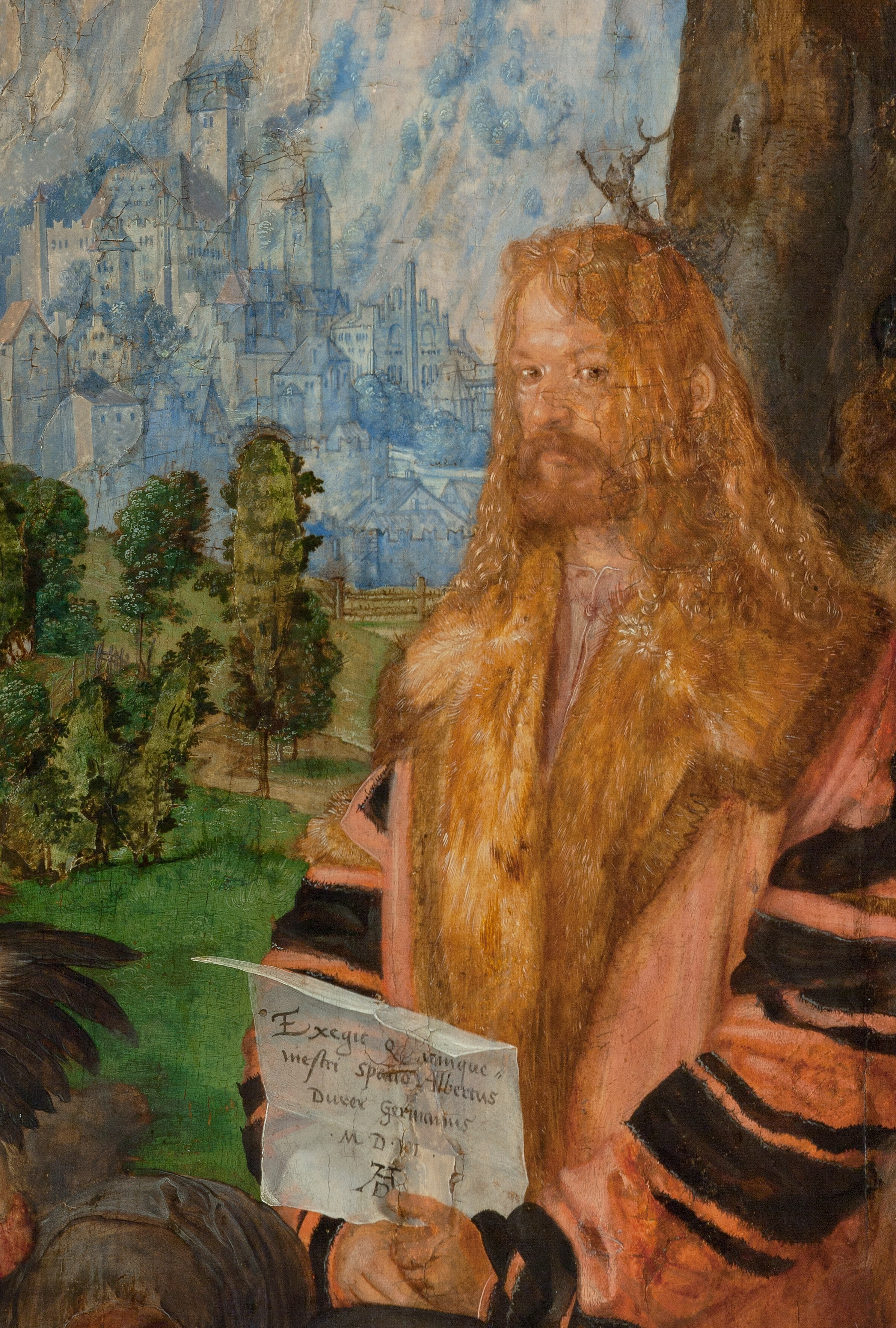
Festa del Rosario (particolare), 1506 (Praga, Národní galerie)
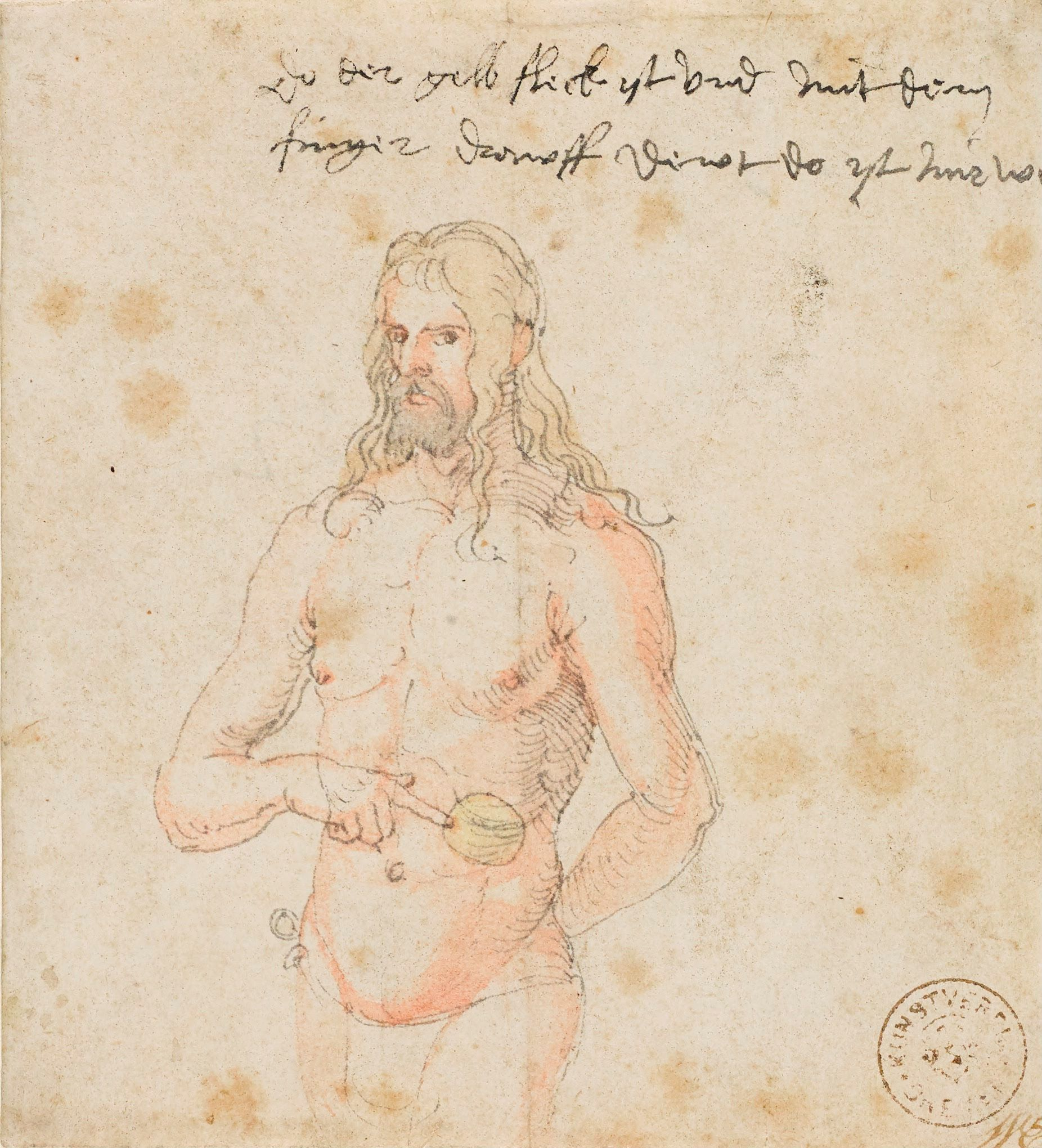
Autoritratto da malato, 1507 (Brema, Kunsthalle)
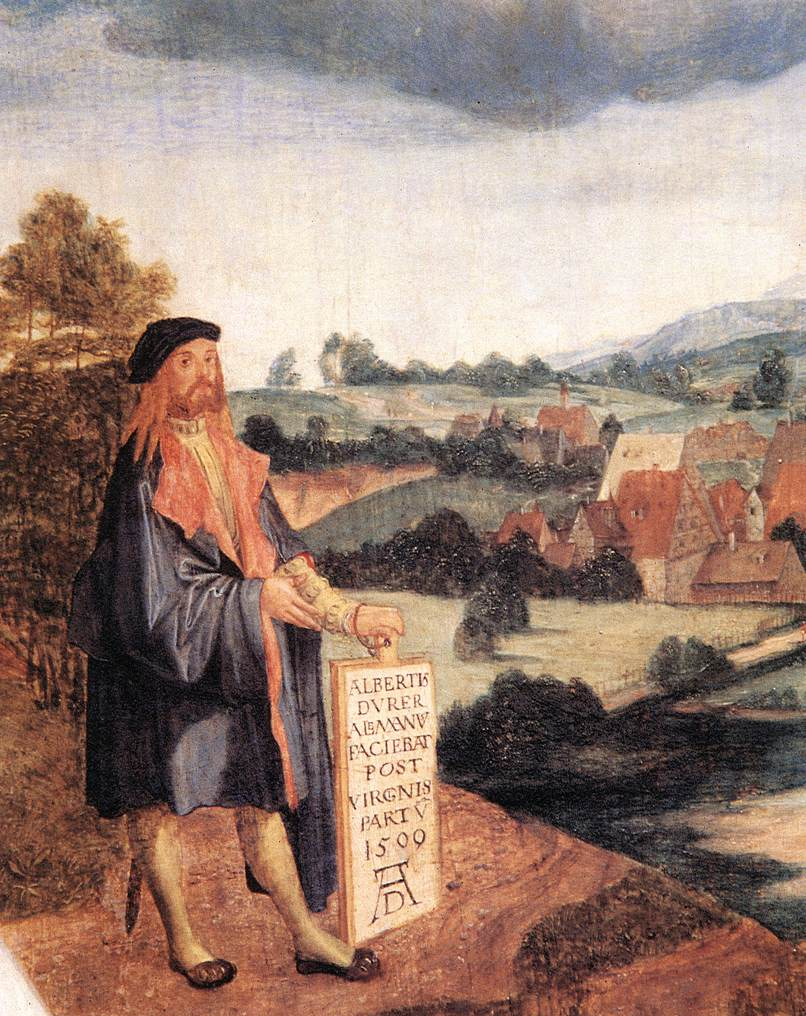
Copia dell'Altare Heller (particolare), 1507-1509 (Francoforte, Städelsches Kunstinstitut)
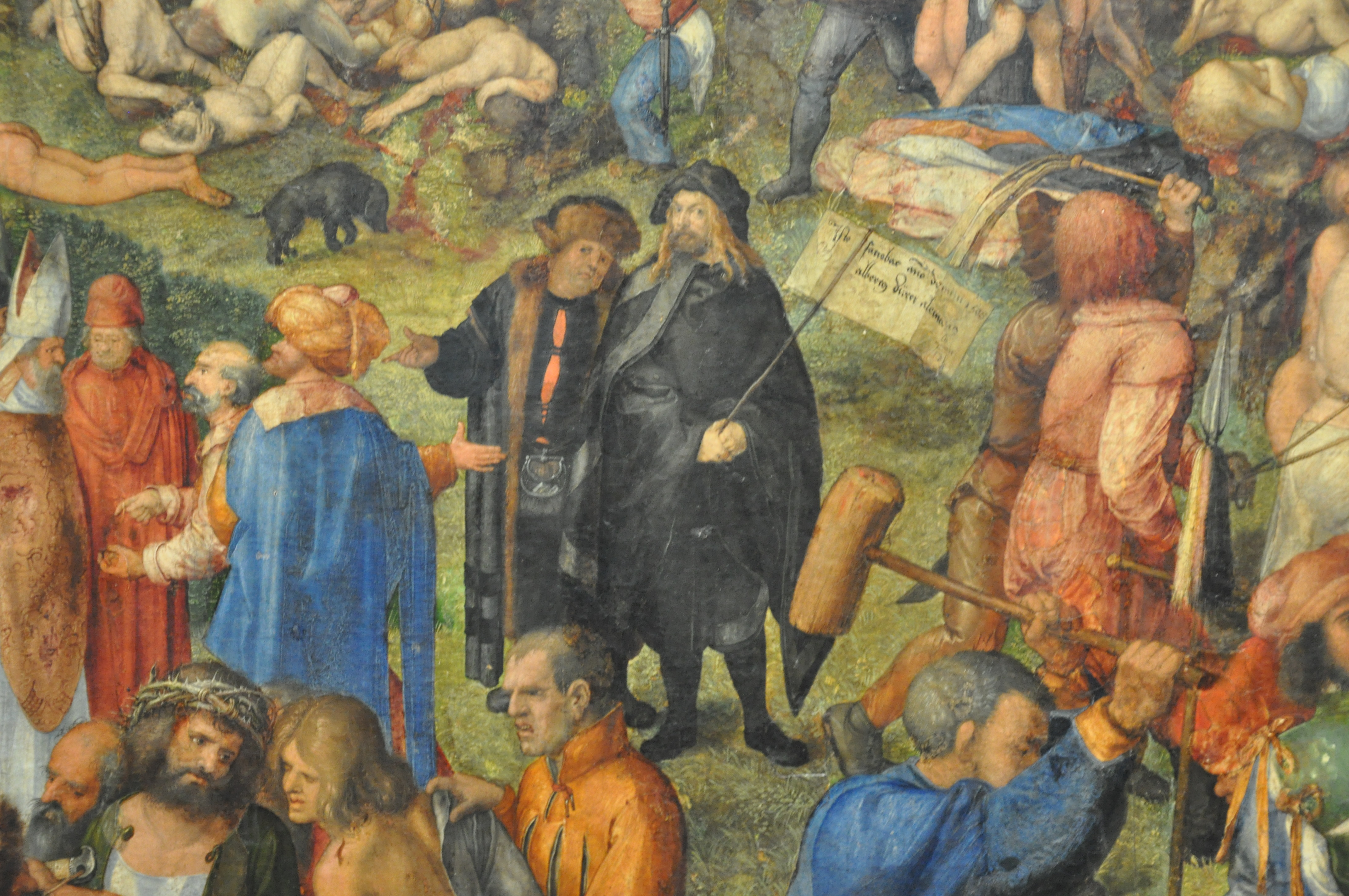
Martirio dei Diecimila (particolare), 1508 (Vienna, Kunsthistorisches Museum)
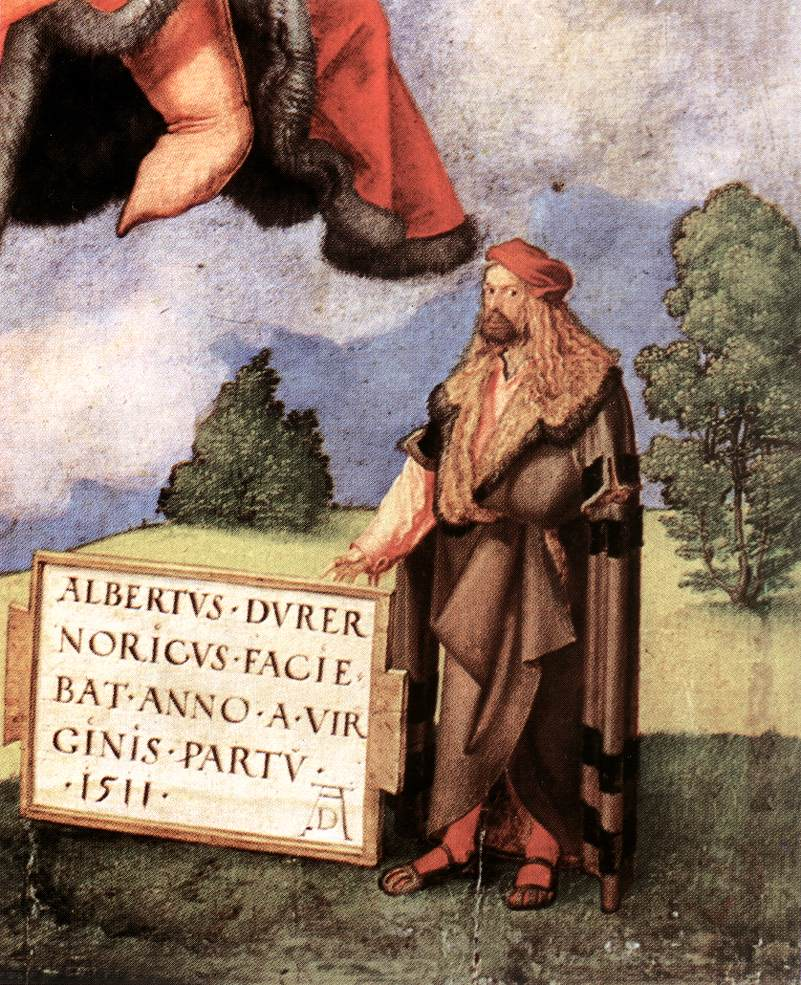
Adorazione della Santissima Trinità (particolare), 1511 (Vienna, Kunsthistorisches Museum)
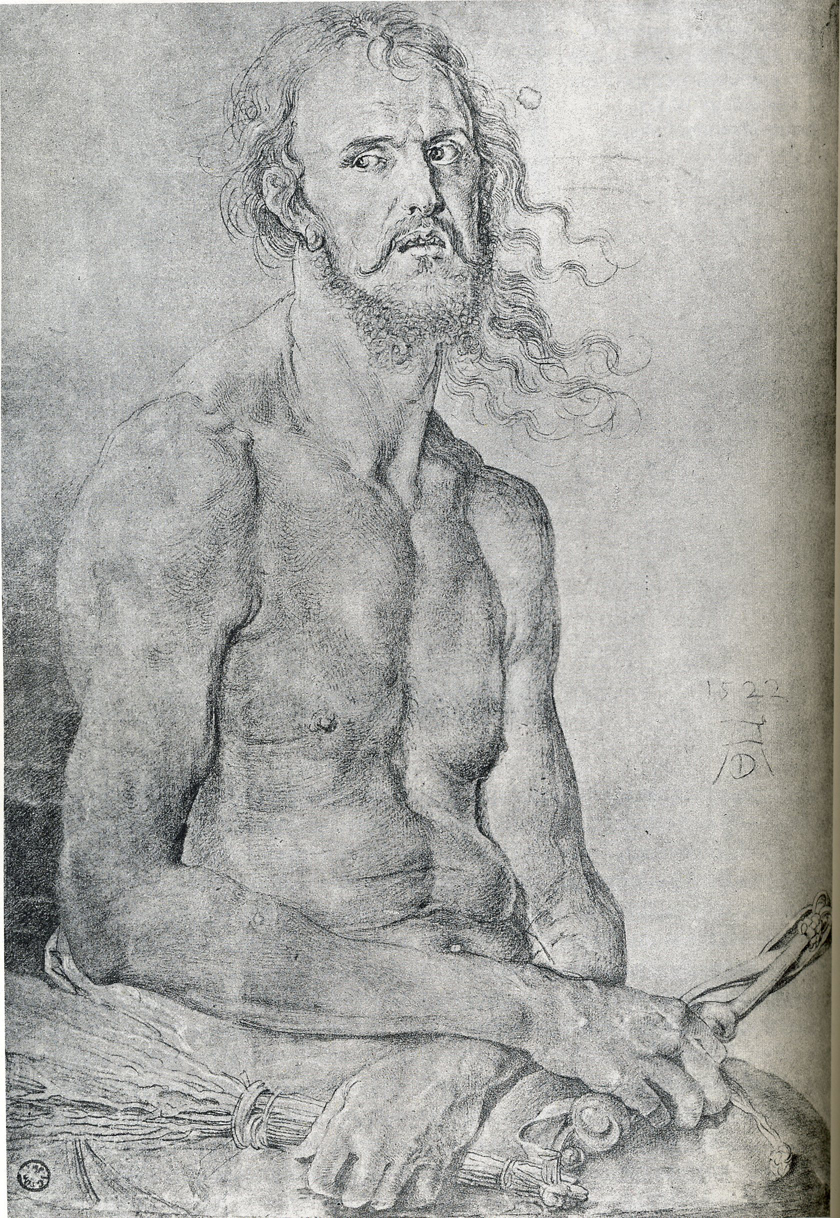
Autoritratto come uomo di dolore, 1522 (Brema, Kunsthalle)
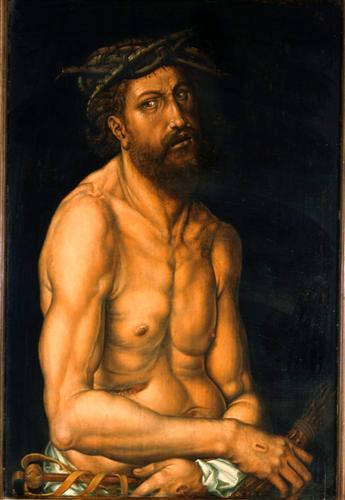
Autoritratto come Ecce Homo, 1523 (Pommersfelden, Castello di Weißenstein)

### L'autoritratto scultoreo rinascimentale
Genere praticato prevalentemente in ambito pittorico, non è però difficile trovare notevoli esempi di autoritratti di scultori. Oltre a quelli già citati di epoca medievale, episodi notevoli furono in epoca rinascimentale quelli di Lorenzo Ghiberti, che si ritrasse sulla porta nord e sulla porta est (detta «del paradiso») del Battistero di Firenze, e del Filarete, che raffigurò sé stesso con in mano un compasso, a sottolineare il suo ruolo di architetto, nella porta del Filarete della Basilica di San Pietro.

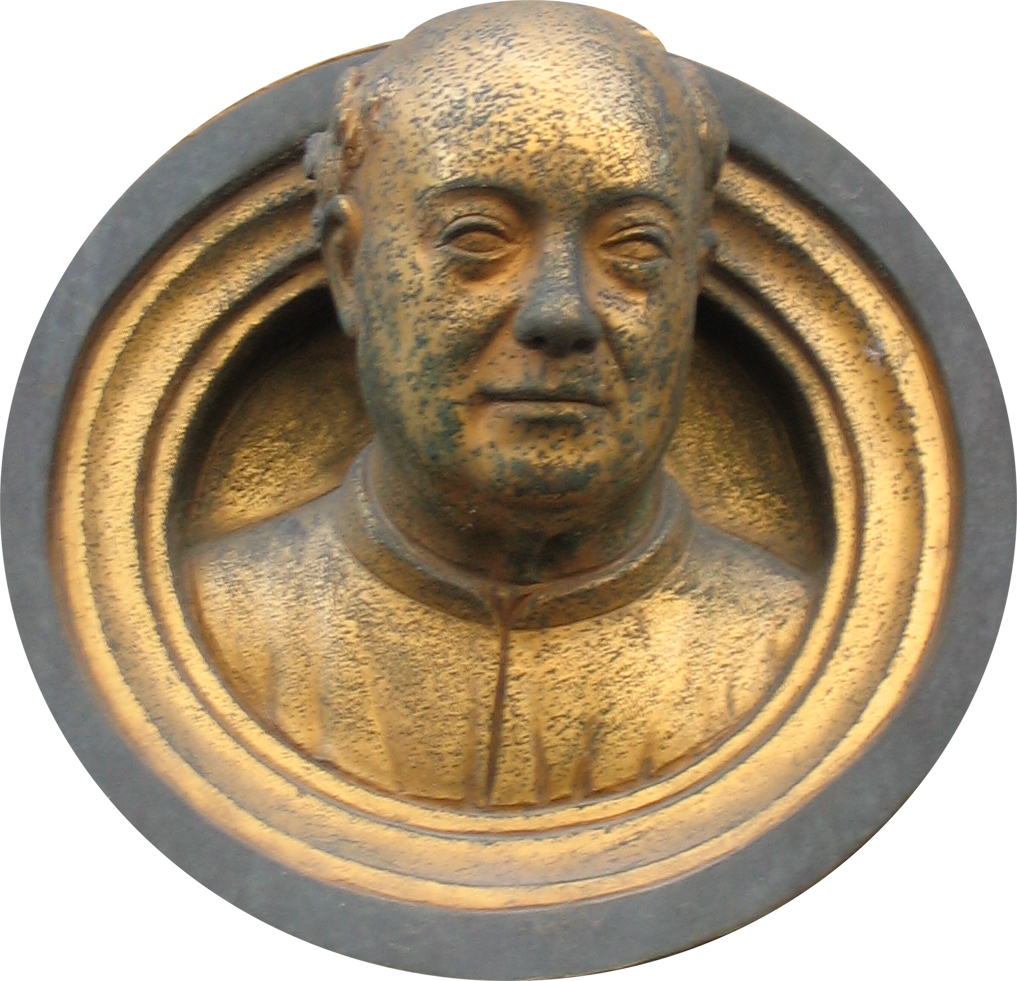
Lorenzo Ghiberti, autoritratto sulla porta est del Battistero di Firenze, 1425-52
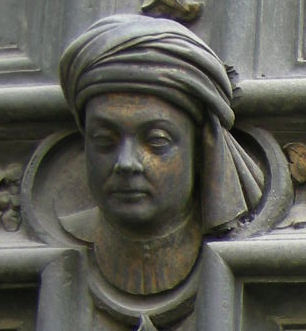
Lorenzo Ghiberti, autoritratto sulla porta nord del Battistero di Firenze, 1403-24
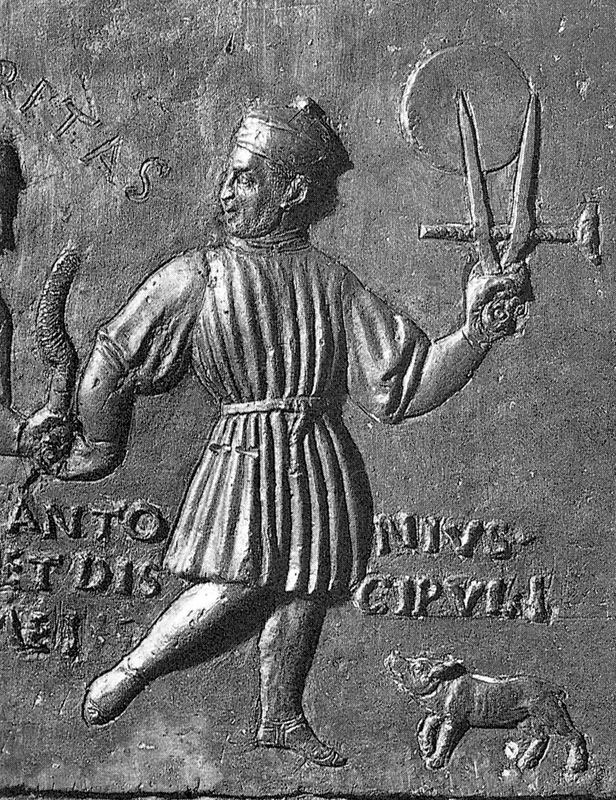
Filarete, autoritratto in bassorilievo sulla Porta di San Pietro, 1433-45
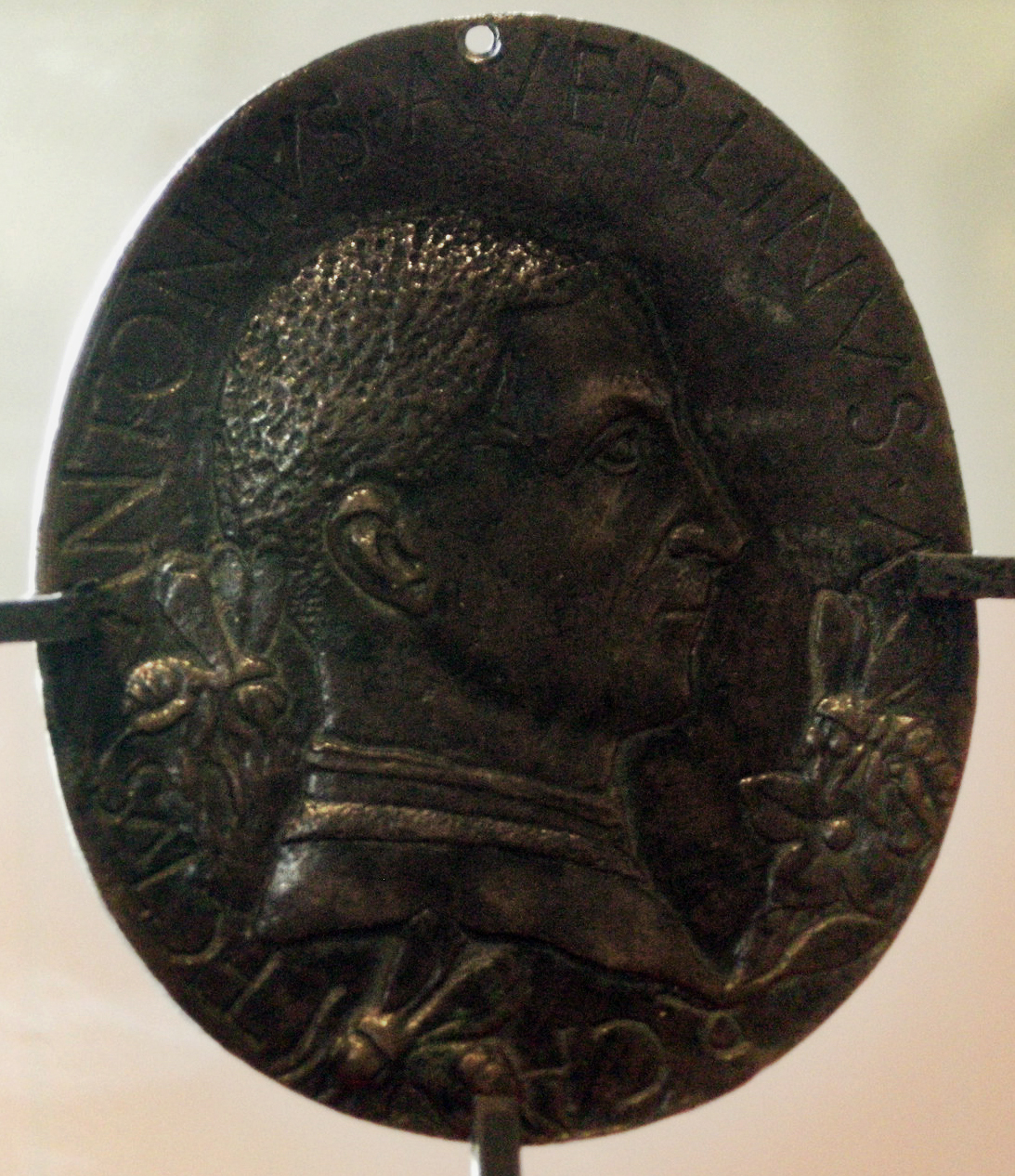
Filarete, autoritratto in bassorilievo su medaglia, 1460 circa (Milano, Pinacoteca del Castello Sforzesco)
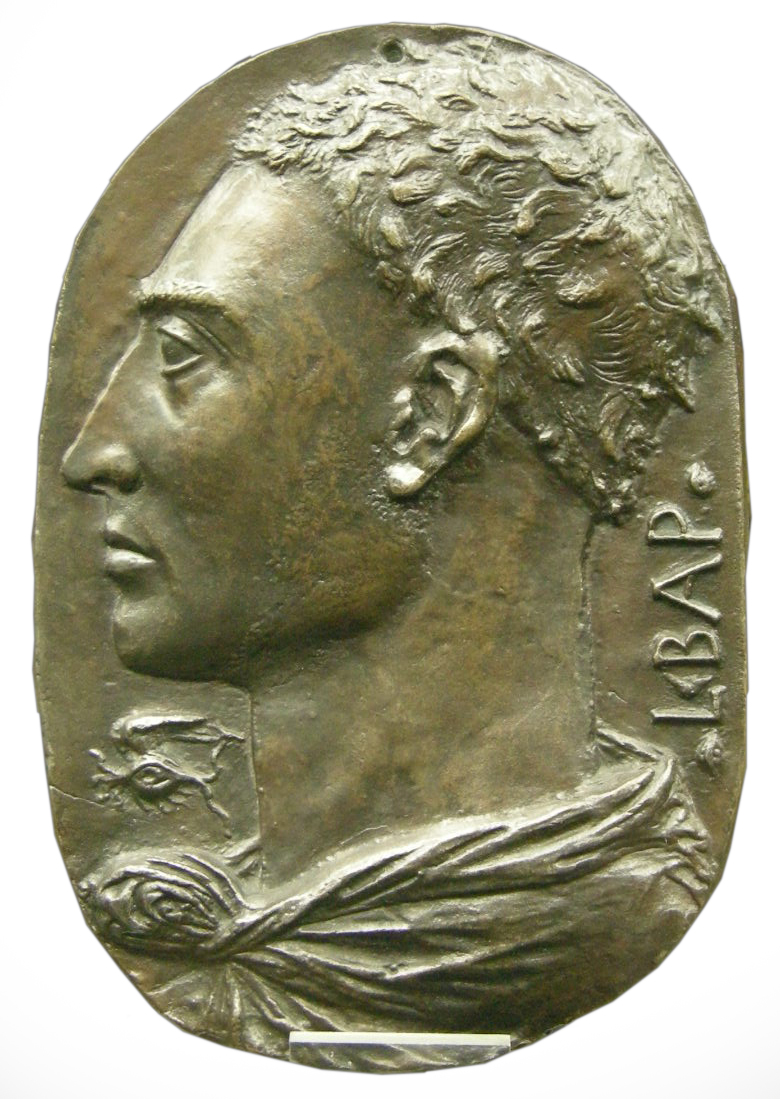
Leon Battista Alberti, placca-autoritratto, 1435 circa (Parigi, Cabinet des Medailles)

## Le molteplici direttive dell'autoritratto seicentesco
Nel corso del XVII secolo si intersecarono almeno quattro diversi filoni ricorrenti: quelli nuovi dell'introspezione psicologica, dell'autoritratto «di gruppo» e dell'autoritratto allegorico, oltre a quello, in continuità rispetto al passato, dell'autoraffigurazione in chiave professionale.

### Indagine psicologica e significati autobiografici

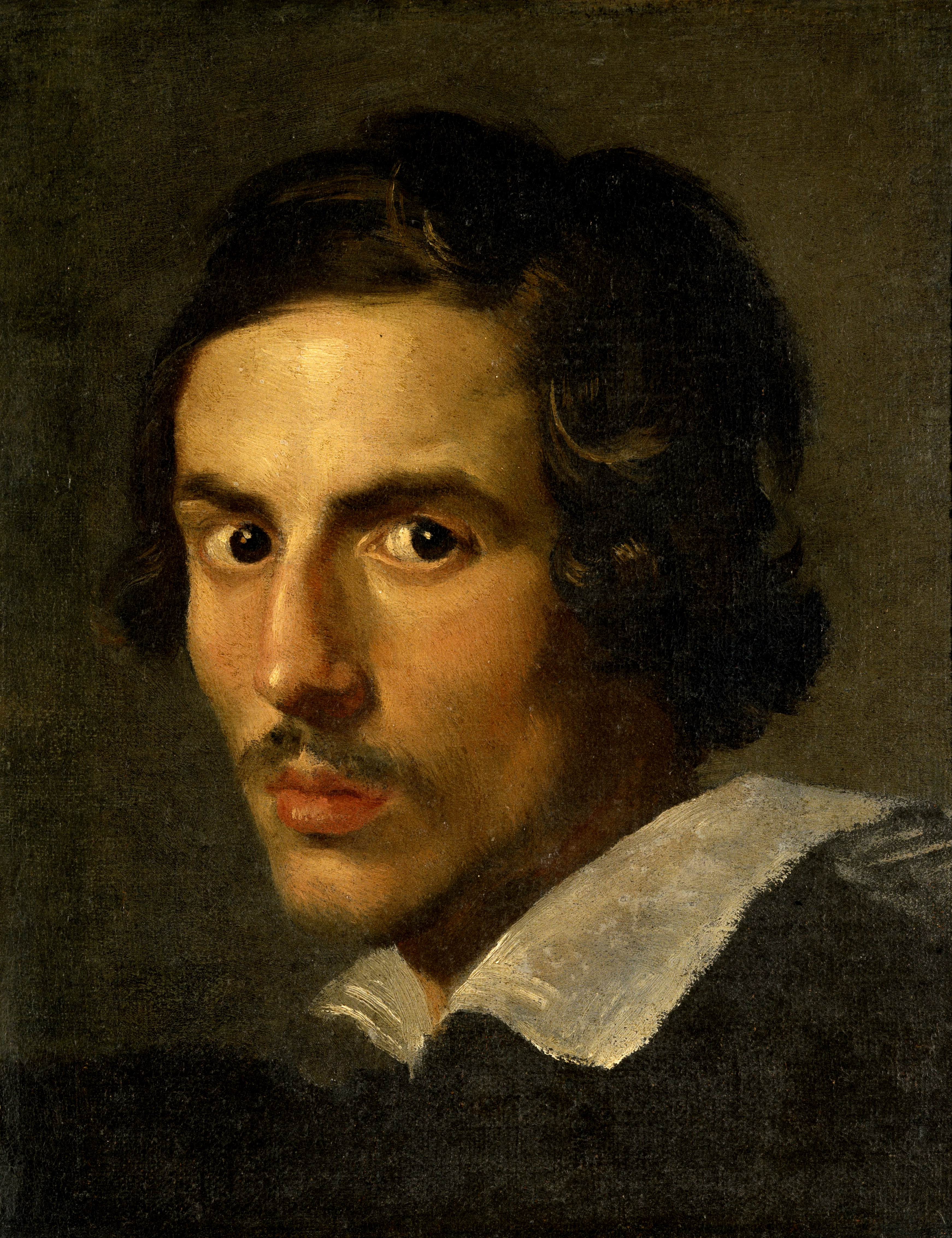
Gian Lorenzo Bernini, Autoritratto (1623, Roma, Galleria Borghese)

L'interesse per la psiche dei soggetti raffigurati, che nel secolo precedente ebbe talvolta come retroterra culturale il pensiero pseudoscientifico dell'epoca, basato elementi magici, alchemici e fisiognomici, prese nel Seicento una piega decisamente più moderna, razionale e scientifica. In Francia, ebbero dapprima notevole popolarità le teorie di Charles Le Brun, che tentò di dare un inquadramento scientifico alla fisiognomica, basandosi anche sulle teorie dello zoomorfismo di Giambattista della Porta con un successo tale da indirizzare le scelte degli ambasciatori di Luigi XIV sulla base dell'analisi delle caratteristiche dei visi e dei crani dei candidati. Il successo di questo pensiero trovò notevoli riscontri anche all'estero, anche a causa della centralità politica, sociale e culturale di cui godeva la corte francese in Europa, e finì col costituire l'anello di congiunzione fra la componente magica del Cinquecento e quella razionalista del Seicento. Il passo successivo fu dunque quello compiuto dal pensiero di filosofi e scienziati quali Francesco Bacone, Renato Cartesio e Baruch Spinoza, i quali diedero alla cultura europea una concezione dell'uomo come parte integrante di una realtà naturale più ampia, sempre indagabile scientificamente e razionalmente.

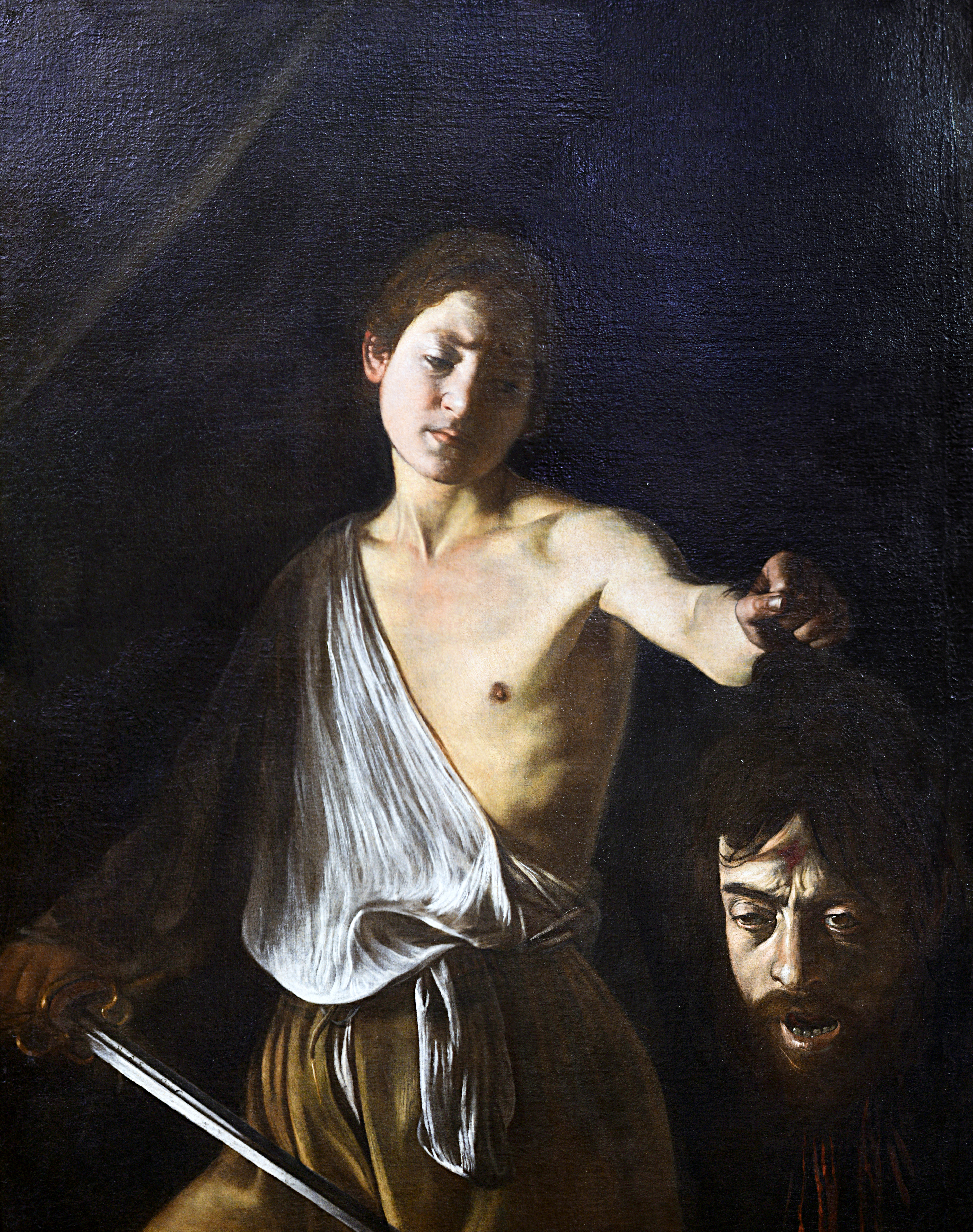
Caravaggio, Davide con la testa di Golia (1606-10, Roma, Galleria Borghese)

Lo studio di questa razionalità e dei moti dell'animo umano cominciarono di conseguenza a caratterizzare numerosi ritratti ed autoritratti dell'epoca. Esempio di questo nuovo sentire artistico è l'Autoritratto di Gian Lorenzo Bernini di Galleria Borghese: dipinto nel 1623 circa, rivela una notevole immediatezza e un'efficace introspezione psicologica, generata dall'espressione corrucciata e dal taglio compositivo insolito, all'altezza delle spalle.
Indagine psicologica e riflessione autobiografica si fanno elementi ancor più centrali e drammatici nell'autoritratto che Caravaggio ambientò nel Davide con la testa di Golia (1606-10). Il pittore raffigurò le proprie sembianze nella testa di Golia, recisa e grondante sangue, mentre sulla spada impugnata da Davide l'iscrizione «H-AS O S» è interpretata come un'abbreviazione del motto agostiniano «Humilitas occidit superbiam» («L'umiltà uccide la superbia»): si tratterebbe quindi di una simbolica dichiarazione di pentimento del pittore per la superbia che lo spinse ad assassinare a Roma Ranuccio Tomassoni nel 1606, rimediando una condanna a morte proprio per decapitazione.
Analoga raffigurazione del proprio volto è quella operata da Cristofano Allori nel dipinto Giuditta con la testa di Olofrene del 1613.

### L'autoritratto come segno distintivo professionale

Diego Velázquez, Las Meninas, 1656-57 (Madrid, Museo del Prado)

Nel frattempo, rimaneva pure in voga la chiave espressiva più tradizionale dell'autoritratto, ossia la testimonianza della propria attività pittorica. Le ambientazioni si fecero tuttavia sempre più preziose ed aristocratiche, come ad esempio in Las Meninas (1656) di Diego Velázquez, dove «la scenografia nobile [...] è occasione di una composizione singolare e prodigiosamente elaborata, che ne fa un'esaltazione misteriosa e sapiente dell'arte della pittura oltre che del personaggio stesso del pittore». La sua posizione defilata e incongrua nella composizione, i diversi piani prospettici e luministici in cui si trovano le figure, ma soprattutto la presenza del Re e della Regina riflessi nello specchio, allo stesso tempo personaggi e osservatori della scena, in una contrapposizione interno/esterno rispetto al dipinto ripresa dal Ritratto dei coniugi Arnolfini, creano una caoticità compositiva voluta e raffinata che fa del dipinto il «capolavoro riassuntivo dell'arte spagnola e supremo esempio di ritratto di gruppo».
In termini analoghi, nell'Autoritratto di Nicolas Poussin, eseguito nel 1650, l'ambientazione all'interno dell'atelier, la figura dipinta che si intravede sullo sfondo, probabilmente un'allegoria della Pittura, la posa eretta, lo sguardo fermo, la toga dal gusto classico, il prezioso anello e la cartella di disegni tenuta in mano qualificano l'artista come «principe della pittura».
Infine, quello dell'artista al lavoro fu un tema particolarmente caro alle donne pittrici: già Sofonisba Anguissola aveva inaugurato nel Cinquecento questo particolare filone femminile, sviluppato nel secolo successivo da Artemisia Gentileschi con un Autoritratto come pittrice e con il celebre Autoritratto come allegoria della Pittura (1638), portatore al contempo di significati simbolici e allegorici.

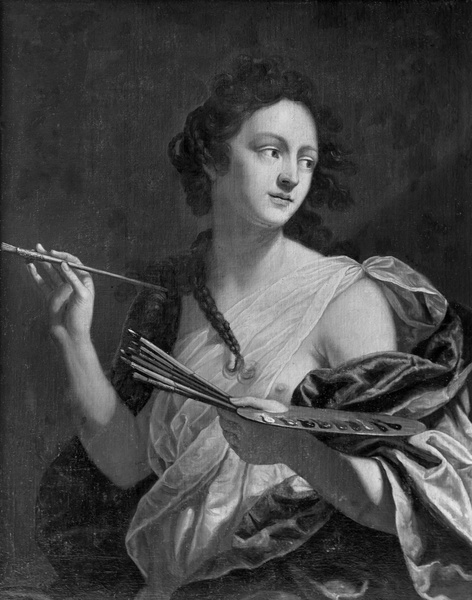
Artemisia Gentileschi, Autoritratto come pittrice, Pommersfelden, Castello di Weißenstein)
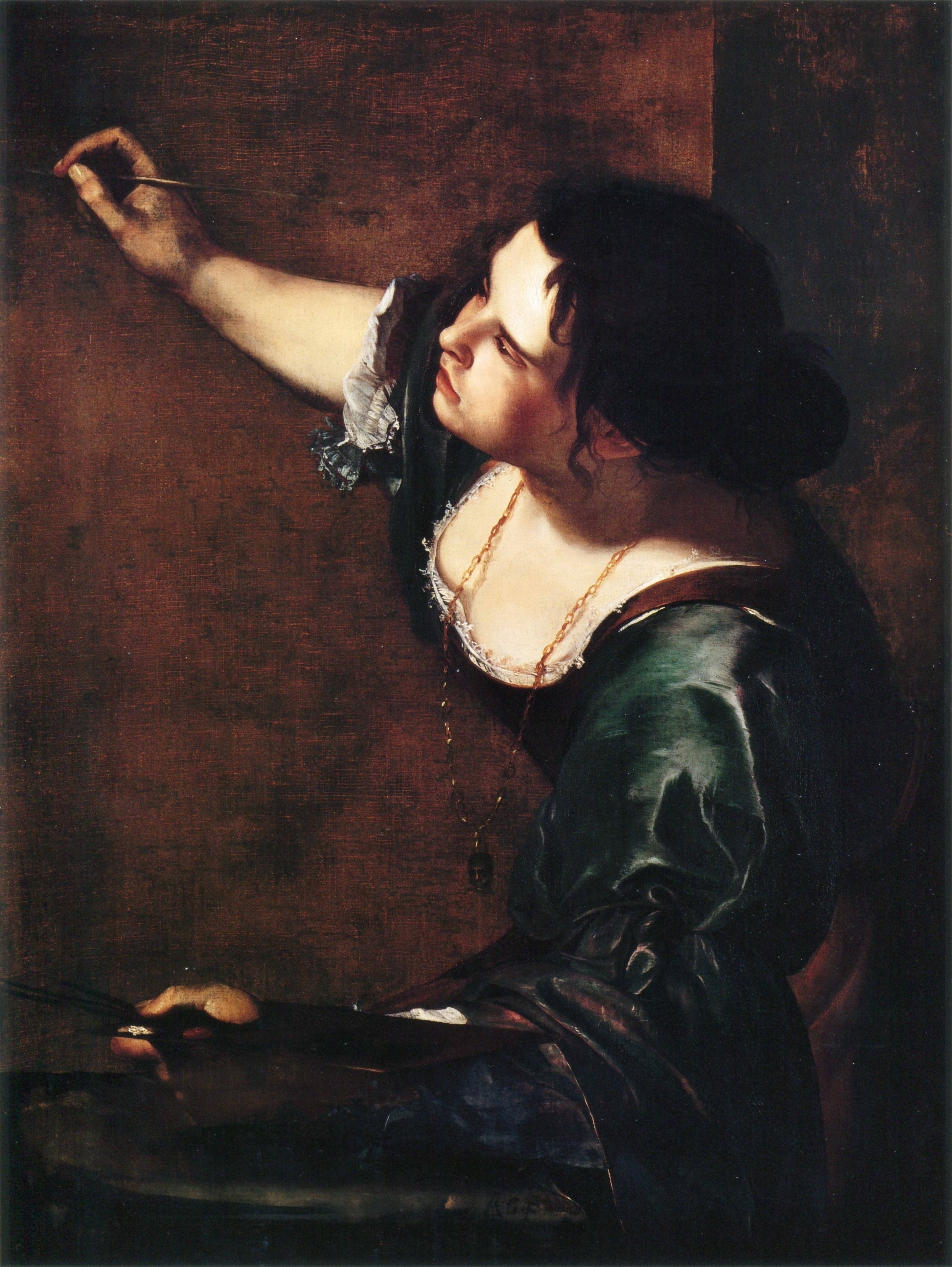
Artemisia Gentileschi, Autoritratto come allegoria della Pittura, 1638 (Royal Collection, Castello di Windsor)
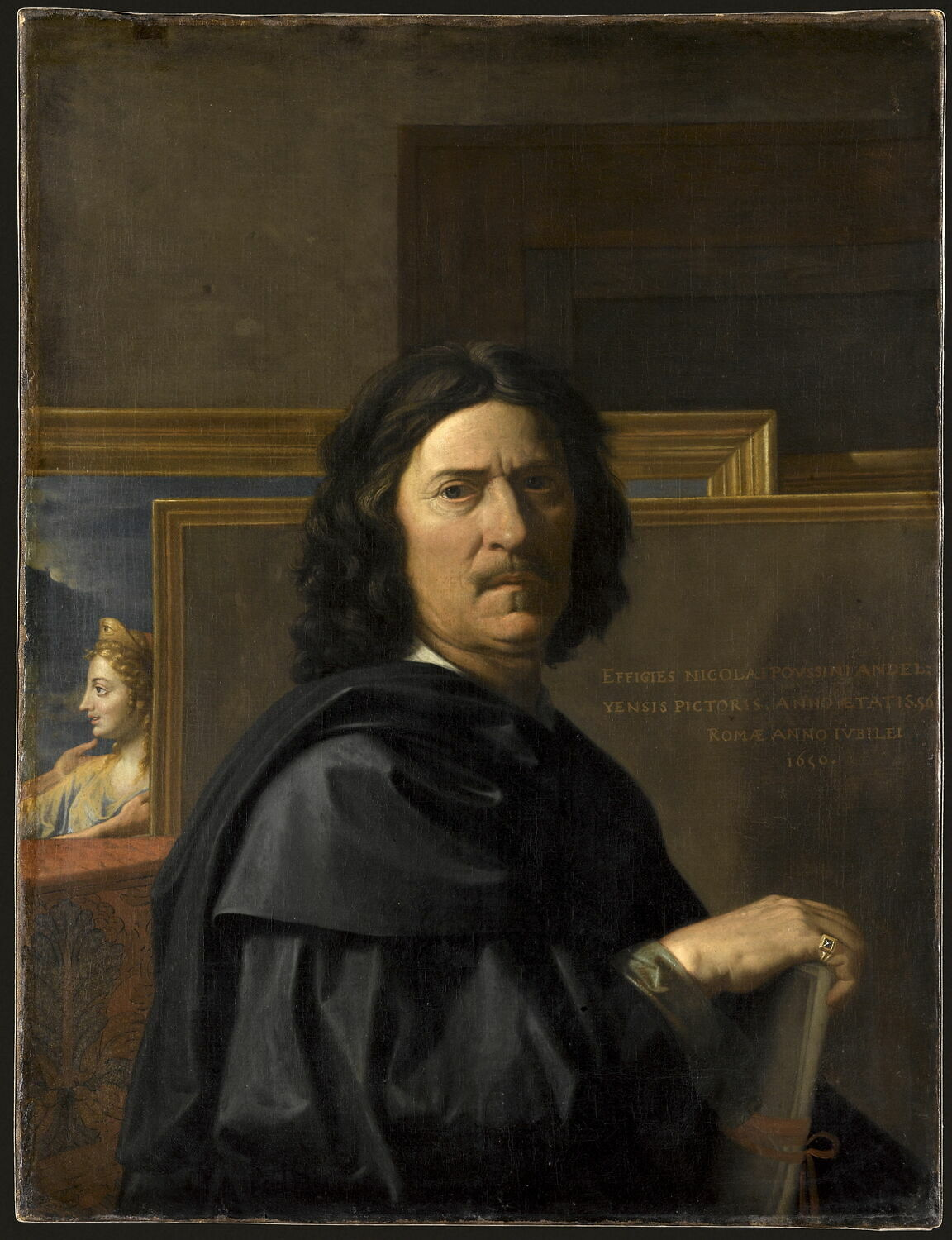
Nicolas Poussin, Autoritratto (1650, Parigi, Louvre)

### Gli autoritratti di gruppo
L'aristocraticità dell'ambientazione o degli atteggiamenti in cui il pittore si raffigurava caratterizzarono anche il terzo filone seicentesco, quello dell'autoritratto «di gruppo», in cui gli artisti si ritraevano in compagnia di altre persone, in genere amici o familiari, particolarmente in voga in ambito nordico, e specialmente fiammingo, e in generale tutta la produzione di autoritratti in quelle aree geografiche. Pittori particolarmente rappresentativi in questo senso furono in particolare Antoon van Dyck e Peter Paul Rubens.

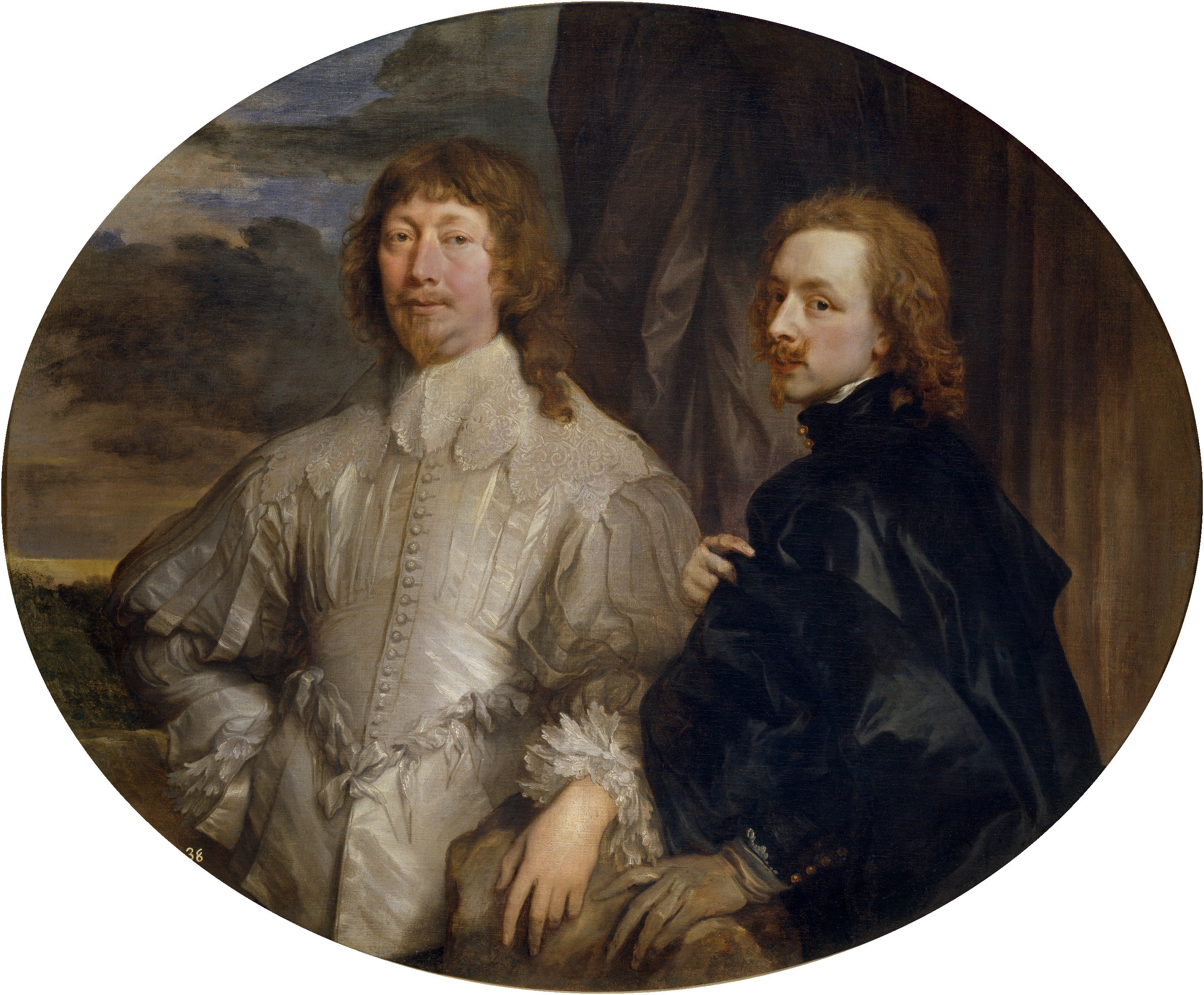
Antoon van Dyck, Autoritratto con Sir Endymion Porter, 1635 (Madrid, Museo del Prado)

Del primo, la ricercatezza delle vesti e l'espressività del volto caratterizzano la serie di quattro autoritratti giovanili dipinti tra il 1613 e il 1623 e conservati a Vienna, Monaco, New York e San Pietroburgo, caratteristiche ancora più evidenti nel più maturo Autoritratto con girasole del 1632-33. Emblematico invece del soggetto di gruppo è invece l'Autoritratto con Sir Endymion Porter (1635). L'opera da un lato evidenzia il legame di profonda amicizia fra l'artista e Endymion Porter, la cui solidità sembra suggerita dalla roccia su cui entrambi posano la mano. Al contempo tuttavia è sottolineato il divario sociale che divide i due soggetti: Porter, uno dei principali esponenti della corte di Carlo I, è raffigurato in posizione quasi frontale, con lo sguardo fermo verso quello dell'osservatore, oltre che riccamente abbigliato; Van Dyck al contrario è ripreso di tre quarti, con un'espressione quasi intimidita e una posa più modesta, oltre che vestito in modo più semplice.

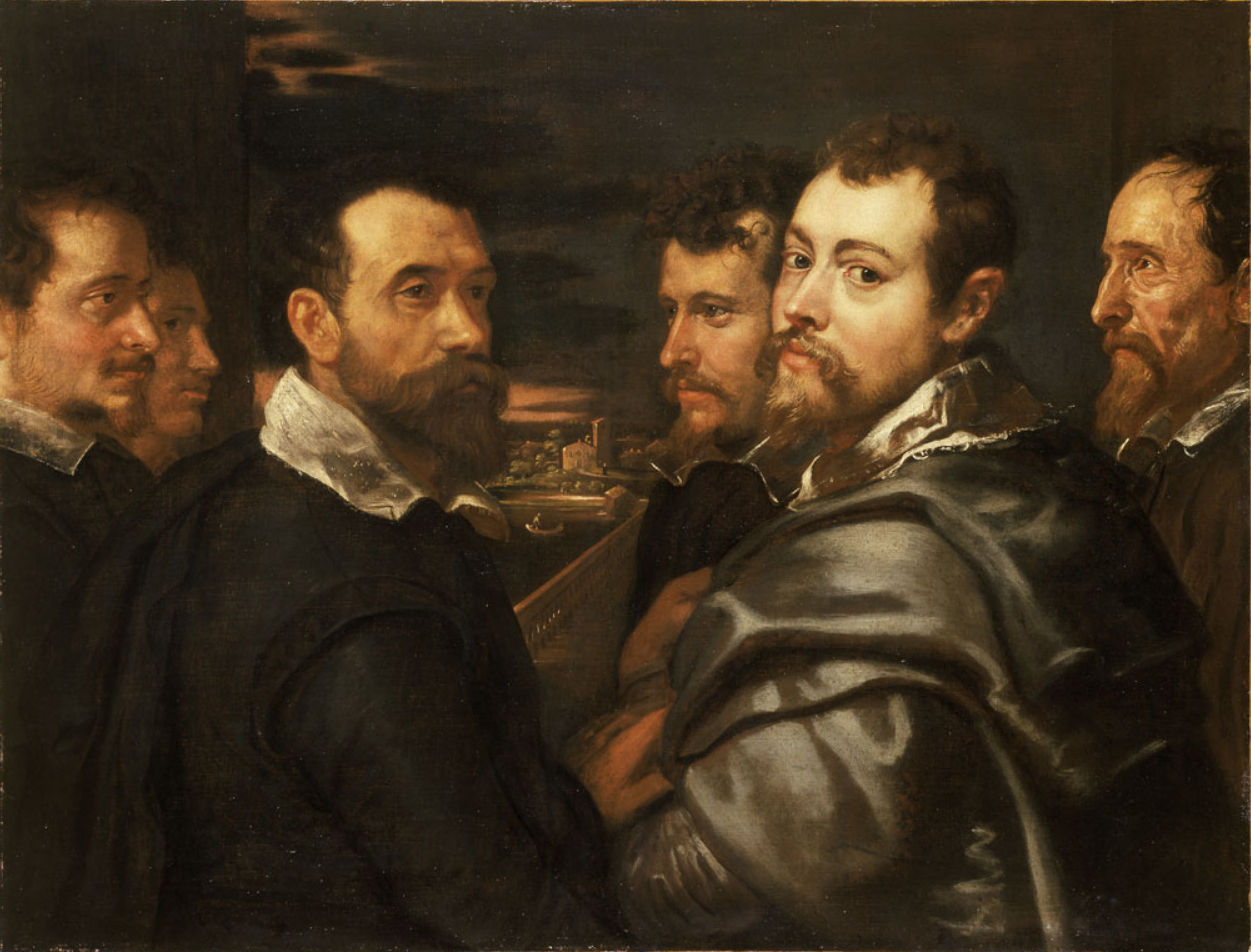
Peter Paul Rubens, Autoritratto con amici a Mantova, 1602-04 (Colonia, Wallraf-Richartz Museum)

Di Rubens, oltre ad alcuni autoritratti autonomi, se ne ricordano parecchi di gruppo, tanto da far considerare l'autore il principale esponente di questo filone: l'Autoritratto con amici a Mantova (1602-04), l'Autoritratto con la moglie Isabella Brant (1609-10), l'Autoritratto con la moglie e il figlio (1638) e l'Autoritratto con il figlio Alberto. Appartenente a questo stesso genere, ma al contempo esempio di autoritratto e ritratto «delegato», in cui i soggetti vestono i panni di altri personaggi, reali o di fantasia, è il dipinto I quattro filosofi (1611-12), in cui Rubens appare in piedi sulla sinistra con lo sguardo a cercare quello dell'osservatore, secondo la consuetudine degli autoritratti «ambientati» tardo-quattrocenteschi.

### L'autoritratto delegato

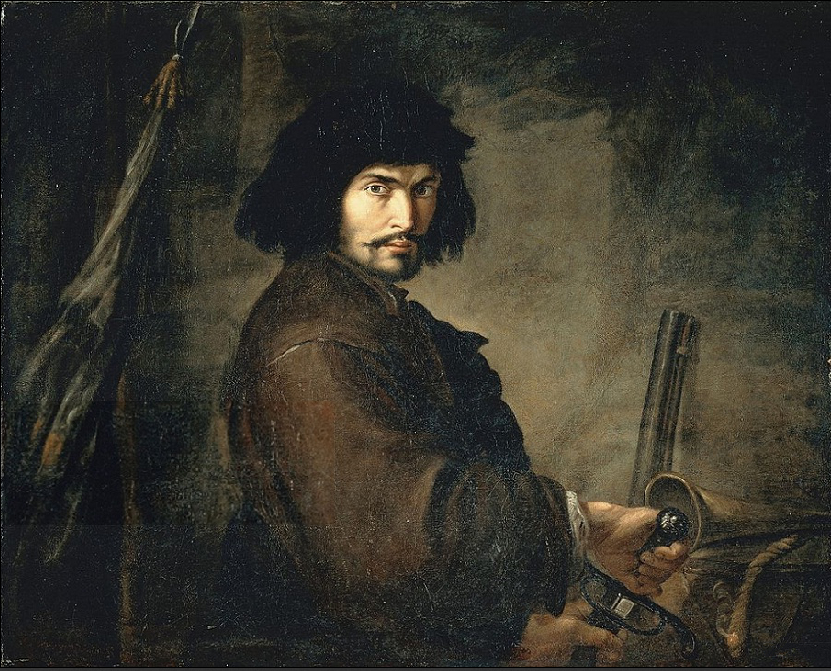
Salvator Rosa, Autoritratto in veste di guerriero, 1640-49 (Siena, Monte dei Paschi)

La diffusione di ritratti «allegorici», in cui il soggetto veniva raffigurato nei panni di un personaggio storico o mitologico o di fantasia, toccò anche la produzione degli autoritratti, innestandosi sul tradizionale filone degli autoritratti delegati, nei quali si diffusero sempre più ambientazioni mitologiche (specialmente nel XV e nel XVI secolo) e arcadiche (tra il XVII e il XVIII secolo), e contenuti allegorici.
Fra le più note raffigurazioni di sé in panni altrui che i pittori del Seicento lasciarono c'è l'Autoritratto in veste di guerriero di Salvator Rosa, realizzato negli anni quaranta. In esso il pittore si raffigura come guerriero, con in mano una spada e sullo sfondo un fucile e una tromba, al fine di dare di sé un'immagine di uomo ribelle, impulsivo e bellicoso, come in effetti era. Ma al contempo lo sguardo lascia intravedere un senso di solitudine e una malinconia difficilmente mascherabili. Differente e meno nota è la variante di profilo.
Così come la tradizione del ritratto allegorico riguardò massimamente la raffigurazione di soggetti femminili, allo stesso modo l'uso di raffigurarsi in panni altrui si fece ricorrente nel repertorio delle donne pittrici, fra le quali spicca Artemisia Gentileschi, autrice di un Autoritratto come martire (1615), di un Autoritratto come suonatrice di liuto (1615-17) e di un Autoritratto come allegoria della Pittura (1638).

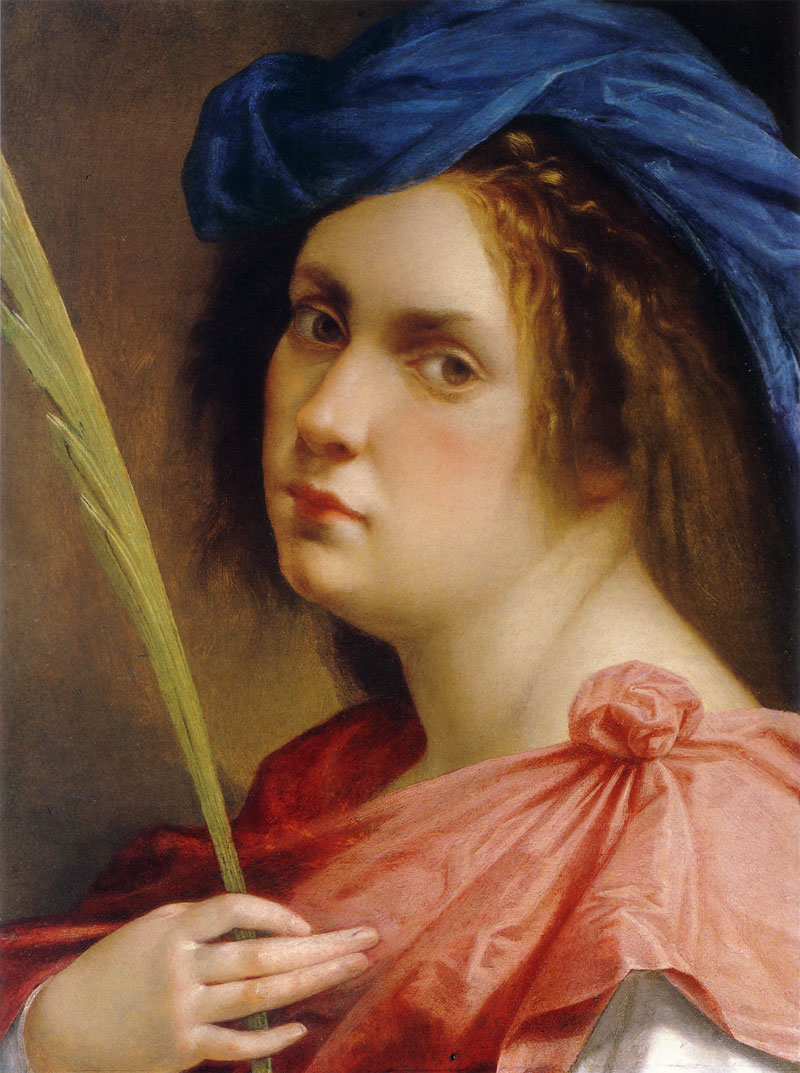
Artemisia Gentileschi, Autoritratto come martire, 1615 (collezione privata)
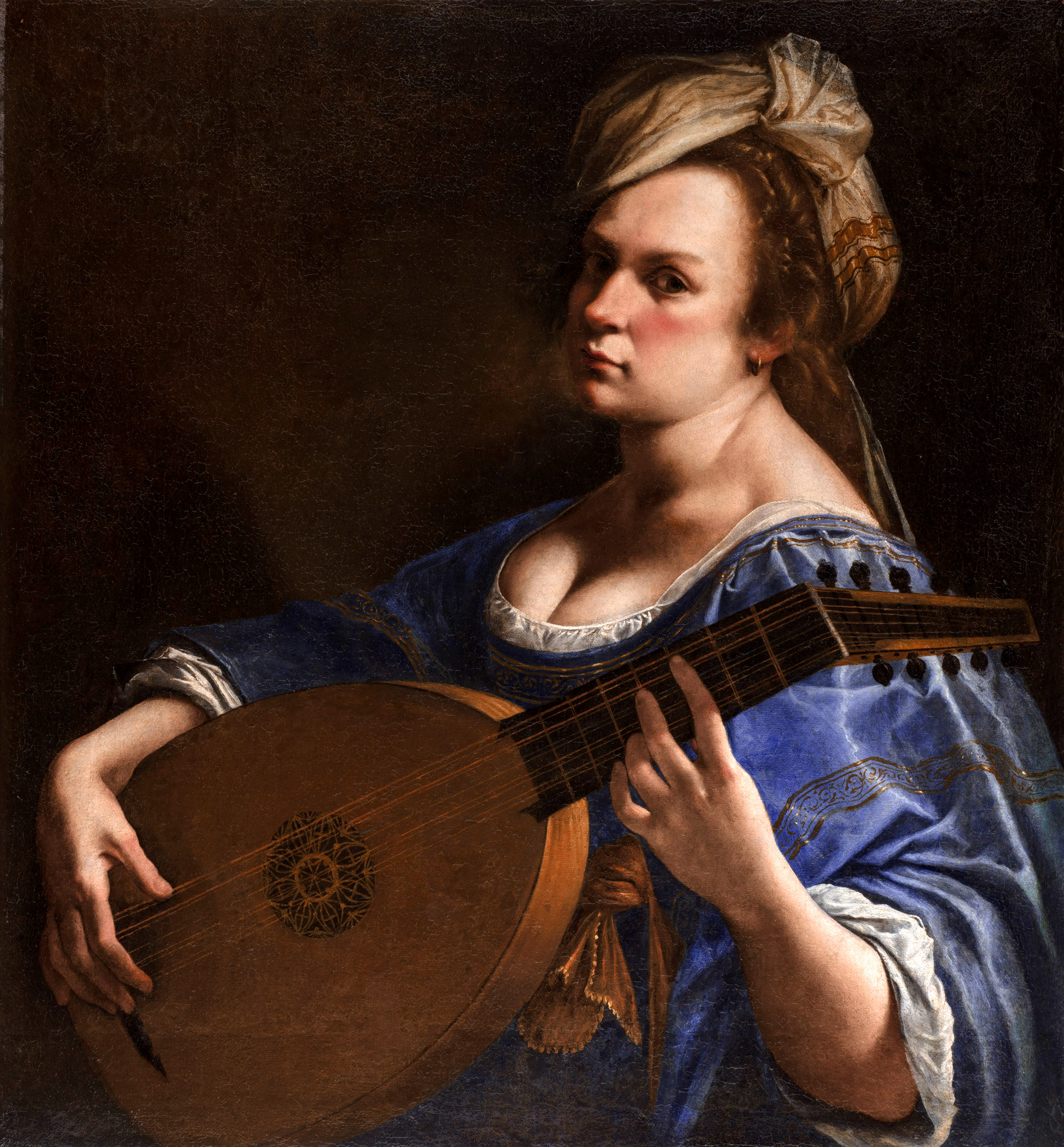
Artemisia Gentileschi, Autoritratto come suonatrice di liuto, 1615-17 (Minneapolis, Curtis Gallery)
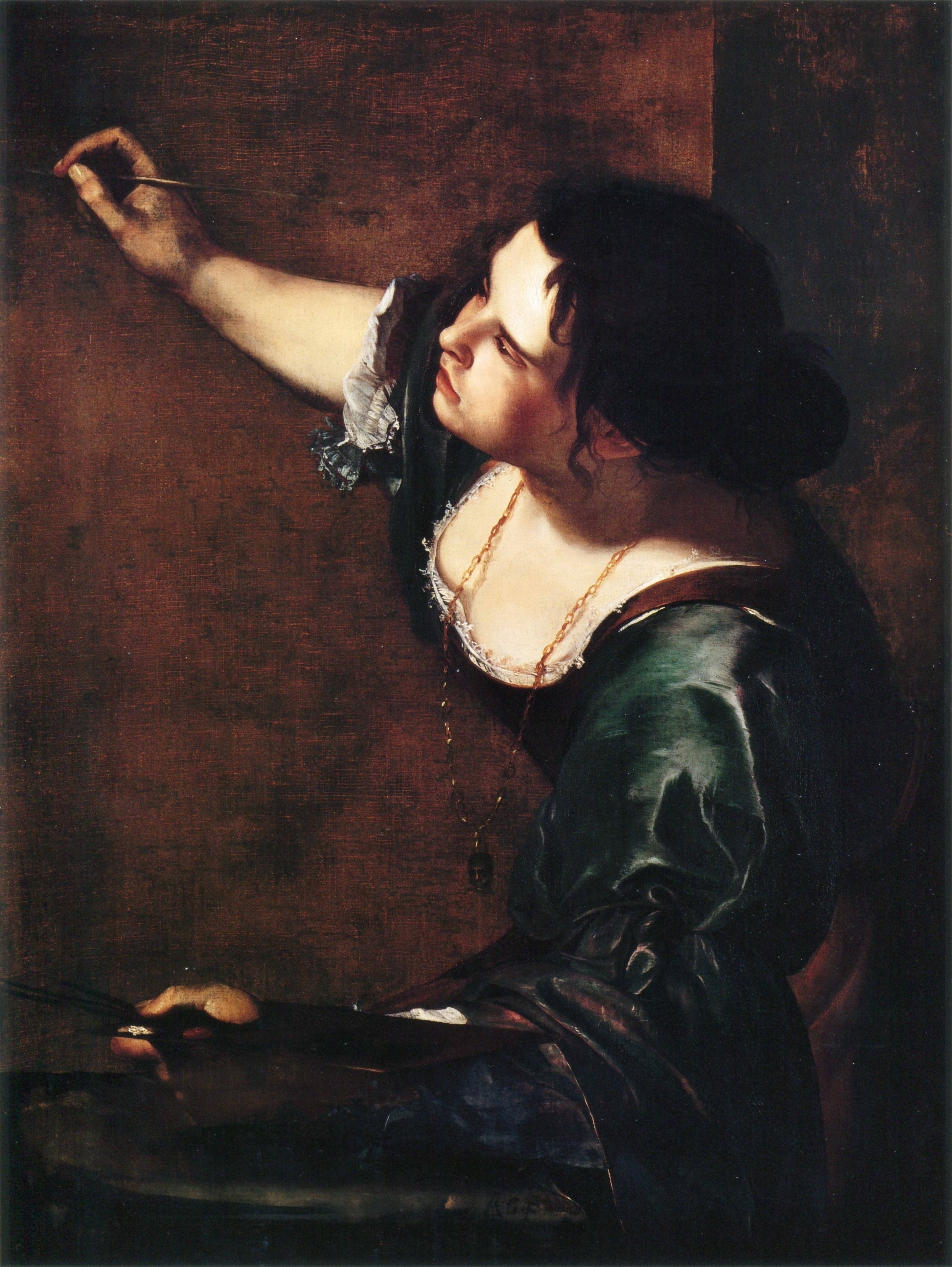
Artemisia Gentileschi, Autoritratto come allegoria della Pittura, 1638 (Royal Collection, Castello di Windsor)

### Gli autoritratti di Rembrandt

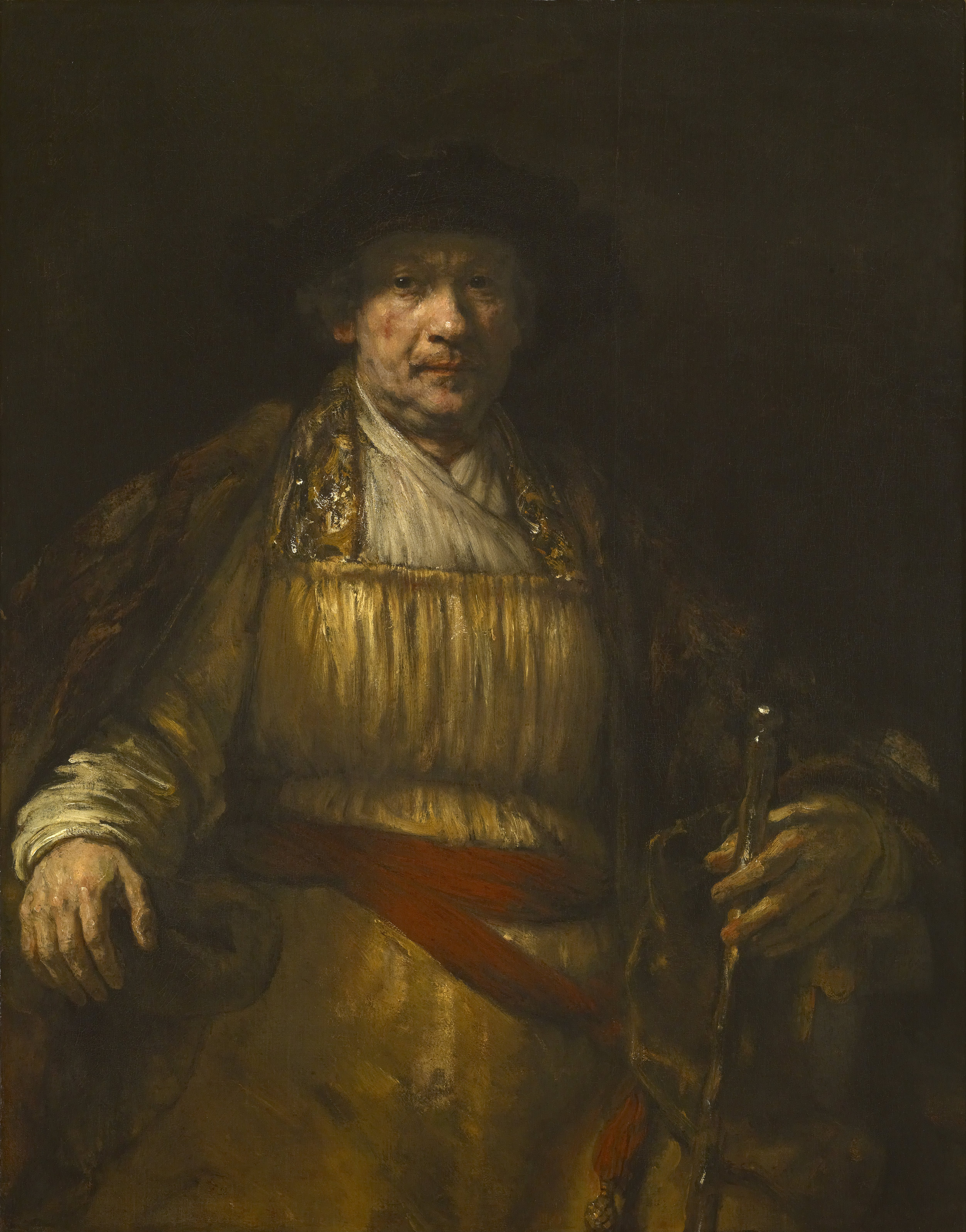
Autoritratto con bastone, 1658 (New York, Frick Collection)

Al pari di Dürer, Rembrandt si dedicò all'autoraffigurazione con particolare costanza, lasciando quarantasei autoritratti, disegnati e dipinti, che condensano tutti i filoni tipici della produzione seicentesca.
Quello che più colpisce è tuttavia il loro essere tasselli di una lunga e precisa autobiografia per immagini, fisica, morale e familiare. Il primo Autoritratto con gorgiera (1629) restituisce l'immagine di un giovane spavaldo, l'Autoritratto con Saskia nella parabola del figliol prodigo (1635) è una testimonianza della spensieratezza del pittore con la moglie, mentre l'Autoritratto a trentaquattro anni del 1640, ispirato al modello del Ritratto di Baldassarre Castiglione che Rembrandt aveva cercato invano di acquistare ad un'asta tenuta ad Amsterdam l'anno precedente, segna l'apice dei successi personali e professionali dell'artista. Da quel momento cominciò un lento declino umano, con la morte della moglie Saskia nel 1642, del figlio Titus nel 1668, i problemi con la committenza, le difficoltà finanziarie che lo costrinsero a vendere i suoi beni e la vecchiaia incombente. Furono proprio gli autoritratti che, nel tentativo di trasmettere sulla tela la propria crescente sofferenza, diedero a Rembrandt l'intuizione di operare quel progressivo disfacimento della pennellata e della materia pittorica che cancellò le tracce della luminosa e squillante precisione dei dipinti giovanili, secondo un percorso stilistico che provocò lo stupore dei contemporanei e che ebbe come unico precedente il «non finito» tizianesco. In quello noto come Ultimo autoritratto (1669) l'immagine del pittore è ormai quella di un vecchio solo, in cui solo la dignità dello sguardo riesce a bilanciare i devastanti segni che il tempo e le difficoltà hanno lasciato sul volto. Anche la produzione ritrattistica del pittore nasconde spesso un'analoga introspezione autobiografica: i ritratti delle persone a lui vicine manifestano sempre affetto e tenerezza: Saskia col fiore rosso (1641) è l'ultimo toccante omaggio tributato alla moglie, ormai morente e con il volto segnato dalla tubercolosi, da Rembrandt, del quale «ogni ritratto è un autoritratto».

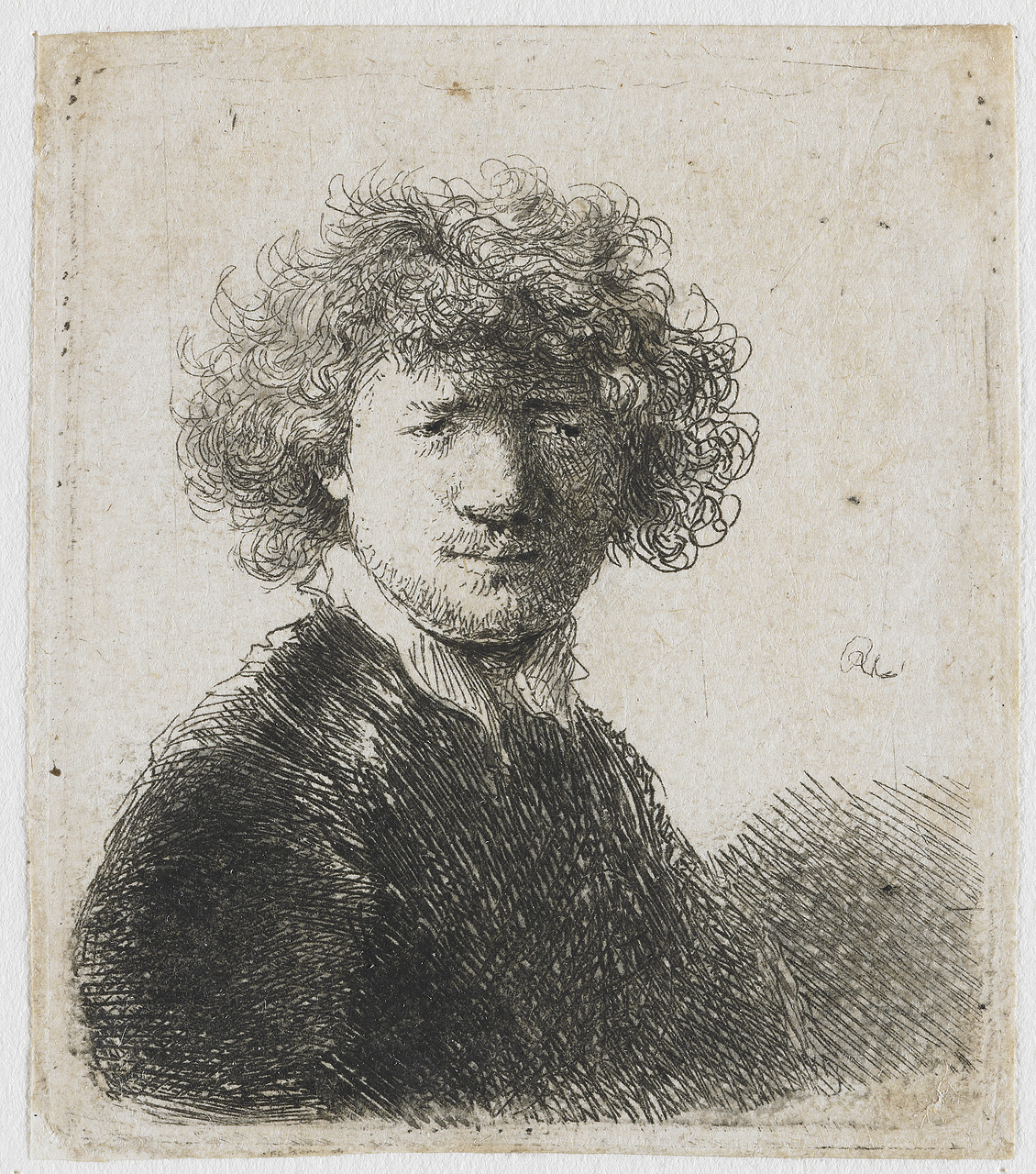
Autoritratto con capelli ricci e colletto bianco, 1628-30 (Amsterdam, Rijksmuseum)
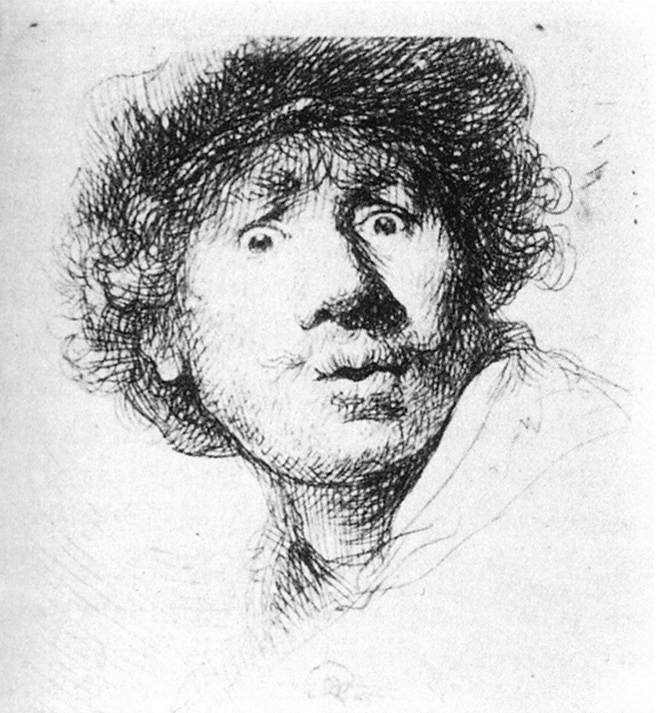
Autoritratto con berretto a bocca aperta, 1630 (Amsterdam, Rijksmuseum)
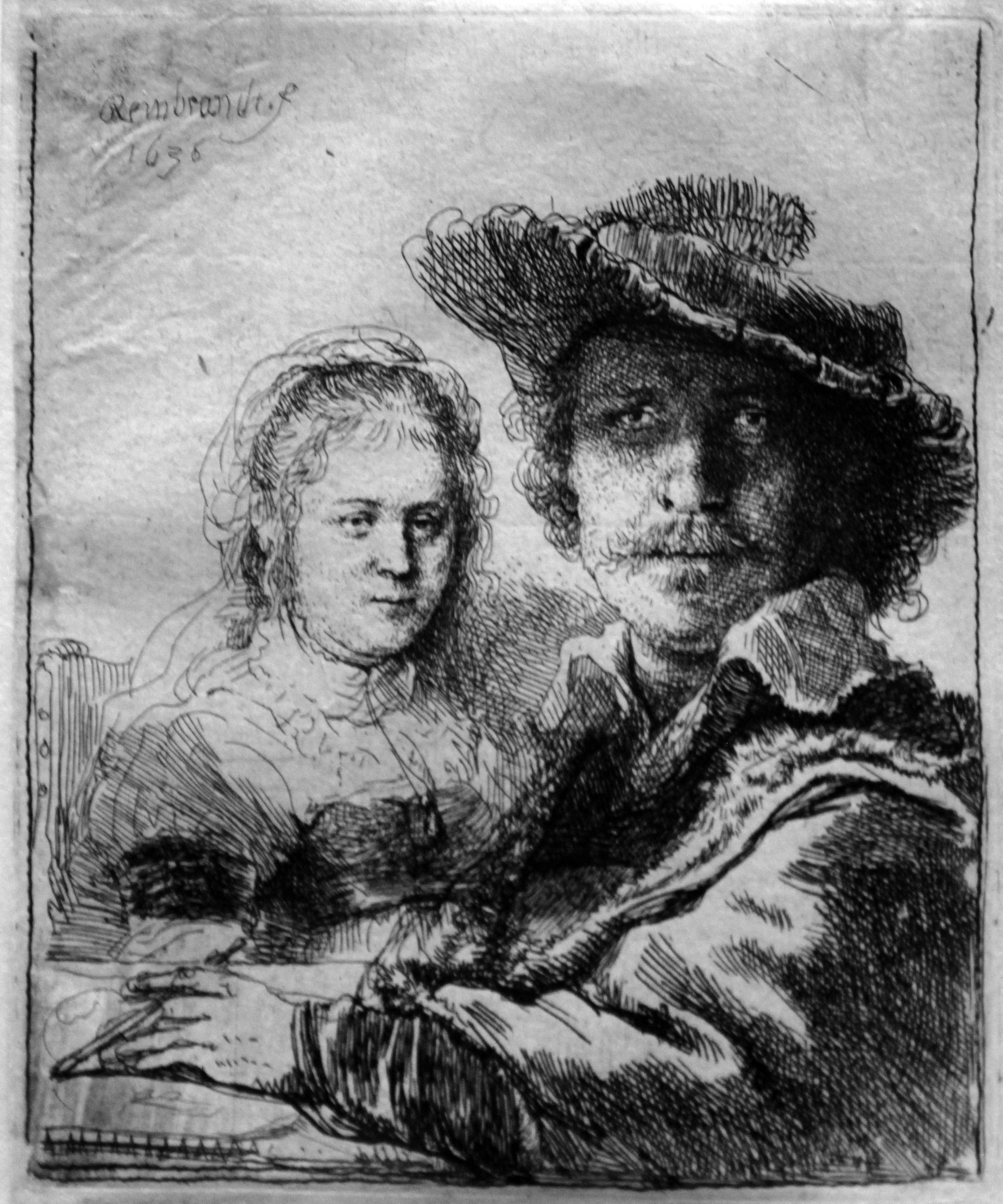
Autoritratto con Saskia, 1636 (Norimberga, Germanisches Nationalmuseum)
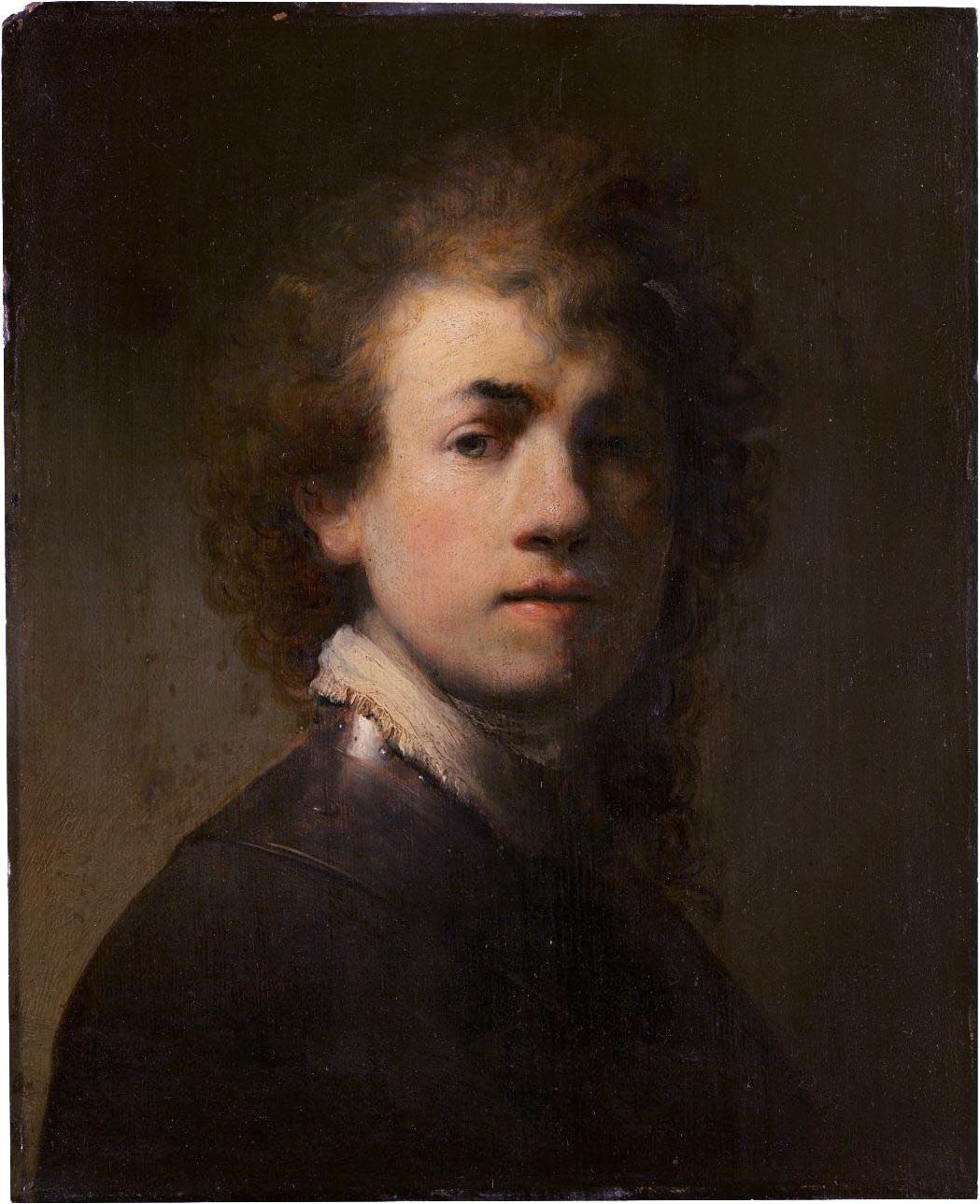
Autoritratto con gorgiera, 1629 (L'Aia, Mauritshuis)
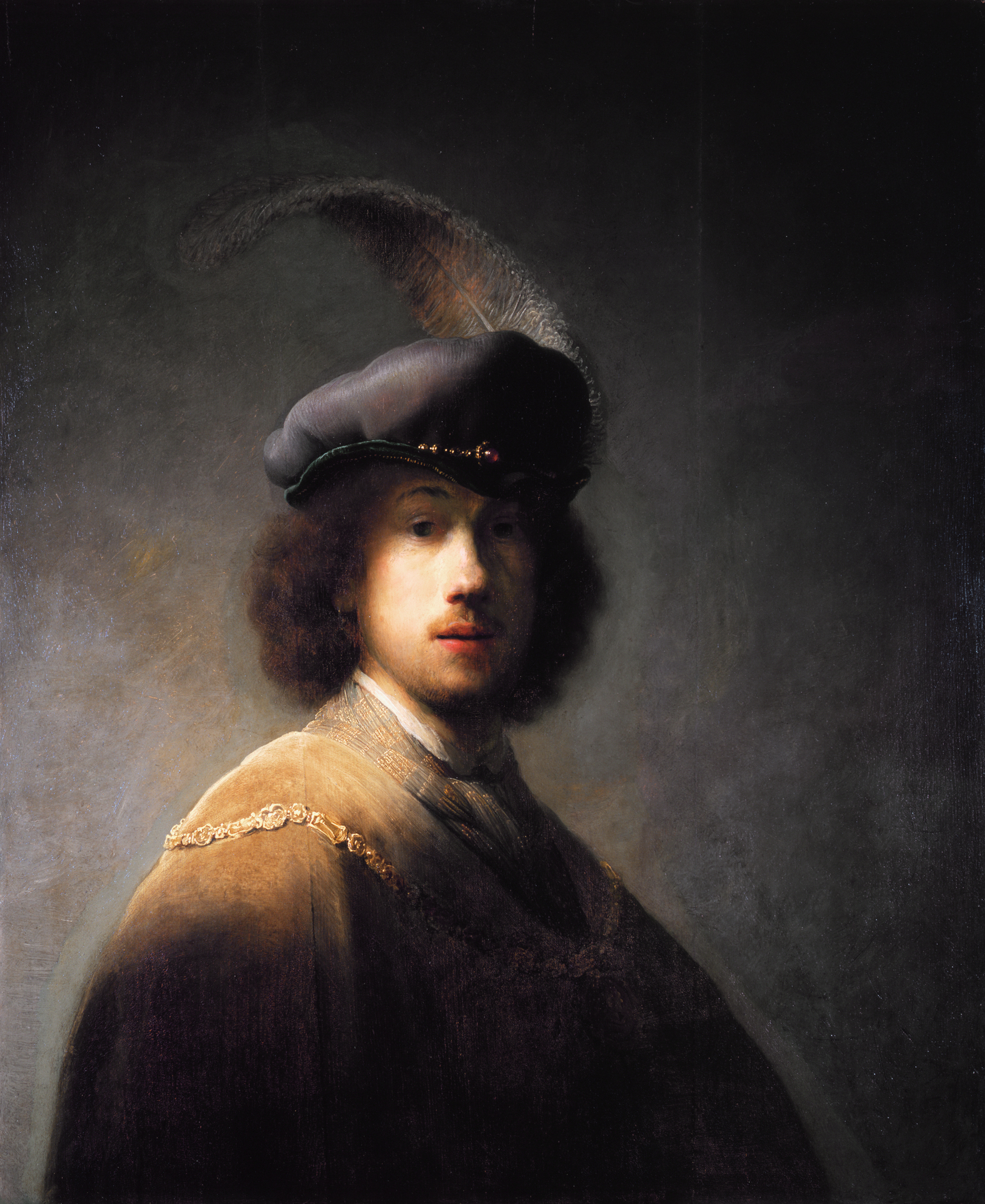
Autoritratto con berretto piumato, 1629 (Boston, Isabella Stewart Gardner Museum)
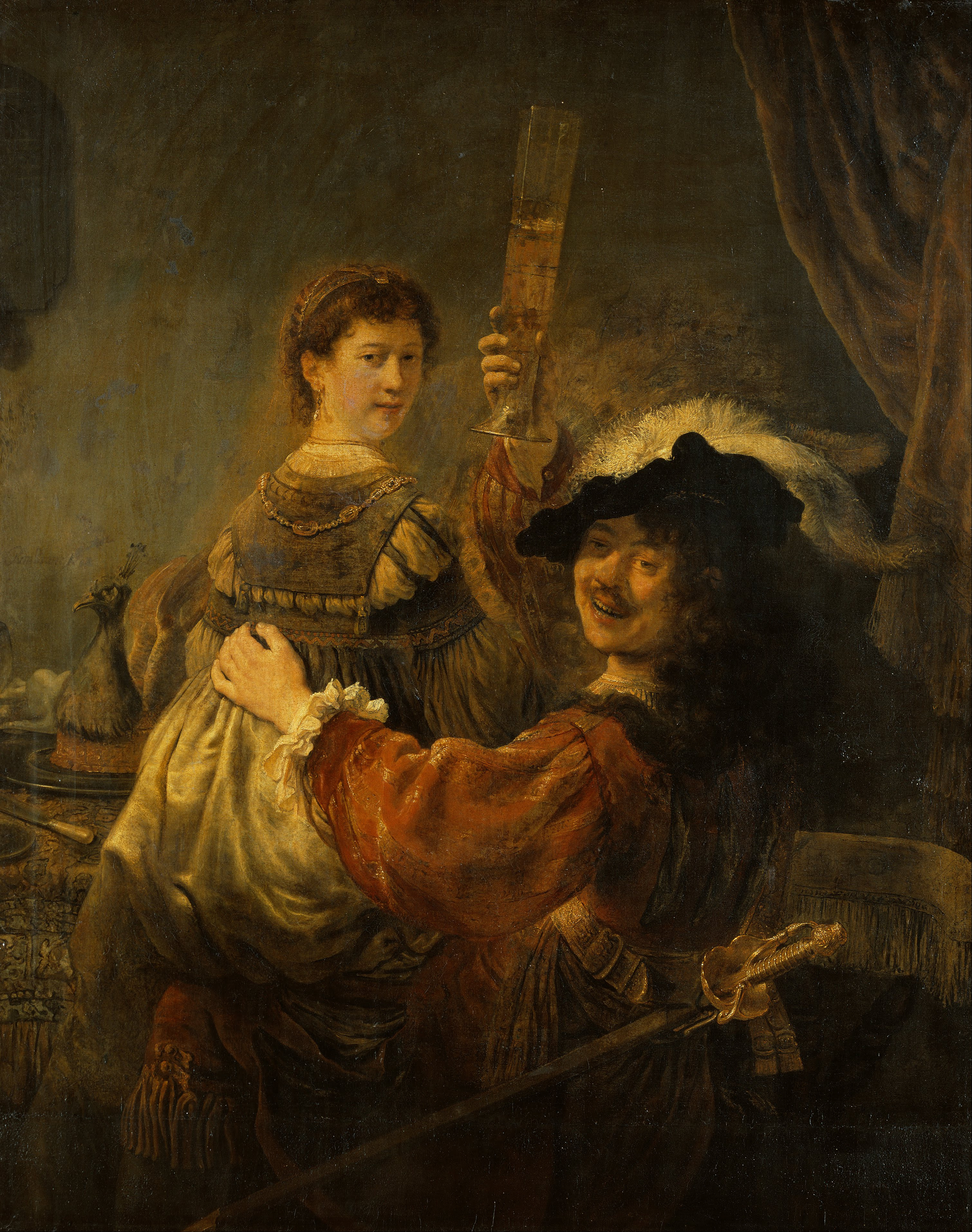
Autoritratto con Saskia nella parabola del figliol prodigo, 1635 (Dresda, Gemäldegalerie)
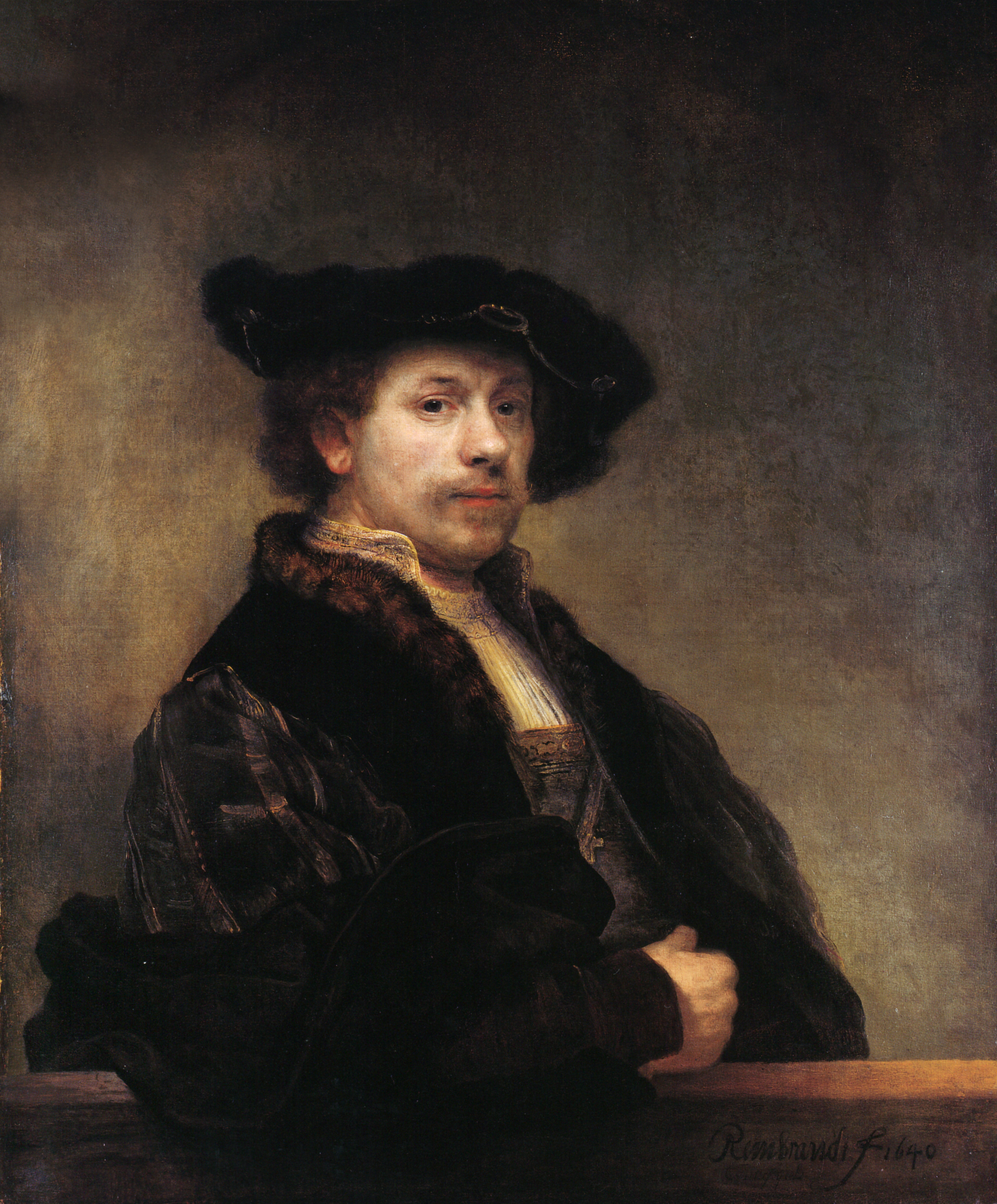
Autoritratto a trentaquattro anni, 1640 (Londra, National Gallery)
Autoritratto, 1659 (Washington, National Gallery of Art)
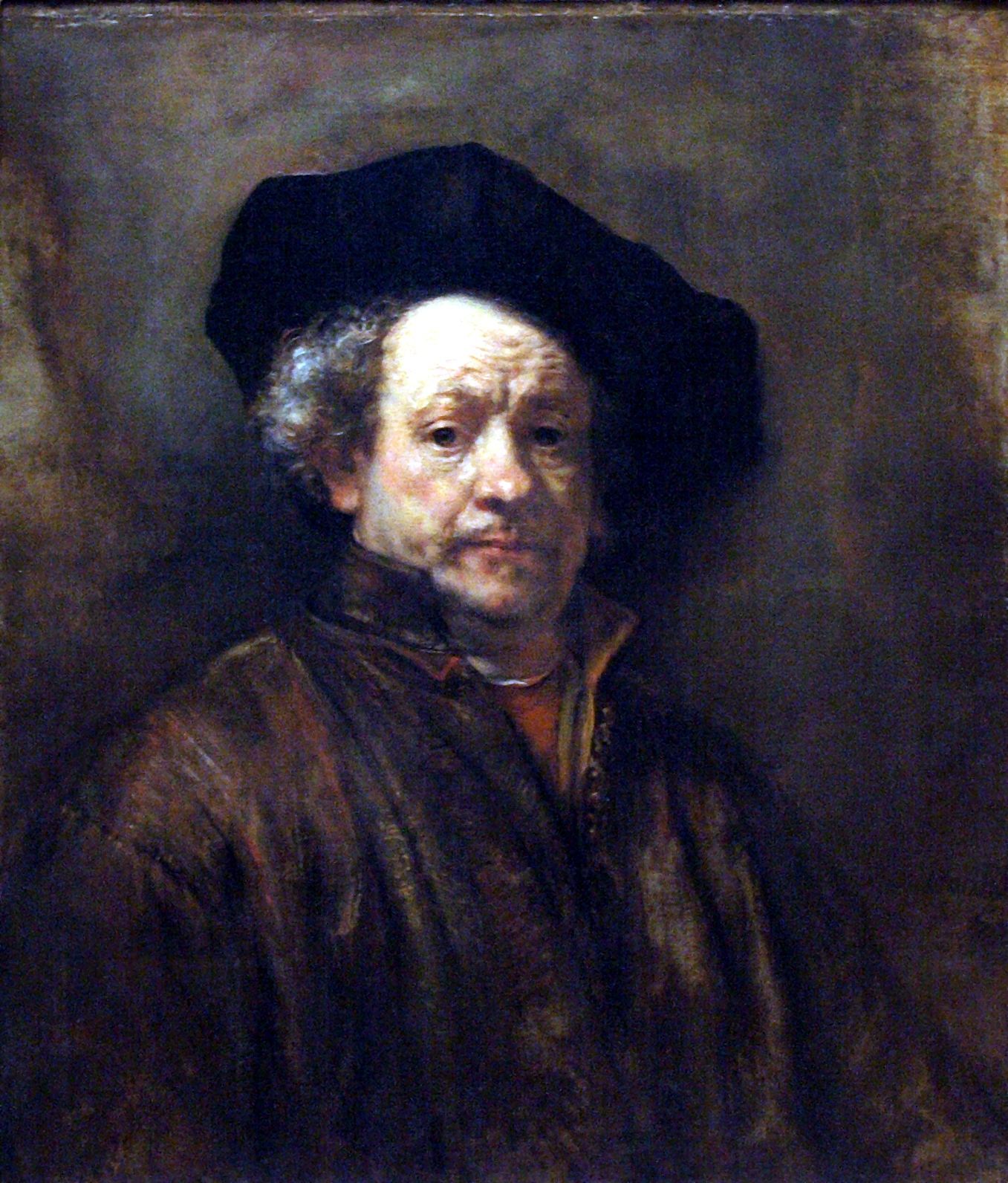
Autoritratto, 1660 (New York, Metropolitan Museum of Art)
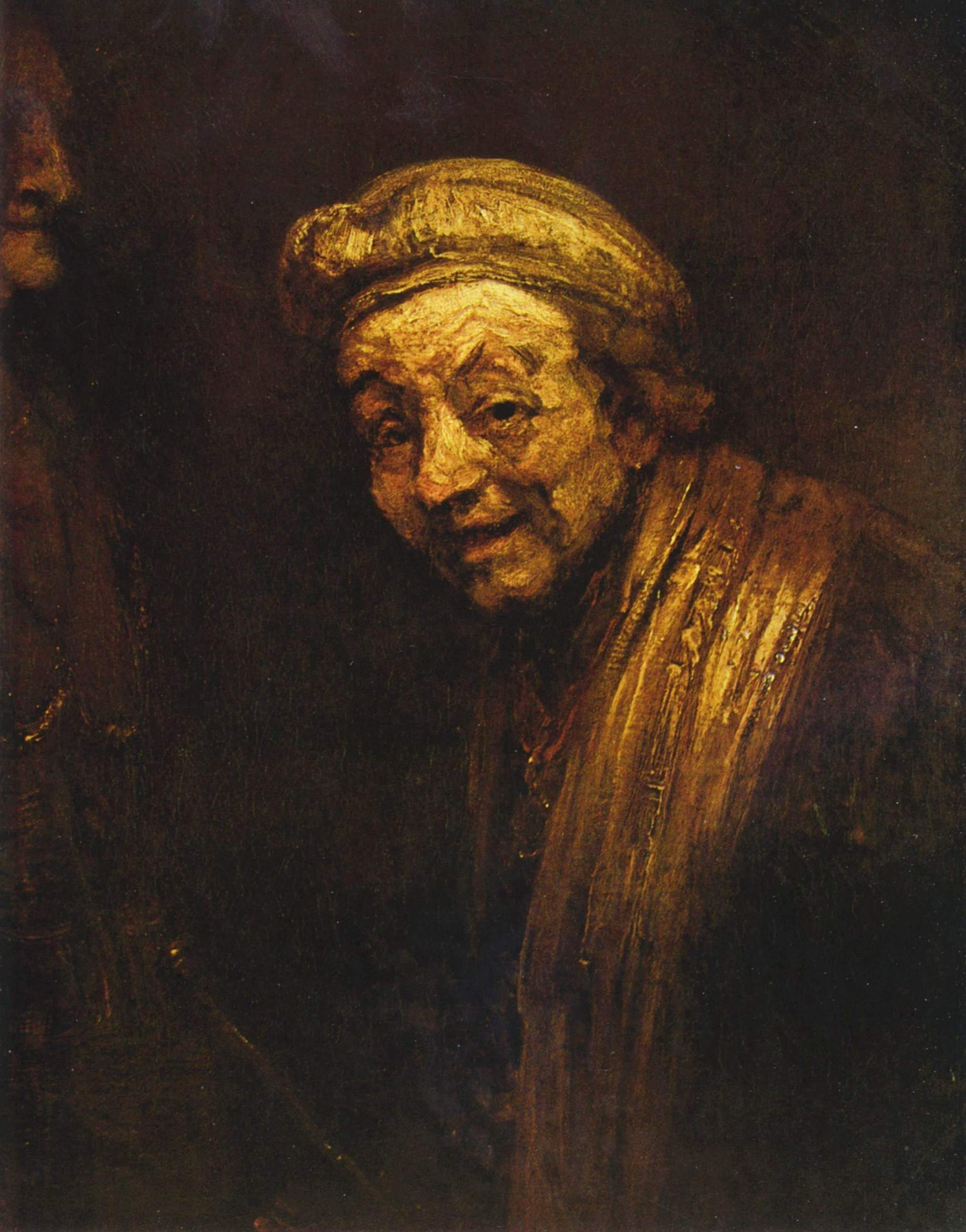
Autoritratto come Democrito, 1662 (Colonia, Wallraf-Richartz-Museum)
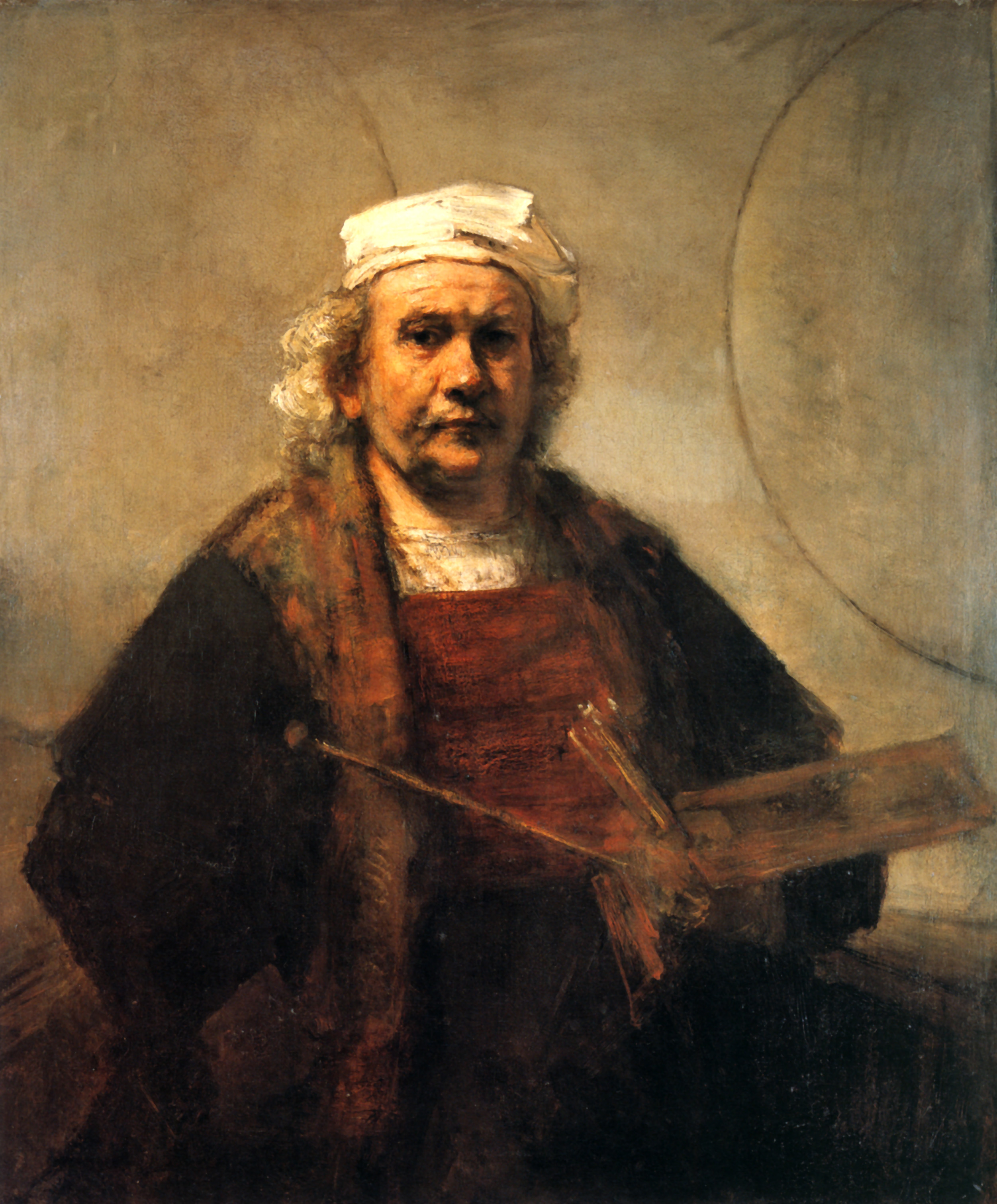
Autoritratto con due cerchi, 1665-69 (Londra, Kenwood House)
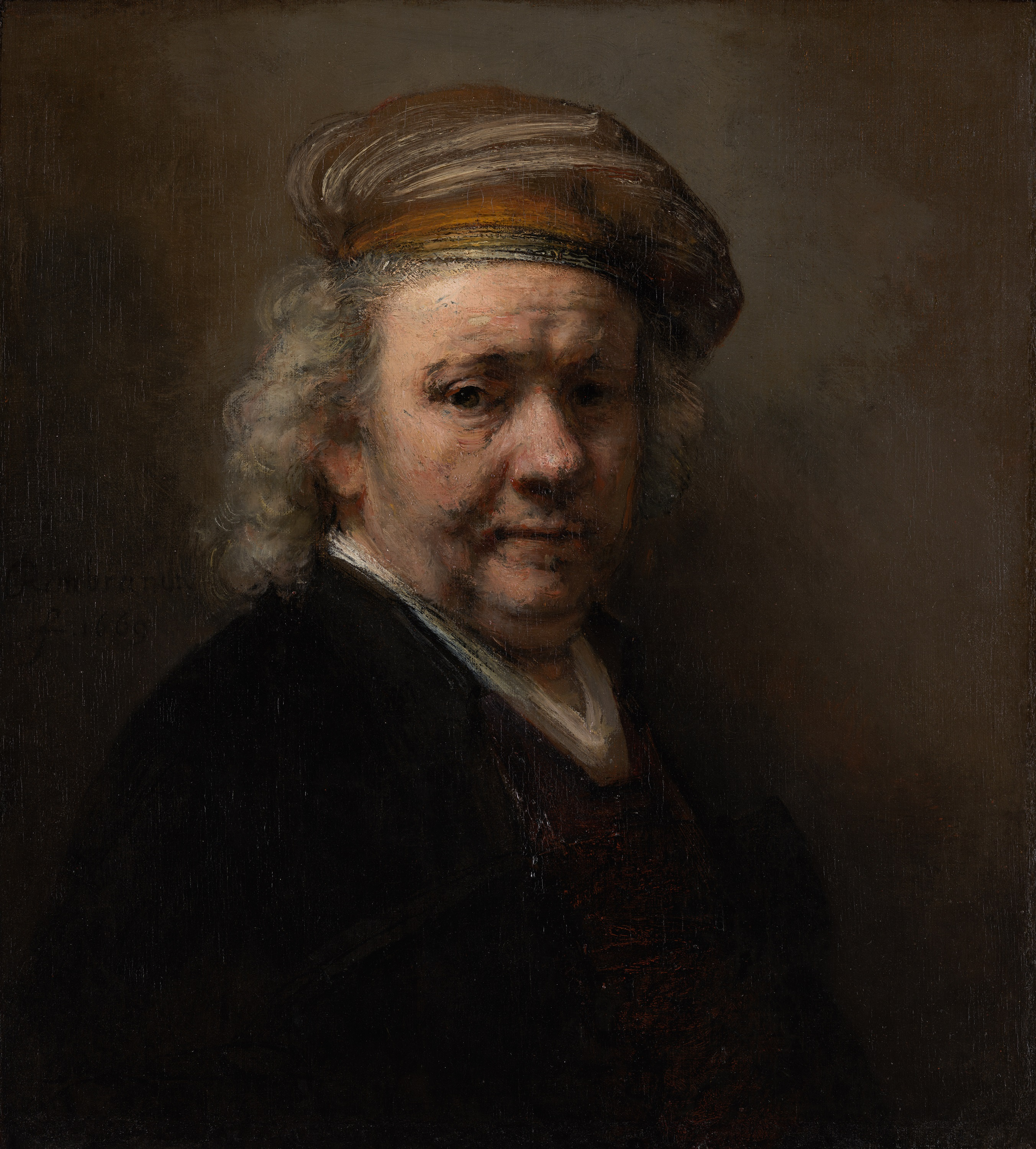
Ultimo autoritratto, 1669 (L'Aia, Mauritshuis)

## Dopo Rembrandt: l'autoritratto nel Settecento

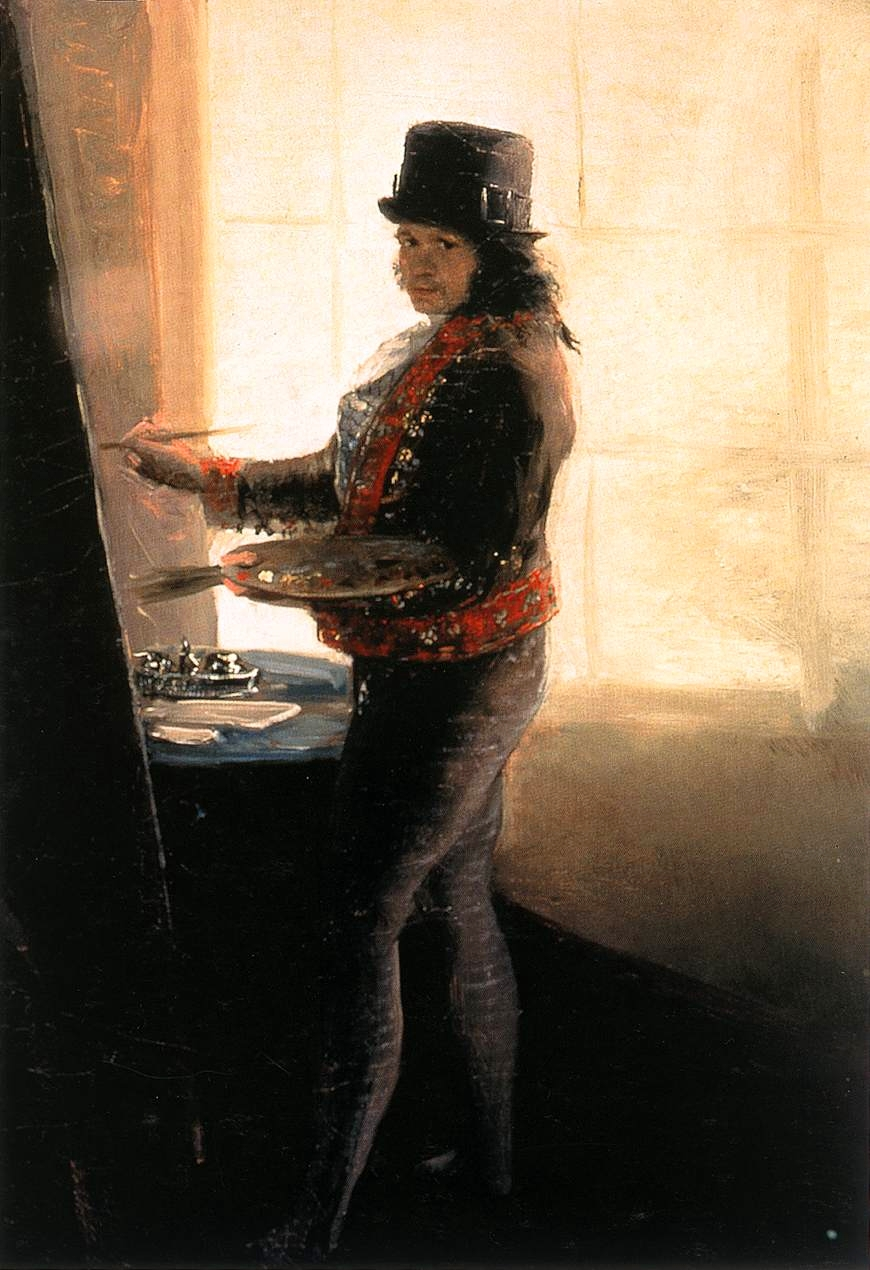
Francisco Goya, Autoritratto nello studio, 1793-95 (Madrid, Real Academia de Bellas Artes de San Fernando)

Le ricerche di Rembrandt chiusero idealmente la stagione della sperimentazione e della codifica del genere dell'autoritratto, stagione che andò approssimativamente dal XV al XVII secolo e che portò il genere ad avere una sua importanza ed autonomia nella tradizione artistica europea.
Nella pittura del XVIII secolo, dominata dal tema del racconto, l'autoritratto tornò ad una tradizionale raffigurazione del pittore volta a sottolinearne il ruolo di artista, come nell'Autoritratto col cane (1745) di William Hogarth, raffigurazione non di sé ma del proprio autoritratto, come ai tempi del Perugino e del Pinturicchio, o nell'Autoritratto nello studio (1793-95) di Francisco Goya, curioso dal punto di vista sia dell'abbigliamento che della resa luministica; lo spagnolo si ritrasse inoltre ne La famiglia dell'infante don Louis (1783-84), con la medesima soluzione compositiva adottata da Velazquez in Las meninas, e in Goya curato dal dottor Arrieta (1820).
In questo genere di opere, in cui il pittore sottolineava il proprio ruolo, era usanza autoritrarsi in ambienti sontuosi e in abiti eleganti, sfoggiando le medaglie e i riconoscimenti continuamente concessi dai loro mecenati: non solo si descriveva la professione, ma se ne rivendicava il prestigio.
Pure il temperamento umano rimase oggetto di indagine della ritrattistica settecentesca, come ad esempio nell'Autoritratto (1775) di Jean-Baptiste Chardin. Notevoli furono inoltre, sul finire del secolo, alcuni autoritratti di Anton Raphael Mengs e di Jacques-Louis David.

## L'Ottocento

### Il recupero della polarità fra raffigurazione sociale e introspezione psichica

Gustave Courbet, L'atelier, 1855 (Parigi, Museo d'Orsay)

La tendenza del XIX secolo fu quella di recuperare l'antica polarità che aveva guidato i pittori nella raffigurazione del proprio volto, ossia quella fra affermazione del loro ruolo pittorico e introspezione psicologica. Sul primo versante notevole è la produzione di Gustave Courbet, che nei suoi numerosi autoritratti ricercò sempre la propria rivendicazione sociale; il più celebre è senza dubbio L'Atelier (1854-55), che, come spiegato dallo stesso Courbet in una lettera a Jules Champfleury, rappresenta simbolicamente la storia della propria carriera di pittore. Allo stesso modo, Jean-Auguste-Dominique Ingres, Jean-Baptiste Camille Corot, James Abbott McNeill Whistler, Camille Pissarro e Claude Monet prestarono sempre attenzione all'immagine che volevano dare di sé e del proprio ruolo.

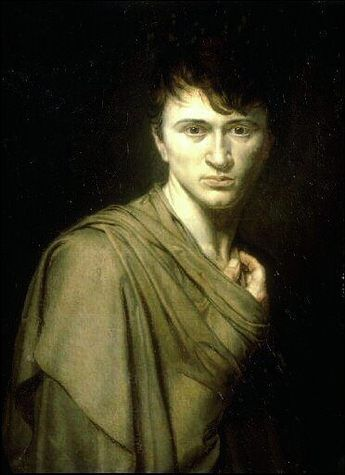
Alexandre-Denis Abel de Pujol, Autoritratto (1806), Valenciennes, Museo di belle arti

Caratteristiche del tutto peculiari sono quelle registrate nell'ambito del romanticismo nei primi anni del XIX secolo. In questo contesto si ebbe un profondo mutamento del ruolo dell'artista nella società: i giovani pittori romantici cominciarono a considerare l'arte una vocazione, più che una normale professione, e la carriera artistica tendeva a diventare una libera scelta dei giovani, anche in contrasto con le famiglie, a tal punto che il dedicare la propria vita all'arte veniva spesso considerato un atto di ribellione familiare e sociale. Ecco quindi che negli autoritratti dell'epoca, e specialmente in quelli giovanili, compaiono pose e sguardi arroganti. L'enfatizzazione del concetto di vocazione all'arte come scelta esistenziale portò sempre più spesso a uno snobismo nei confronti dei guadagni e della realizzazione economica e sociale, oltre che un diverso approccio, se non addirittura un rifiuto, verso la committenza, e crebbe di conseguenza l'ostentazione negli autoritratti di atteggiamenti di sufficienza. Il rifiuto stesso di considerare l'arte una professione contribuì a diffondere la moda di ritrarsi senza gli attributi professionali e non più nell'atto di dipingere, davanti al cavalletto e con in mano la tavolozza e il pennello. Gli abiti, da lussuosi quali erano negli autoritratti settecenteschi, si fecero poco curati e spesso indossati con negligenza: le camicie diventarono scollate, le cravatte male annodate e le capigliature scarmigliate, in stile byroniano. Identiche caratteristiche si possono riscontrare nei ritratti che i pittori romantici facevano ad altri artisti, letterati e musicisti.
Sul secondo versante, quello dell'introspezione psicologica, il tema si fece nell'Ottocento particolarmente profondo e drammatico, sulla scorta dell'interesse per la psiche umana sfociato sul finire del secolo nella fondazione della psicoanalisi da parte di Sigmund Freud. Ugualmente rilevante fu la nuova dimensione sociale in cui gli artisti si trovarono a vivere, non più professionisti dalla notevole caratura culturale e dal grande riconoscimento sociale ed economico, bensì, sempre più spesso, personalità isolate in un mondo borghese da loro giudicato ipocrita e conformista.

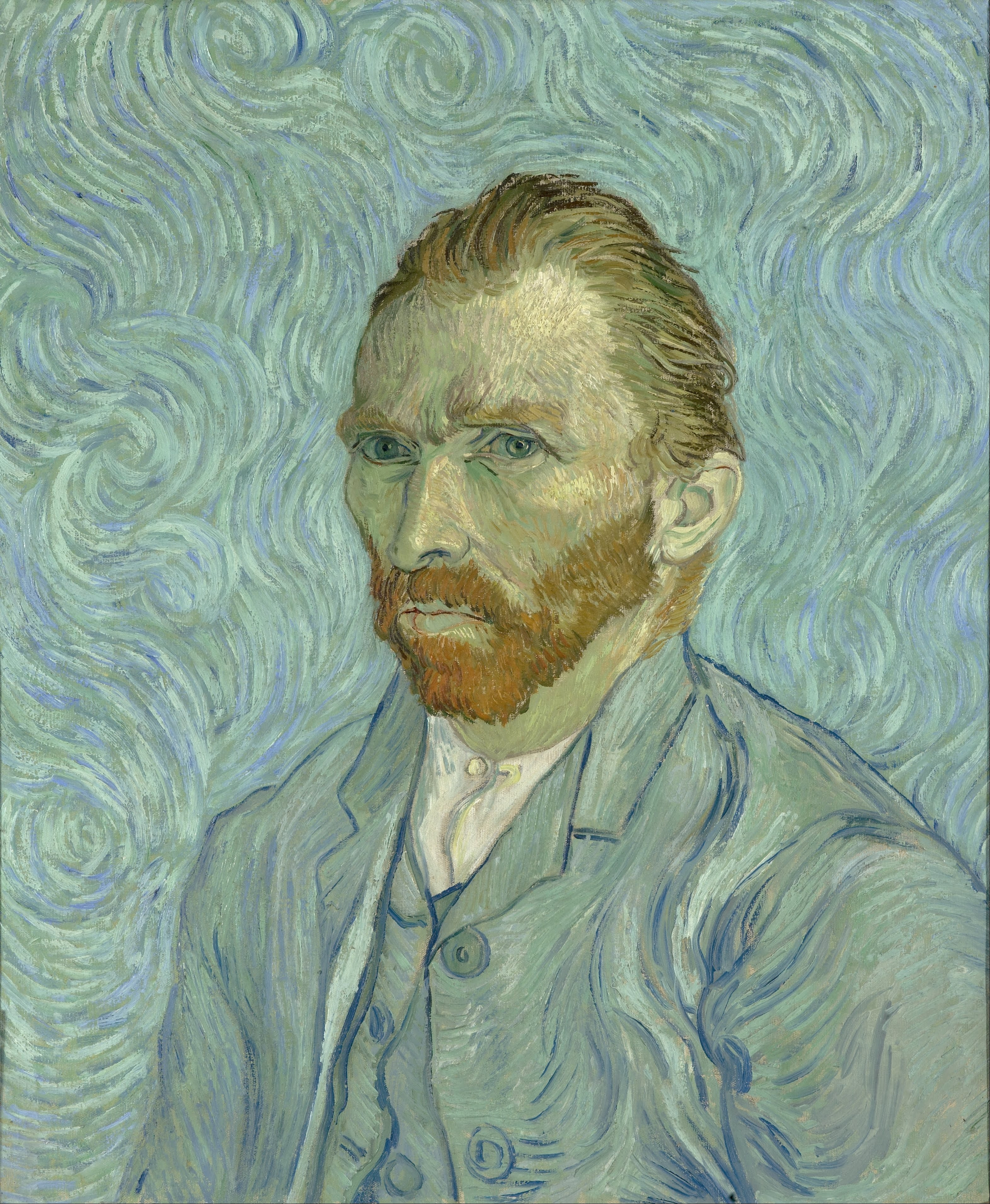
Vincent van Gogh, Autoritratto, 1889 (Parigi, Museo d'Orsay)

La drammaticità di queste condizioni fu evidente negli autoritratti di Vincent van Gogh, probabilmente il principale artista (dai tempi di Rembrandt, anch'egli olandese) tra quelli che fecero della propria immagine un soggetto ricorrente della propria pittura, in chiave di racconto autobiografico. All'epoca dei ricoveri in ospedale e nel manicomio psichiatrico (1889), Van Gogh dipinse numerosi autoritratti dal notevole impatto psicologico. Nell'Autoritratto con la pipa il pittore si mostrò con l'orecchio sinistro, che si era tagliato in un gesto di autolesionismo, bendato, in un impianto cromatico dominato dalle stridenze fra colori complementari. Nell'Autoritratto con l'orecchio bendato il viso appare emaciato, lo sguardo assente e l'abbigliamento suggerisce chiusura e isolamento nei confronti dell'osservatore e dell'ambiente esterno. Analogamente, nell'Autoritratto conservato al Museo d'Orsay l'artista si presenta teso, al contempo aggressivo ed intimorito, su uno sfondo del tutto astratto, le cui vorticose pennellate ingenerano un effetto psichico particolarissimo.
Negli stessi anni, Paul Gauguin maturò una vera e propria ossessione per la propria immagine. I dipinti I miserabili (1888), dedicato proprio a Van Gogh, Autoritratto con tavolozza (1891) e Autoritratto con cappello (1893) comunicano astio e spavalderia; in un Autoritratto del 1889 arrivò a ritrarsi in una sorta di personificazione di Satana: l'aureola e l'ambientazione stretta fra le mele e il serpente suggeriscono infatti l'immagine dell'angelo caduto, mentre lo sguardo altezzoso suggerisce disprezzo per il mondo.
Profondamente introspettivo è pure l'Autoritratto con sigaretta (1895) di Edvard Munch.

### L'influenza della fotografia

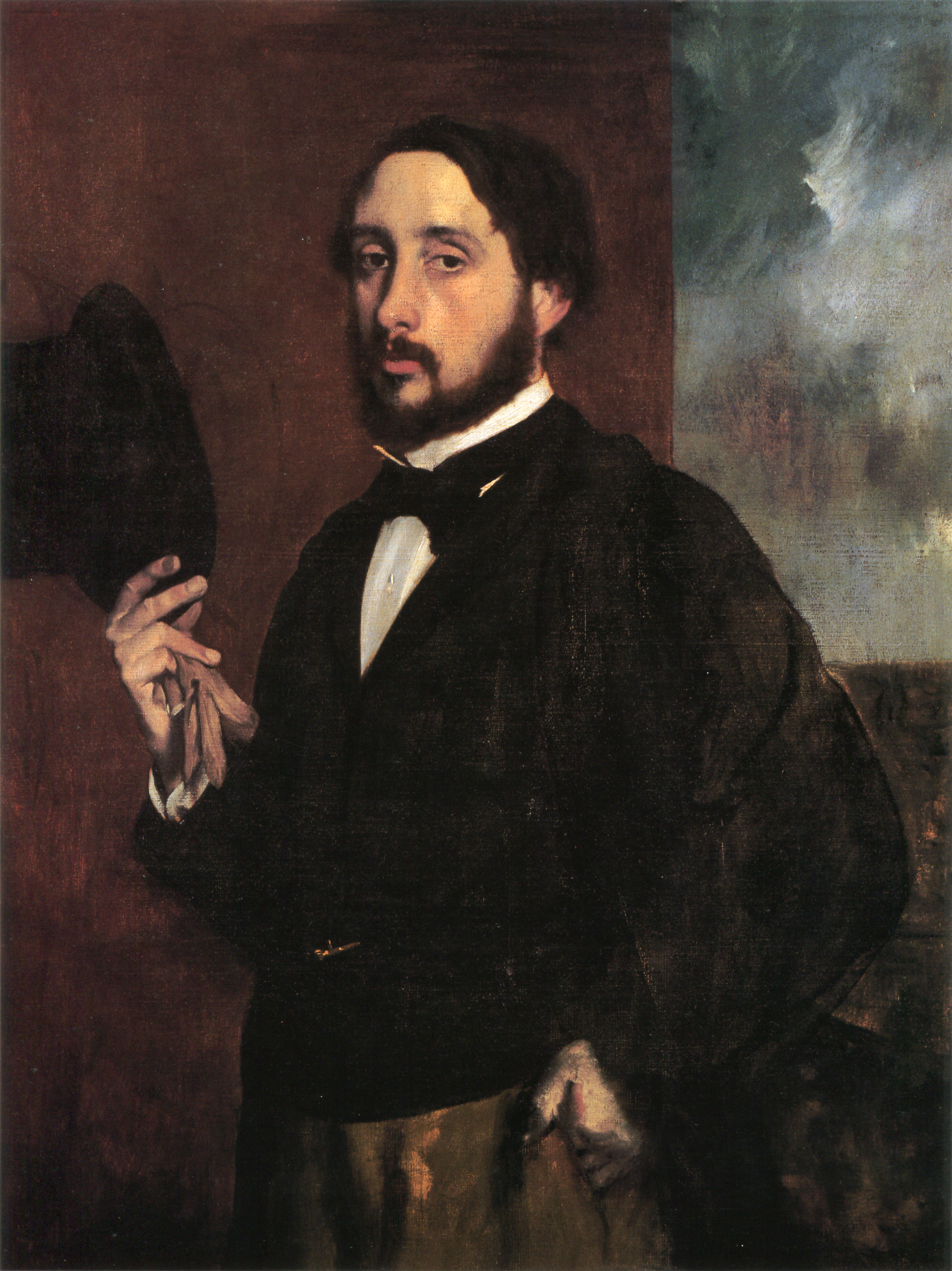
Edgar Degas, Degas che saluta, 1863 (Lisbona, Museo Calouste Gulbenkian)

Nella prima metà del secolo fece la comparsa nella storia dell'arte la fotografia, con la sua carica di novità e la possibile conflittualità con la tecnica pittorica. Tuttavia alcuni pittori sfruttarono le potenzialità tecniche del mezzo fotografico a loro vantaggio. In fatto di autoritratti, ma in generale in buona parte della sua produzione pittorica, Edgar Degas rese piuttosto manifeste queste potenzialità. Il dipinto Degas che saluta (1863), pur non costituendo probabilmente una copia, potrebbe comunque derivare da un'attenta osservazione di una fotografia: lo si desume innanzitutto dall'assenza delle inversioni destra-sinistra tipiche dei dipinti eseguiti allo specchio; inoltre dell'artista è pervenuta fino ai giorni nostri una fotografia fortemente somigliante, quanto a tema e impostazione, a questo autoritratto. È stato inoltre visto nel gesto del saluto una sorta di commiato ad una forma di figurazione all'epoca ritenuta sul punto di scomparire, proprio a causa della concorrenza della fotografia. In questo come in altri autoritratti, Degas si tenne ben lontano dalle drammatiche raffigurazioni interiori di alcuni suoi colleghi, preferendo piuttosto mostrarsi come un raffinato ed elegante dandy, perfettamente integrato e a suo agio nella società.

## Il Novecento

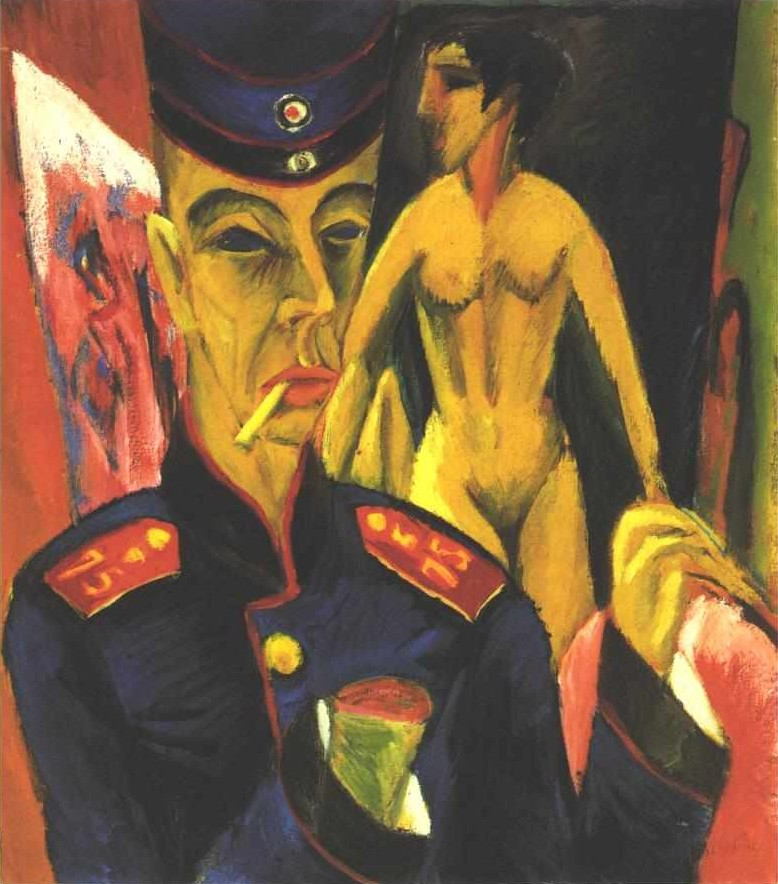
Ernst Ludwig Kirchner, Autoritratto da soldato, 1915 (Oberlin, Allen memorial art museum).
Si noti la mano amputata, testimonianza dell'esperienza bellica, le cui conseguenze segnarono il pittore fino a condurlo al suicidio.

Ormai pienamente indagato e codificato, il genere dell'autoritratto chiuse la sua stagione più felice con la fine del XIX secolo, pur non essendosi mai verificato un suo radicale abbandono. Nei primi anni del Novecento la sensibilità espressionista diede vita a raffigurazioni in cui il tormento interiore, l'alienazione sociale e il racconto della tragedia bellica sono alla base di scelte stilistiche peculiari, in continuità con l'introspezione psicologica ricercata dai pittori del secolo precedente. Significativi in questo senso sono gli autoritratti di Picasso, Max Beckmann ed Ernst Ludwig Kirchner.
Non ancora del tutto abbandonato da parte dei pittori futuristi (Luigi Russolo), surrealisti (Max Ernst e Hans Bellmer) e della Nuova Oggettività (Otto Dix), l'autoritratto cessò di essere praticato, al pari di ogni altra forma di figurazione, con l'avvento dell'astrazione, salvo per quei movimenti che ad essi si opponevano in nome di un auspicato «ritorno all'ordine», per poi conoscere una certa rinascita grazie alla Nuova figurazione e alla Pop art, nel cui ambito si ritrovano spesso modelli comunicativi di stampo espressionista, rinnovati dalle contaminazioni fra pittura, grafica e fotografia, con momenti notevoli da parte di Andy Warhol e Francis Bacon.
Del tutto particolari sono gli autoritratti della messicana Frida Kahlo, che incentrò sull'autoraffigurazione buona parte della propria ricerca artistica. Con uno stile raffigurativo tipico dell'arte indio-messicana e profondamente influenzato tanto dal surrealismo quanto dallo stile naïf di Diego Rivera, la pittrice condensò nei propri ritratti i suoi tormenti personali, dovuti al grave incidente giovanile, alla conseguente malattia, alle gravidanze interrotte, al burrascoso matrimonio con Rivera, ma anche tematiche sociali e politiche, legate al femminismo e alla lotta per i diritti degli indios messicani.

## Collezioni e mostre di autoritratti

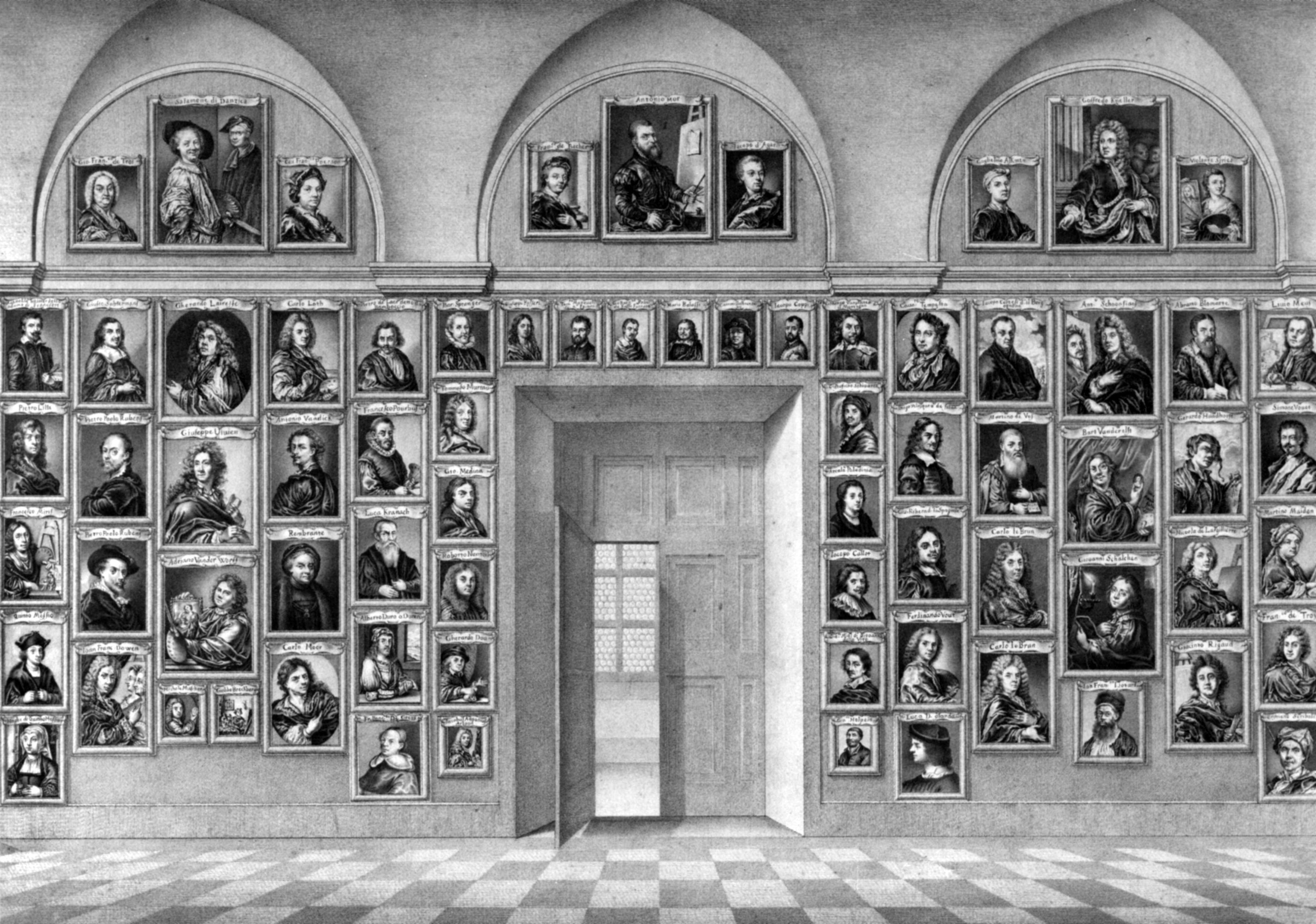
Una parete della cosiddetta Sala dei Pittori degli Uffizi, incisa su disegno di Giuseppe Maria Magni negli anni 1740

La più ricca ed importante collezione al mondo di autoritratti è quella conservata e solo parzialmente esposta nel Corridoio vasariano a Firenze: inaugurata da Leopoldo de' Medici nel 1664, che cominciò ad accumulare opere acquistate o commissionate appositamente, si ampliò con i secoli fino all'acquisizione della collezione di circa trecento ritratti del XX secolo di Raimondo Rezzonico nel 2006 da parte della Galleria degli Uffizi, a cui il Corridoio appartiene. Oggi la collezione ammonta a più di 1700 opere.
Fra le esposizioni, notevole fu quella che si tenne nel 1916 a Milano, organizzata dalla Famiglia artistica, durante la quale furono esposti autoritratti dei soci del sodalizio, in un'antologica dei principali artisti italiani a cavallo fra Ottocento e Novecento, tra cui Gerolamo Induno, Giovanni Carnovali, Umberto Boccioni, Vincenzo Gemito, Gaetano Previati e Aldo Carpi.
Nel 2005 fu organizzata alla National Portrait Gallery di Londra Self portrait: Renaissance to contemporary, un'ampia mostra di autoritratti dal Rinascimento alla contemporaneità, curata da Anthony Bond e Joanna Woodall, con opere in buona parte provenienti dal Corridoio vasariano.

## L'autoritratto nell'arte extraeuropea
Al di fuori dell'arte europea e occidentale in genere, l'autoritratto è un genere poco diffuso se non del tutto sconosciuto.
L'arte indiana, salvi episodi recenti e non illustri, non ha mai elaborato nulla di assimilabile all'autoritratto. Ciò si spiega con il carattere sacro, pubblico e impersonale dell'arte, con la scarsa attenzione ai tratti fisici delle persone, con la scarsa consistenza del genere del ritratto, oltre che con un ruolo del tutto artigianale di scultori e pittori, simile a quello rinvenibile nell'Europa medievale: non solo la loro personalità, ma persino la loro stessa identità non erano considerate significative nel processo di creazione artistica, processo di solito collettivo data la monumentalità dell'arte indiana, a tal punto che non era abitudine dell'artigiano lasciare la propria firma o altre tracce di sé né nelle opere né, salvo eccezioni, nelle cronache.
All'arte dei nativi americani il concetto di autoritratto è stato estraneo fino alla metà dell'Ottocento, quando hanno cominciato a comparire episodi di autoraffigurazione sull'onda dell'assimilazione di modelli culturali e artistici occidentali. È stato ipotizzato che l'origine dell'assimilazione della pratica di autoritrarsi sia da ricercare nella prigionia di alcuni indiani delle pianure del sud a Fort Marion nel 1870. Da allora il genere, per quanto secondario, ha conosciuto un certo sviluppo, tanto che è possibile delinearne le caratteristiche più ricorrenti. È stato infatti notato che l'autoritratto nell'arte nativa ha come tema dominante l'identità culturale: in chiave di celebrazione del patrimonio culturale o di stimolo all'integrazione, di denuncia delle difficoltà di convivenza o di tentativo di superamento degli stereotipi. Inoltre, la forte influenza che la fotografia esercita sull'arte degli indiani d'America riguarda anche l'autoritratto. Recentemente sono state organizzate negli Stati Uniti due mostre di autoriratti di artisti nativi: About Face, allestita nel 2005-06 al Wheelwright Museum of the American Indian di Santa Fe, e Blood Memories, tenuta al Tweed Museum di Duluth nel 2013-14.